# Caravaggio
Michelangelo Merisi (ou Amerighi), conhecido mononimamente como Caravaggio (pronúncia italiana: [karaˈvadd͡ʒo]), em homenagem ao local de origem dos seus pais (Caravaggio na Lombardia) (Milão, 29 de setembro de 1571 – Porto Ercole, 18 de julho de 1610), foi um dos mais notáveis pintores italianos no início do Barroco. Durante os últimos quatro anos da sua vida mudou-se entre Nápoles, Malta e Sicília. A sua obra possante e inovadora revolucionou a pintura do século XVII com o seu carácter naturalista, por vezes brutal, e a forte utilização da técnica do claro-escuro e o tenebrismo. Caravaggio adquiriu grande fama internacional em vida e influenciou muitos grandes pintores depois dele, como evidenciado pelo aparecimento de Caravagismo (Caravagismo de Utreque). Esteve esquecido até entrar na senda crítica do século XX, e é hoje considerado um dos mais famosos representantes da arte ocidental de todos os tempos, fundador da corrente naturalista moderna, em oposição ao Maneirismo e ao Classicismo, juntamente com Annibale Carracci, é considerado precursor da pintura barroca romana. Caravaggio era o nome da aldeia natal da sua família e foi escolhido como seu nome artístico.
Há exceção das suas primeiras obras, Caravaggio pintou fundamentalmente temas religiosos, inovando ao relacionar o sagrado com o profano. Com o seu novo estilo, no entanto, foram várias as vezes em que as suas pinturas feriam as suscetibilidades dos seus clientes. Em vez de adotar nas suas pinturas belas figuras etéreas, delicadas, para representar acontecimentos e personagens da Bíblia, preferia escolher, por entre o povo, modelos humanos tais como prostitutas, crianças de ruas e mendigos, que posavam como personagens para as suas obras.
Caravaggio procurou a realidade palpável e concreta da representação. Utilizou como modelos figuras humanas, sem qualquer receio de representar a feiura, a deformidade em cenas provocadoras, características essas que distinguem as suas obras. Tudo isso chocou os seus contemporâneos, pela rudeza das suas pinturas. Dos efeitos que Caravaggio dava aos quadros, originou-se o tenebrismo, radicalização do chiaroscuro, em que os tons terrosos contrastam com os fortes pontos de luz. Em 1606, após numerosos problemas com o sistema de justiça dos Estados Papais, feriu mortalmente um oponente durante um duelo. Teve então que deixar Roma e passou o resto da vida no exílio, em Nápoles, Malta e Sicília. Até 1610, ano da sua morte, aos 38 anos, as suas pinturas destinavam-se em parte a expiar esta falha. No entanto, certos elementos biográficos relativos à sua moral estão ainda hoje a ser revistos, já que imediatamente após sua morte prematura, surgiram lendas que fizeram dele o "arquétipo do artista perverso" ― o "mito de Caravaggio" perdura até hoje. Todavia, a investigação histórica recente põe em causa o retrato pouco lisonjeiro que foi durante muito tempo propagado por fontes do século XVII, tornando-o pouco fiável.
Após um longo período de esquecimento crítico, só no início do século XX é que o génio de Caravaggio foi plenamente reconhecido, independentemente da sua reputação tenebrosa. O seu sucesso popular deu origem a uma infinidade de romances e filmes, a par de exposições e inúmeras publicações científicas que, durante um século, renovaram completamente a sua imagem. Atualmente está representado nos principais museus do mundo, apesar do número limitado de pinturas sobreviventes. No entanto, certas pinturas descobertas ao longo do século passado ainda são dúbias quanto à sua atribuição.
| “                | Não tendo mestre, não teve alunos. | ” |
| — Roberto Longhi |                                    |   |

## Biografia

### Juventude e formação

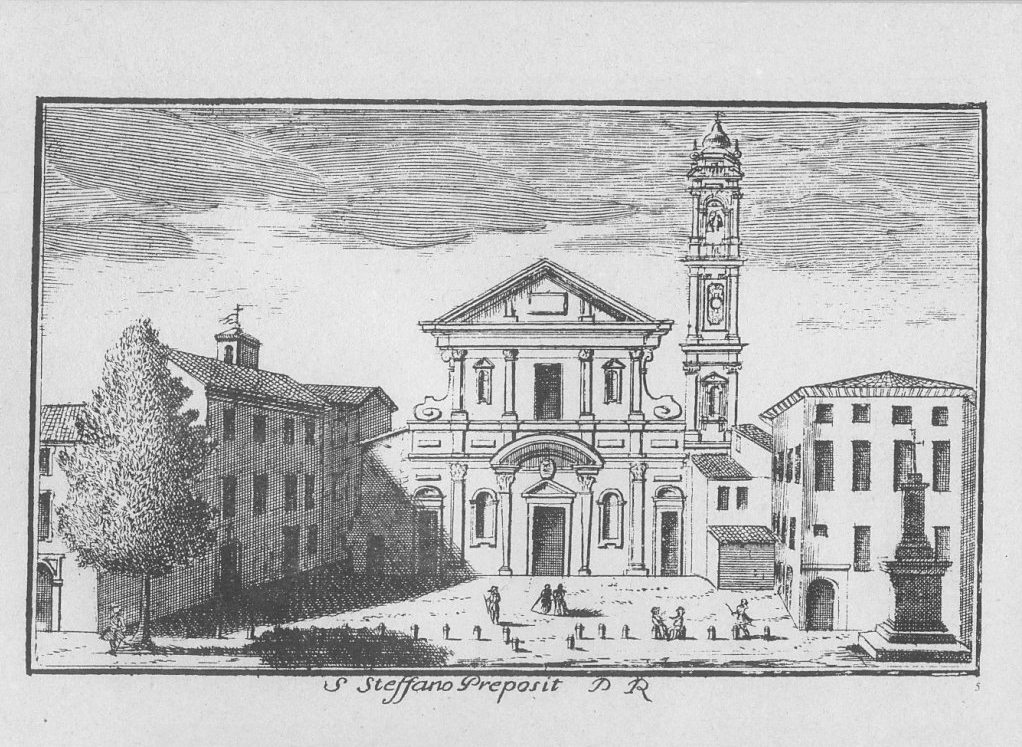
A Basílica de Santo Estêvão Maior, em Milão, onde Michelangelo foi batizado em 1571. Gravura de Marc'Antonio Dal Re cerca de 1745

Michelangelo nasceu em 29 de setembro de 1571, em Milão, na freguesia de Santa Maria de la Passarella onde residiam os seus pais Fermo Merisi e Lucia Aratori que, ambos de Caravaggio, pequena cidade da região de Bérgamo na época sob domínio espanhol, se casaram em 15 de janeiro do mesmo ano tendo como testemunha Francesco I Sforza de Caravaggio, marquês de Caravaggio .
Pouco se sabe sobre os primeiros anos de Michelangelo e a sua data e local de nascimento sempre foram um enigma: o ano de 1573 está associado à descoberta, em 1973, da certidão de nascimento do seu irmão mais novo, Giovanni Baptista, o que permitiu que a correção fosse feita para o ano de 1571 por dedução. Quanto a isso, as dúvidas que restavam foram dissipadas graças à descoberta, em 2007, da sua própria certidão de nascimento nos arquivos históricos da diocese de Milão onde consta a data, 30 de setembro de 1571 — um dia depois da celebração do Arcanjo Miguel a quem ele provavelmente deve o seu nome - : “Hoje dia 30 foi batizado Michelangelo, filho do Signor Fermo Merisi e da Signora Lucia Aratori. Padrinho, Signor Francesco Sessa », sendo este último um patrício milanês.
Michelangelo foi assim batizado no dia seguinte ao seu nascimento na Basílica de Santo Estêvão Maior (então Santo Stefano em Brolo), igreja vizinha à paróquia da família, no bairro milanês onde residia o então mestre da fabbrica del Duomo.{{nreEsta é a Veneranda fabbrica del Duomo di Milano, instituição responsável pela construção e conservação da Catedral de Milão, o « Duomo ».}}
As funções exercidas pelo seu pai são diferentemente atribuídas dependendo das fontes: capataz, pedreiro ou arquiteto; tem o título de "mestre", a partir daí pode conjeturar-se ter sido o arquiteto decorativo ou intendente de Francesco I Sforza. No entanto, vários documentos usam o termo bastante vago "muratore" para descrever a profissão do pai de Caravaggio, o que parece significar que dirigia uma pequena empresa de construção. O seu avô materno foi um reconhecido e estimado agrimensor. As suas duas famílias, paterna e materna, todas de Caravaggio, pertenciam à classe média e eram honrosamente conhecidas : Costanza Colonna, filha de Marcantonio Colonna e esposa de Francesco I Sforza, terá recorrido a várias mulheres da família Merisi como amas de leite para os seus filhos  — ela fora para Michelangelo uma protetora com quem pôde contar em diversas ocasiões.

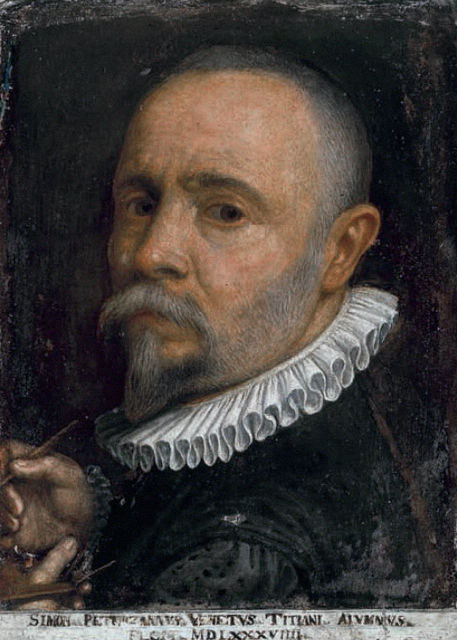
Simone Peterzano, autorretrato datado de 1589, no final da aprendizagem de Caravaggio

A sua meia-irmã, Margherita, nasceu de uma união anterior em 1565. O nascimento de Michelangelo em 1571 é seguido pelo nascimento de dois irmãos e uma irmã : Giovan Battista em 1572, Caterina em 1574 e Giovan Pietro por volta de 1575-1577. Giovan Battista tornou-se sacerdote  e estava perfeitamente informado sobre a Reforma Católica iniciada em Milão pelo Arcebispo Charles Borromeo e em Roma pelo fundador dos Oratorianos, Philippe Néri. Miguel Ângelo permaneceu durante todo o seu período romano em estreita concordância com esta sociedade dos Oratorianos.
Em 1576, a peste atinge Milão. Para escapar à epidemia, a família Merisi refugiou-se em Caravaggio, todavia, a doença infetou o avô de Miguel Ângelo e, poucas horas depois, o seu pai, a 20 de outubro de 1577, e depois o seu irmão mais novo Giovan Pietro. Em 1584, a viúva e os seus quatro filhos sobreviventes regressaram à capital lombarda, onde Miguel Ângelo, aos treze anos, ingressa na oficina de Simone Peterzano, que se auto-intitulou discípulo de Ticiano, mas com um estilo mais propriamente lombardo do que veneziano : o contrato de aprendizagem foi assinado pela sua mãe a 6 de abril de 1584, por 24 escudos de ouro por um período de quatro anos.
A aprendizagem do jovem pintor durou, assim, pelo menos quatro anos com Simone Peterzano e, através dele, em contacto com a escola lombarda, com o seu expressivo luminismo e os seus autênticos pormenores. Prestou atenção ao trabalho dos irmãos Campi (principalmente Antonio) e Ambrogio Figino, de quem o aprendiz a pintor pôde estudar muito de perto em Milão e nas pequenas cidades vizinhas. Provavelmente também olhou aos bons exemplos de pinturas venezianas e bolonhesas: Moretto, Savoldo, Lotto, Moroni ou mesmo Ticiano, todos igualmente acessíveis no local, e ainda os de Leonardo da Vinci que esteve em Milão de 1482 a 1499-1500 e depois de 1508 até 1513 e cujos vestígios de várias das suas estadias foram numerosas e mais ou menos acessíveis: A Última Ceia, o projecto de escultura de um cavalo monumental, etc. O jovem Merisi estudou as teorias pictóricas do seu tempo, o desenho, a pintura a óleo e as técnicas de fresco, mas interessou-se especialmente por retratos e naturezas-mortas.
Pouco se sabe sobre os últimos anos de aprendizagem de Caravaggio, entre 1588 e o ano em que se mudou para Roma, no verão de 1592: talvez tenha melhorado as suas capacidades com Peterzano, ou talvez tenha aprendido por conta própria.

### Contexto artístico e religioso

#### Herança pictórica
O historiador de arte italiano Roberto Longhi foi o primeiro a denominar a cultura visual de Caravaggio estudando as suas pinturas. Segundo ele, o desenvolvimento do estilo de Caravaggio terá sido consequência da influência de certos mestres lombardos, mais precisamente dos que actuaram na região de Bérgamo, Bréscia, Cremona e até Milão: Foppa e Borgognone no século anterior, depois Lotto, Savoldo, Moretto e Moroni (que Longhi descreve como "pré-caravagistas") . A influência desses mestres, à qual podemos acrescentar a de Ambrogio Figino , teria determinado os fundamentos da arte de Caravaggio. Savoldo e os irmãos Antonio, Giulio e Vincenzo Campi utilizam técnicas de contraste entre a sombra e a luz, talvez inspiradas no fresco de claro-escuro do Vaticano de Rafael a representar São Pedro na prisão. Este efeito de contraste torna-se um elemento central da obra de Caravaggio. Segundo Longhi, o principal mestre desta escola terá sido Foppa, na origem da revolução da luz e do naturalismo - oposto a uma certa majestade do Renascimento - que são os elementos centrais da pintura de Caravaggio. Por fim, Longhi não deixa de sublinhar a muito provável influência de Simone Peterzano, o mestre do então jovem aprendiz Caravaggio. A viagem a Roma poderá tê-lo cruzado com um pintor em particular, de Bolonha, Annibale Carracci, exemplos das suas obras estas que lhe teriam sido úteis durante as suas primeiras pinturas para o mercado livre em Roma. .

Algumas prováveis influências iniciais de Caravaggio
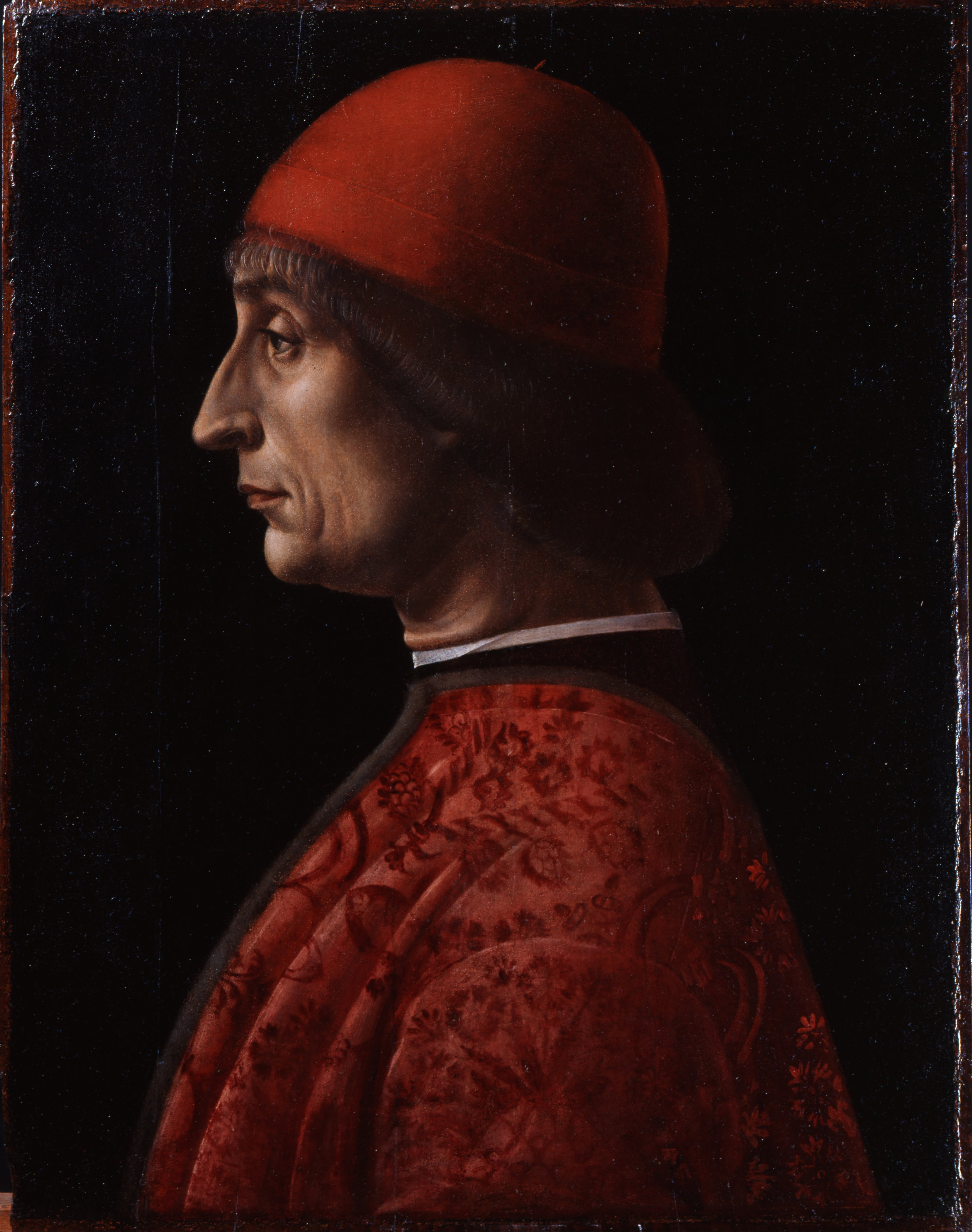
Foppa, Retrato de Giovanni Francesco Brivio, 1495. Museo Poldi Pezzoli, Milão.
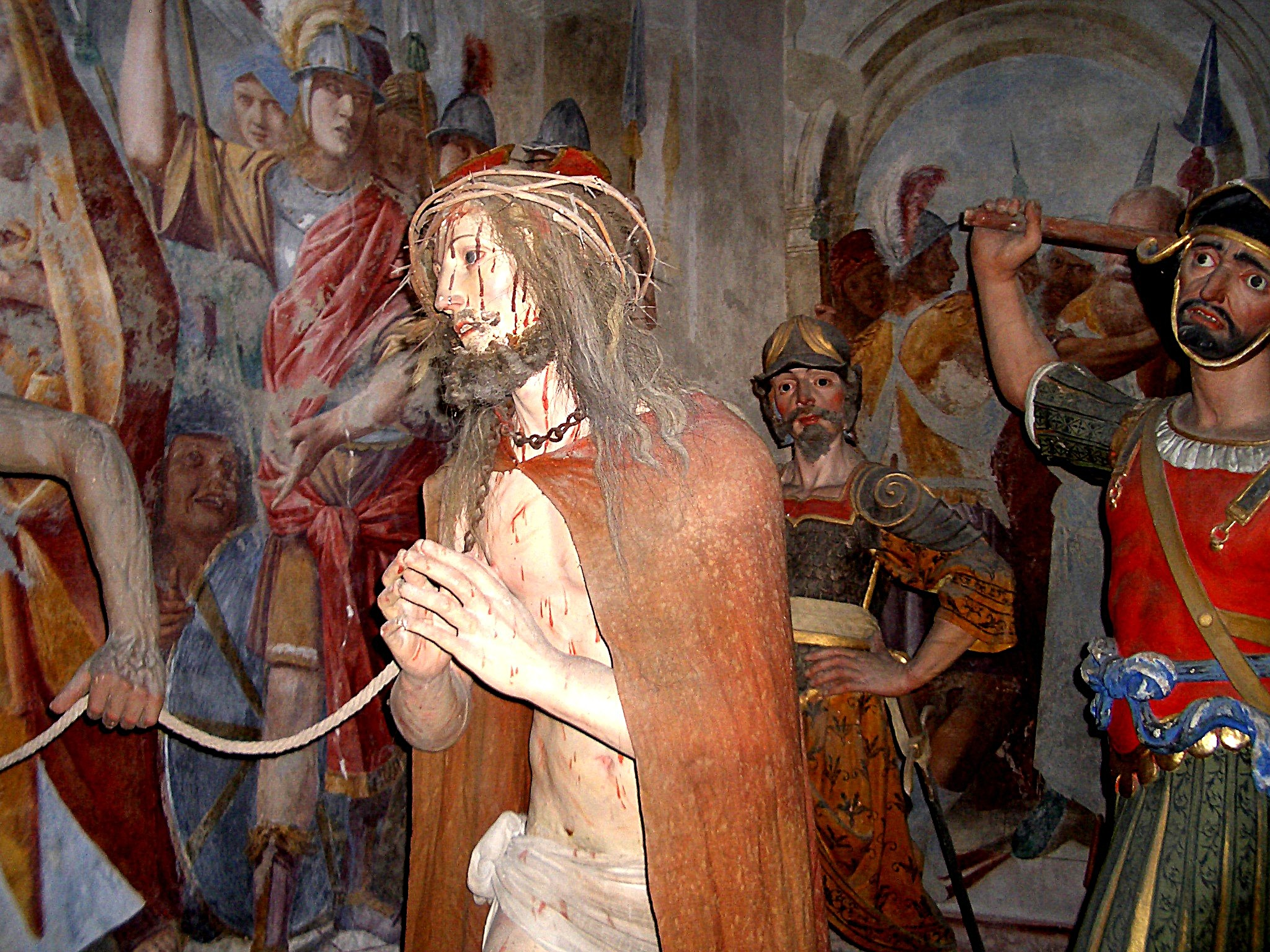
Gaudenzio Ferrari, A Ascensão ao Calvário, c. 1510. Monte Sagrado de Varallo, Varallo Sesia.
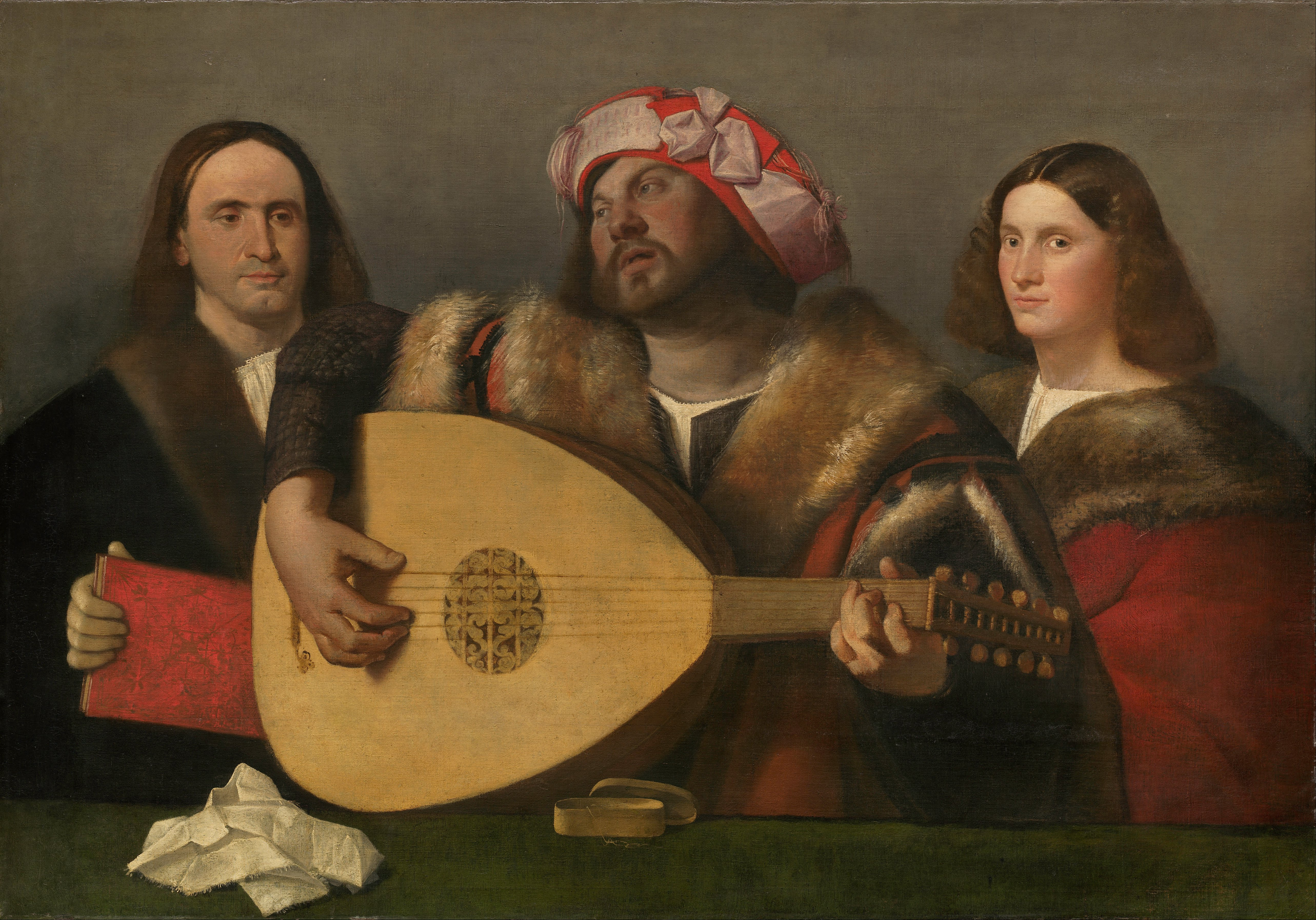
Giovanni Cariani, O Concerto, c. 1518-1520. Galeria Nacional de Arte, Washington [c].
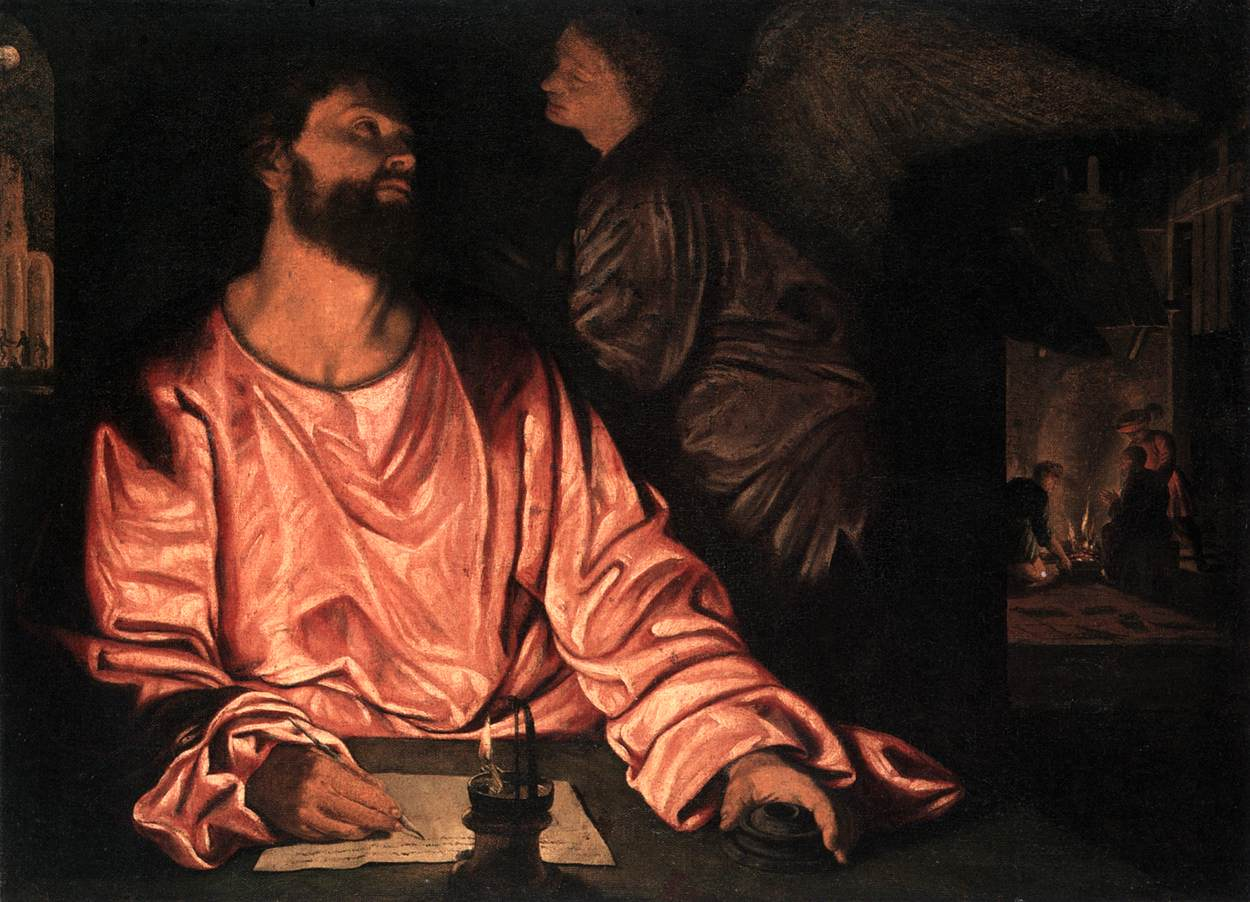
Savoldo, São Mateus e o Anjo, c. 1530-1533. Museu Metropolitano de Arte, Nova Iorque.
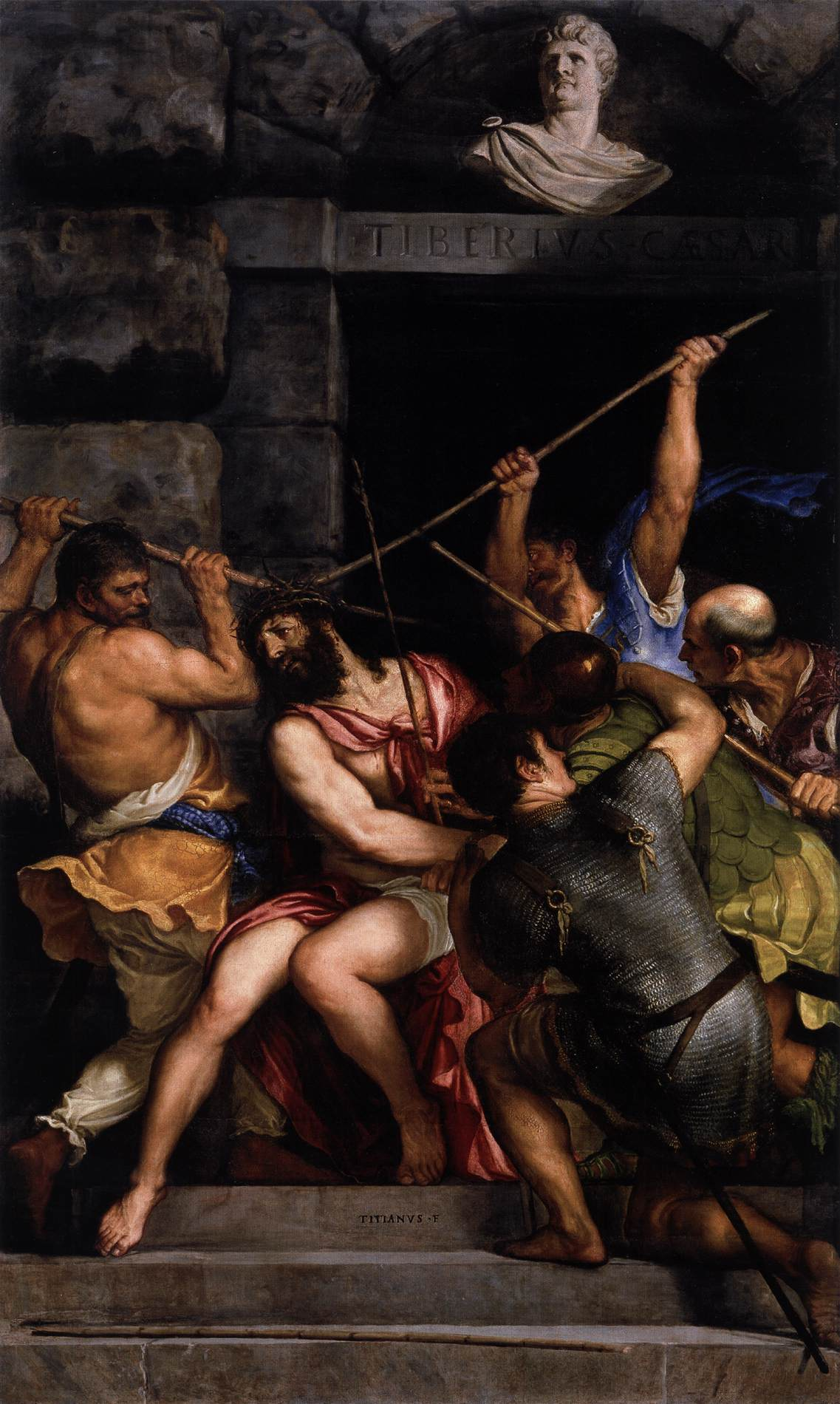
Ticiano, A Coroação de Espinhos, 1542. Museu do Louvre, Paris.
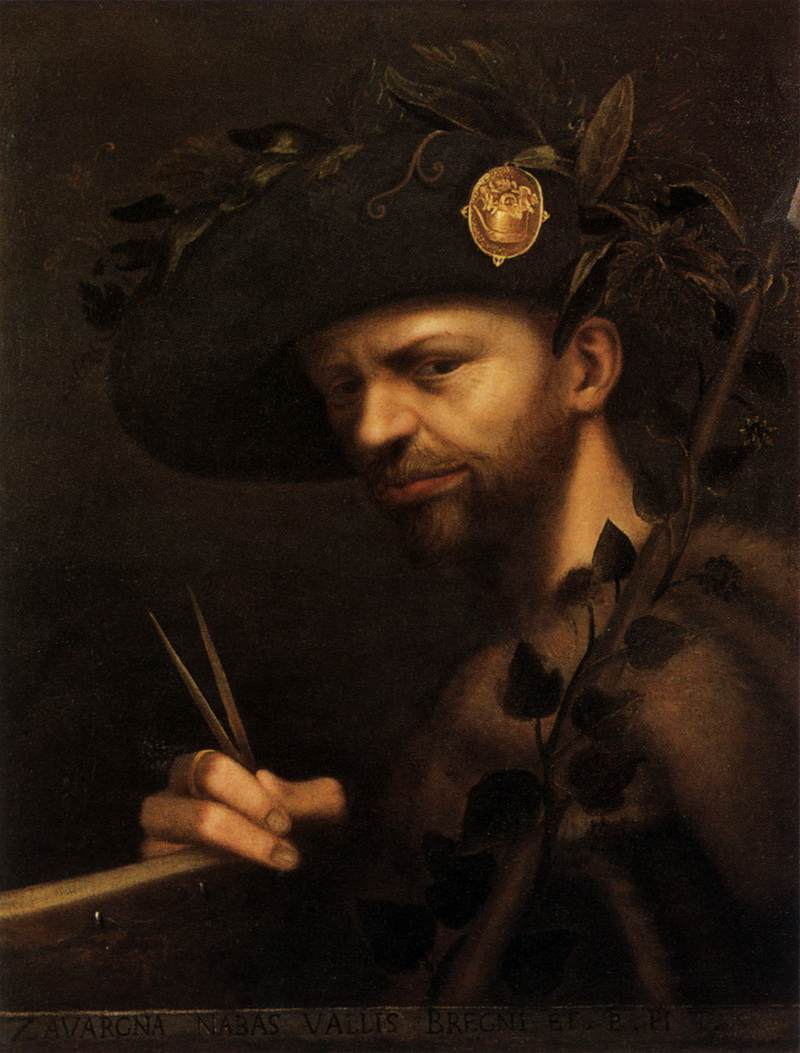
Giovanni Paolo Lomazzo, Auto-retrato como pintor e abade da Accademia della Val di Blenio, c. 1568. Pinacoteca di Brera, Milão [d].
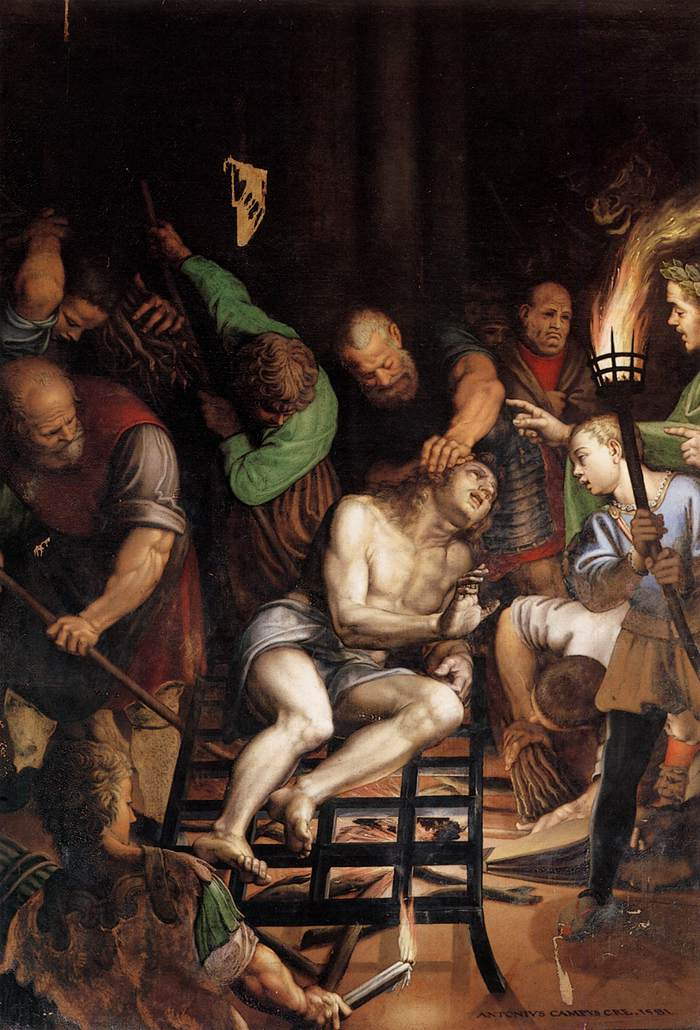
Antonio Campi, O Martírio de São Lourenço, 1581. Igreja de San Paolo Converso, Milão [e]

#### Influência da Reforma Católica
Os biógrafos de Caravaggio sempre evocaram a estreita relação entre o pintor e o movimento da Reforma Católica (ou " Contra-Reforma "). O início da aprendizagem do pintor coincide, portanto, com o desaparecimento de uma figura importante desta Reforma: Carlos Borromeu, que, ao lado do governo espanhol, exerceu autoridade jurídica e moral sobre Milão em nome da Igreja. O jovem artista descobriu o papel essencial dos patrocinadores, que iniciaram quase toda a pintura da época, e o controlo exercido pela autoridade religiosa sobre o tratamento das imagens destinadas ao público. Carlos Borromeu, cardeal e depois arcebispo de Milão, foi um dos autores do Concílio de Trento e tentou pô-lo em prática reavivando a ação do clero entre os católicos e incentivando os mais ricos a unirem-se em irmandades para ajudar os mais pobres e as prostitutas.

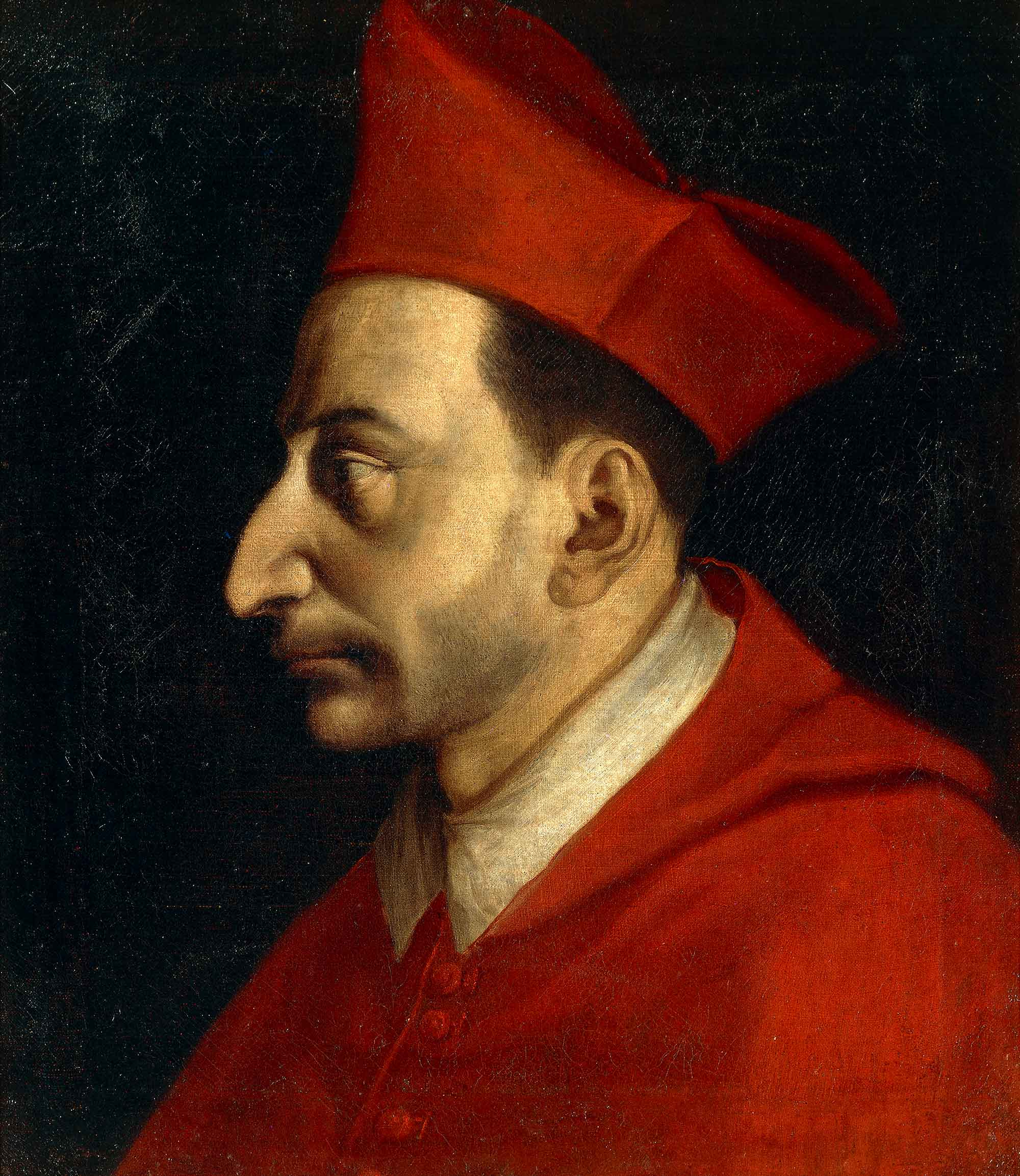
Cardeal Carlos Borromeu, figura central da Reforma Católica no século XVI. Pintura de Ambrogio Figino. Pinacoteca Ambrosiana, Milão.

Frederico Borromeo, primo de Carlos e também arcebispo de Milão desde 1595, continuou esta obra e manteve laços estreitos com S. Filipe Néri, falecido em 1595 e canonizado em 1622. Fundador da Congregação dos Oratorianos, quis se reaproximar da devoção dos primeiros cristãos, da sua vida simples, e exerceu um importante papel na música. A comitiva de Caravaggio, os seus irmãos e Costanza Colonna que protegia a sua família, praticavam a sua fé sob o espírito dos Oratorianos e nos Exercícios Espirituais de Inácio de Loyola a fim de integrar os mistérios da fé na sua vida quotidiana. As cenas religiosas de Caravaggio estão, portanto, logicamente impregnadas por esta simplicidade, representando os pobres, com os pés sujos, os apóstolos descalços; a fusão dos mais modestos trajes antigos e das mais simples vestimentas contemporâneas contribui para a integração da fé na vida quotidiana..

### Período romano (1592-1606)

#### Dando espaço a um diretório pessoal

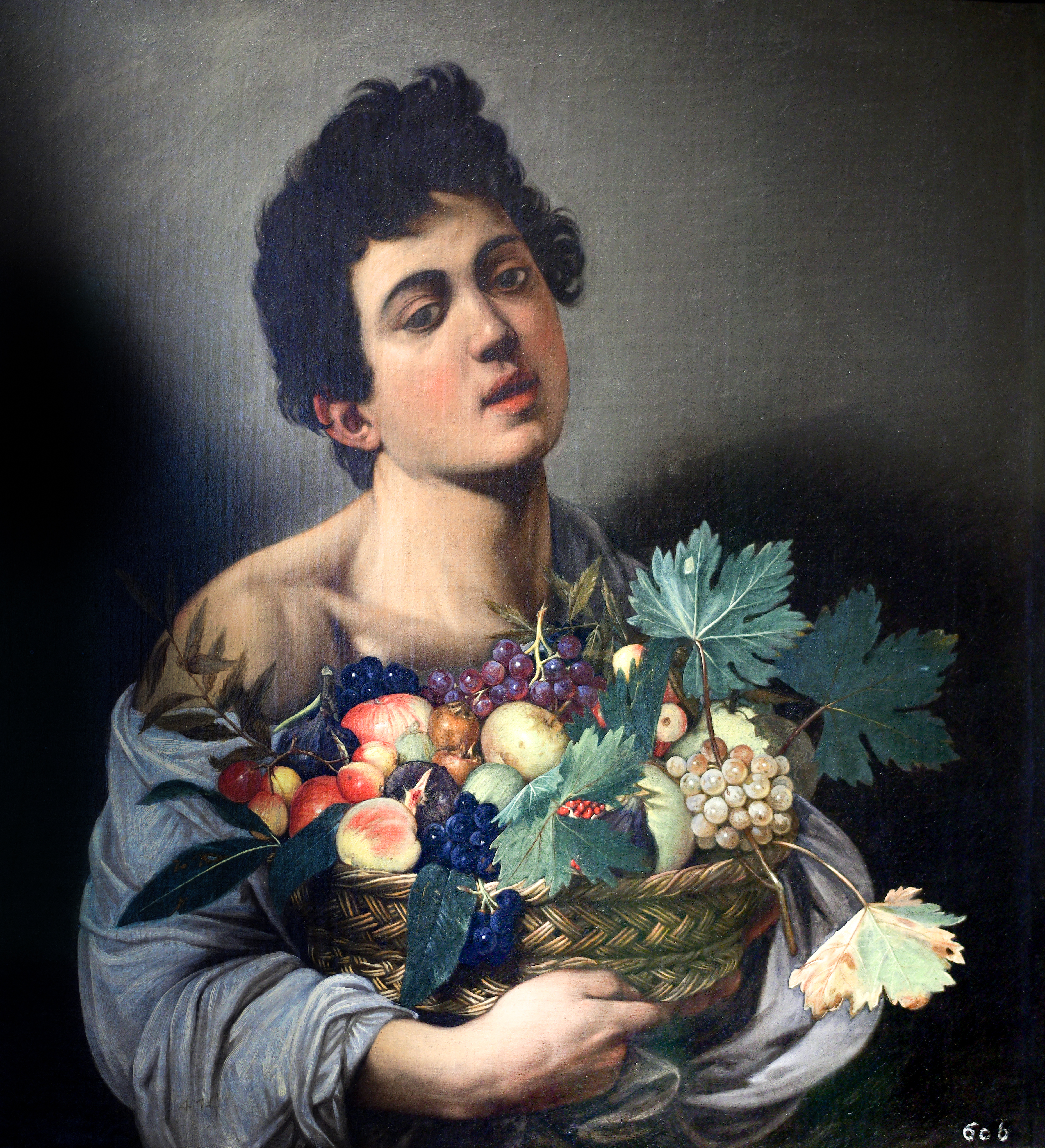
Uma das primeiras pinturas conhecidas de Caravaggio : Menino com cesta de frutas, 70 × 67, 1593. Galeria Borghese, Roma.

Caravaggio deixou o estúdio de Simone Peterzano e regressou a Caravaggio por volta de 1589, ano em que a sua mãe faleceu. Aí permaneceu até à divisão da herança da família em maio de 1592, partindo depois no verão, talvez para Roma, procurando aí fazer carreira, como muitos artistas da época. A hipótese de que ele tenha chegado a Roma mais cedo não é contudo posta de parte porque este período está mal documentado; aliás, o seu vestígio perdeu-se em 1592 por pouco mais de três anos, até se constatar a sua presença em Roma em Março de 1596 (e provavelmente desde finais de 1595). Roma era nessa época uma cidade papal dinâmica, animada pelo Concílio de Trento e pela Reforma Católica. Os canteiros de obras estavam ali a aumentar e um espírito barroco florescia. O Papa Clemente VIII foi eleito a 30 de janeiro de 1592, sucedendo a Sisto V, que já tinha transformado muito a cidade.
Os primeiros anos na grande cidade foram caóticos e pouco conhecidos: esse período, mais tarde e com base em fatos mal interpretados, forjou uma reputação sobre Caravaggio de homem violento e bandido, muitas vezes forçado a fugir das consequências legais das suas rixas e duelos. Viveu inicialmente na pobreza, hospedado por Pandolfo Pucci. Segundo Mancini, as suas três primeiras pinturas destinadas à venda datam desse período, das quais apenas duas sobreviveram: Menino mordido por um lagarto e Menino descascando fruta. Restam apenas cópias desta última pintura, que é provavelmente a sua primeira composição conhecida e constitui uma das primeiras pinturas de género como as de Annibale Carracci, cujas obras Caravaggio provavelmente pôde ver em Bolonha. A hipótese de uma atmosfera homoerótica nas pinturas deste período, que surgiu entre os especialistas do artista na década de 1970, é hoje fortemente contestada.
Caravaggio inicia relações mais ou menos sólidas com vários pintores locais: segundo Baglione, entrou pela primeira vez na oficina do modesto pintor siciliano Lorenzo Carli conhecido como “Lorenzo Siciliano". Conheceu o pintor Prospero Orsi, o arquitecto Onorio Longhi e talvez o pintor siciliano Mario Minniti que se tornaram amigos e que o acompanharam no seu sucesso. Também conheceu Fillide Melandroni, que se tornou uma cortesã renomada em Roma e serviu de modelo em muitas ocasiões.
É possível que tenha ingressado numa oficina de nível superior, a de Antiveduto Grammatica, dedicada a pinturas mais baratas do mercado.

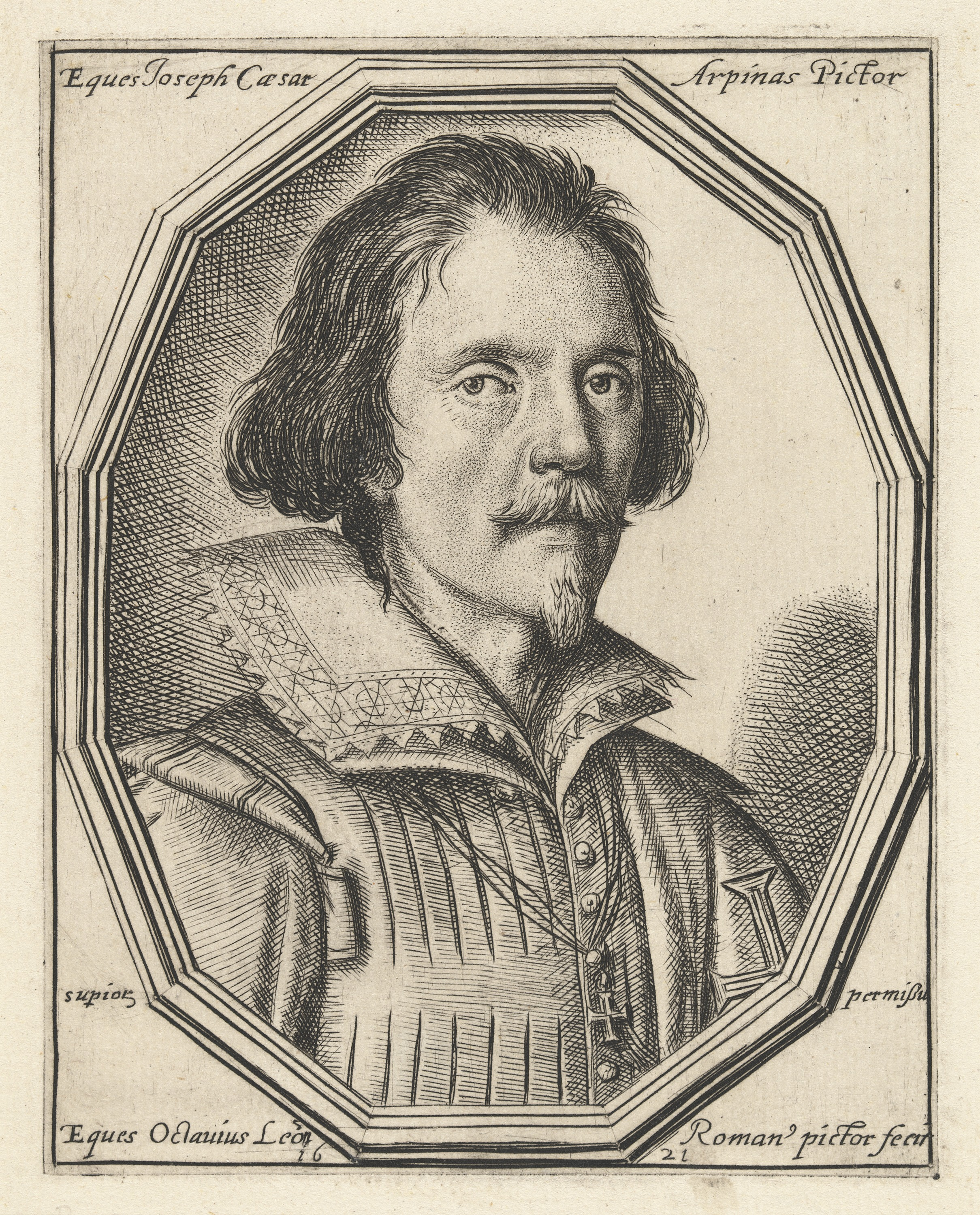
O Cavalier d'Arpin, em cuja oficina Caravaggio trabalhou em 1593. Retrato de Ottavio Leoni, 1621. Galeria Nacional de Arte, Washington, D. c.

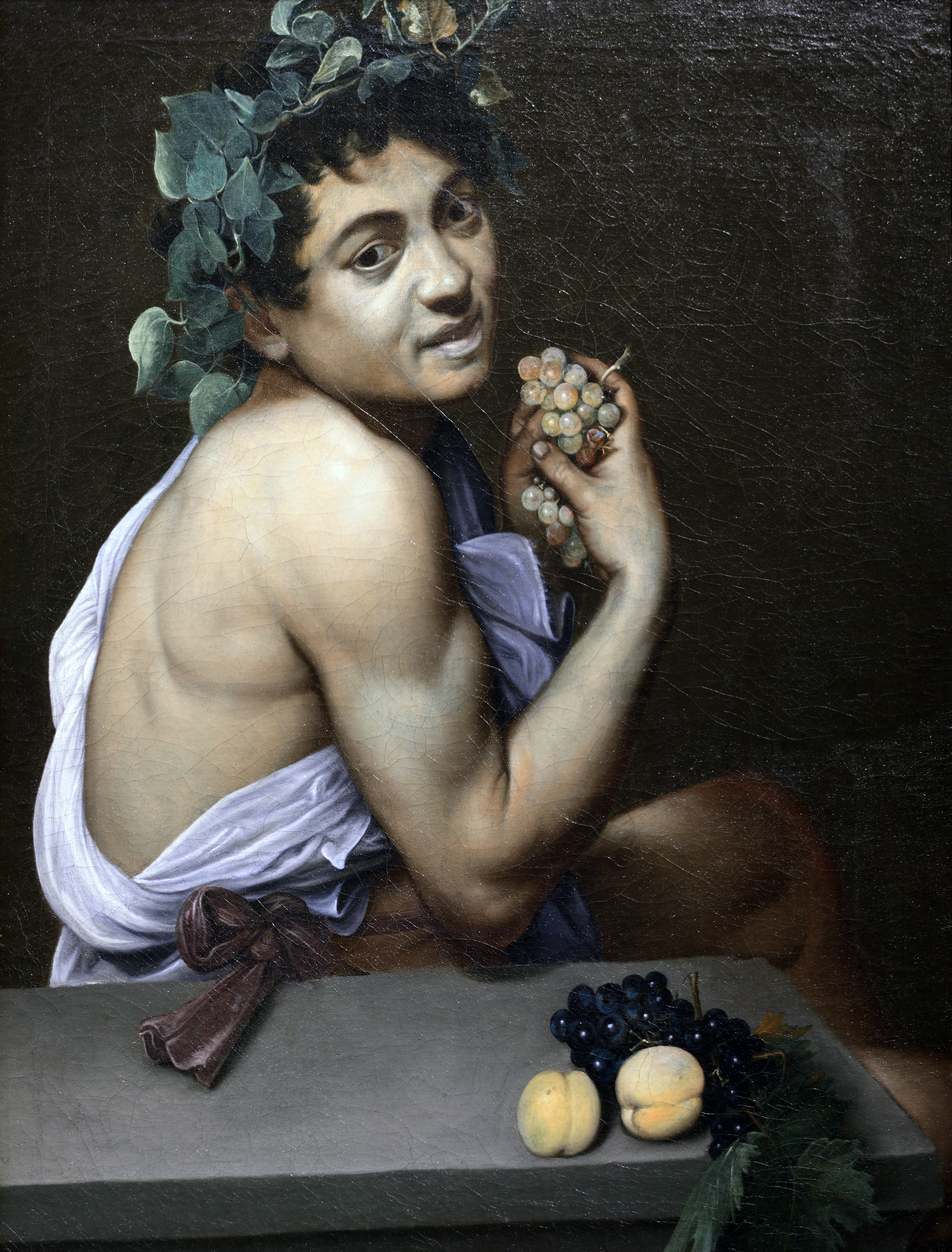
O Pequeno Baco Doente (c.1593 ou 1594).

A partir da primeira metade de 1593 e durante alguns meses, trabalhou para Giuseppe Cesari. Pouco mais velho que Caravaggio, Cesari recebeu encomendas e, tendo sido nobilitado, tornou-se o "Cavalier d'Arpin". Foi o pintor oficial do Papa Clemente VIII e um artista muito proeminente, apesar de ele e o seu irmão Bernardino não cultivassem uma reputação de elevados padrões morais. Foi talvez através do seu contacto, porém, que Caravaggio sentiu a necessidade de se aproximar dos costumes típicos da aristocracia da época. Cesari confia ao seu aprendiz a tarefa de pintar flores e frutos no seu atelier. Durante este período, Caravaggio foi provavelmente também empregado como decorador de obras mais complexas, mas não existem provas suficientemente fiáveis. Poderia ter aprendido com Cesari como vender a sua arte e como, a potenciais colecionadores e amantes de antiguidades, reunir o seu repertório pessoal explorando o seu conhecimento da arte lombarda e veneziana. É o período do Pequeno Baco Doente, do Menino com Cesta de Frutas e de Baco : figuras antigas que procuram captar o olhar do observador e onde a natureza morta, rapidamente ganha destaque, testemunha a perícia do pintor com extrema precisão nos detalhes. Repletas de referências à literatura clássica, estas primeiras pinturas depressa se tornaram a moda, como evidenciado por inúmeras cópias de época de grande qualidade. .
Vários historiadores evocam uma possível viagem a Veneza para explicar certas influências tipicamente venezianas, nomeadamente para O Descanso na Fuga para o Egipto, mas isto nunca foi comprovado. Nesta altura parecia ter pouco apreço pela referência à arte de Rafael ou à antiguidade romana (que, para os artistas do século XVII, refere-se essencialmente à escultura romana), mas jamais as ignora. A sua Madalena arrependida testemunha assim a sobrevivência de uma antiga figura alegórica, mas com uma vista ligeiramente inclinada que reforça a impressão de humilhação do pecador. Esta seria a primeira figura completa do pintor..
Após uma doença ou lesão, foi hospitalizado no Hospital da Nossa Senhora da Consolação. A sua colaboração com Cesari terminou abruptamente, por motivos desconhecidos. .
Foi nesta época que o pintor Federigo Zuccaro, protegido do cardeal Frederico Borromeo, trouxe importantes mudanças no estatuto dos pintores. Transformou a sua irmandade numa academia em 1593 : ' Accademia di San Luca (Academia de São Lucas). Com isto visava elevar o nível social dos pintores invocando o valor intelectual do seu trabalho, ao mesmo tempo que orienta a teoria artística em favor do disegno (no sentido de desenho mas também de intenção de projecto) contra o conceito de colore defendido pelo teórico maneirista Lomazzo. Caravaggio surge na lista dos primeiros participantes.

#### Sucessos romanos

##### Amizade com o Cardeal Del Monte

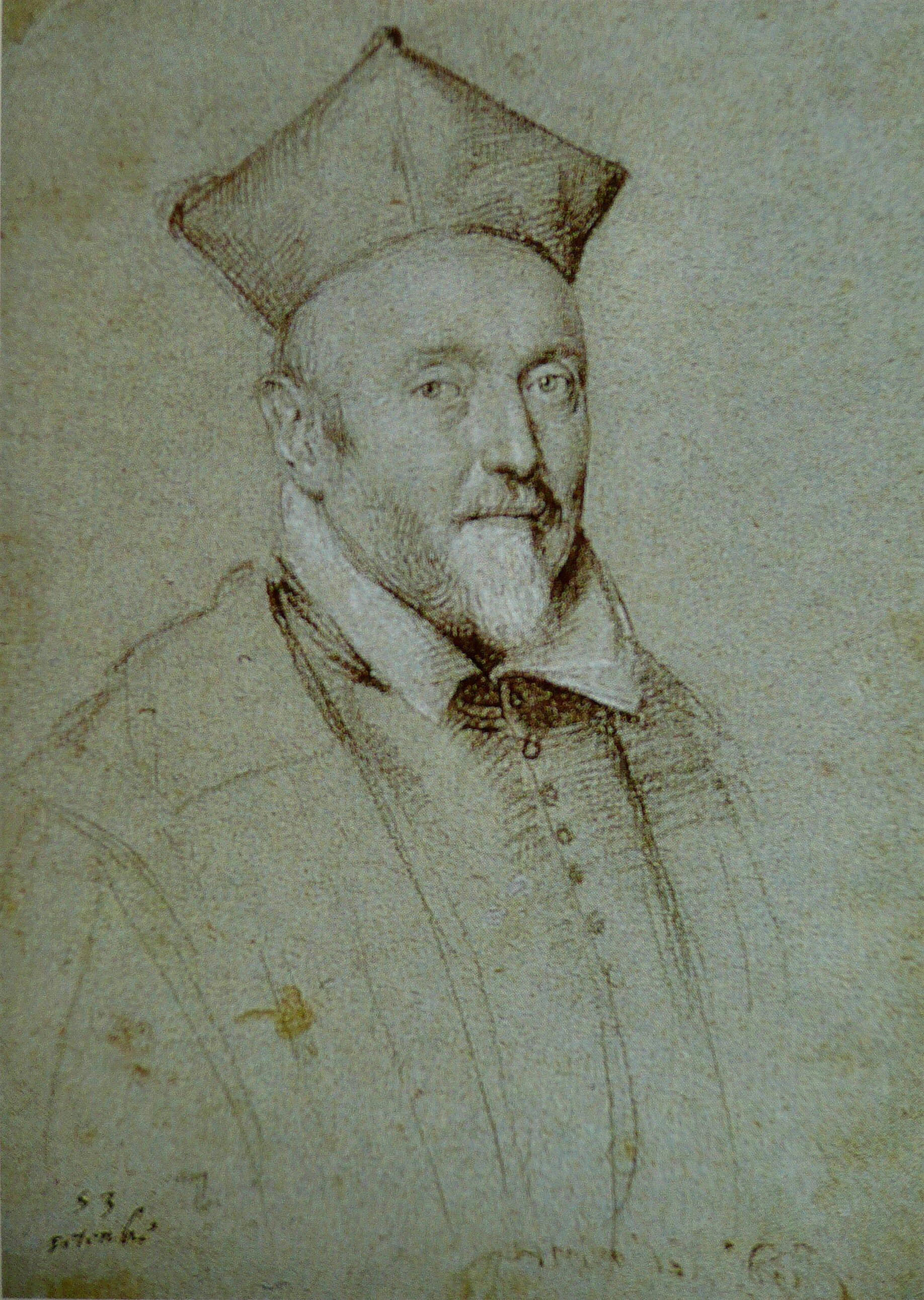
Cardeal Del Monte, patrono e protetor do pintor. Desenho de Ottavio Leoni, 1616. Museu de Arte John e Mable Ringling, Sarasota (Flórida).

Tendo recebido alta do hospital, graças ao amigo pintor Costantino Spata, em 1597 Merisi conheceu o cardeal Francesco Maria del Monte, grandíssimo homem de cultura e entusiasta da arte que, encantado pela sua obra, adquiriu algumas das suas pinturas, incluindo a famosa pintura de Os Trapaceiros. O jovem lombardo entrou então ao seu serviço, aí permanecendo cerca de três anos. Del Monte, segundo Bellori:
| “ | Trouxe Michael de volta à boa saúde e levantou-o, dando-lhe um lugar de honra na casa, entre os cavalheiros. | ” |

Para sobreviver, Caravaggio contactou negociantes para venderem os seus quadros. Encontrou-se com Constantino Spata na sua loja perto da Igreja de São Luís dos Franceses. Isto colocou-o em contacto com o seu amigo Prospero Orsi (também conhecido por Prospero delle Grottesche) que participou com Caravaggio nos primeiros encontros da Accademia di San Luca e se tornou seu amigo. Ajuda-o a encontrar um alojamento independente, com Fantino Petrignani, e apresenta-o aos seus conhecidos bem posicionados. O cunhado de Orsi, o camareiro papal Gerolamo Vittrici, encomendou três quadros a Caravaggio: Madalena Arrependida, o O Descanso na Fuga para o Egipto e A Cartomante — e mais tarde o altar-pintura O sepultamento' '.
A Cartomante desperta o entusiasmo do Cardeal Francesco Maria del Monte, homem de grande cultura, apaixonado pela arte e pela música que, encantado por esta pintura, logo encomendou uma segunda versão, a de 1595 (Museus Capitolinos). O cardeal já tinha começado com uma primeira aquisição: a pintura Trapaceiros. O jovem lombardo entrou então ao serviço do cardeal durante quase três anos no Palazzo Madama (actual sede do Senado Italiano) a partir de 1597. O próprio cardeal foi aí estabelecido pelo seu grande amigo Fernando I de Medici como diplomata ao serviço do Grão-Ducado da Toscana junto do Papa. Segundo Bellori (em 1672), Del Monte ofereceu ao artista um estatuto muito bom, chegando a dar-lhe um lugar de honra entre os cavalheiros da casa.

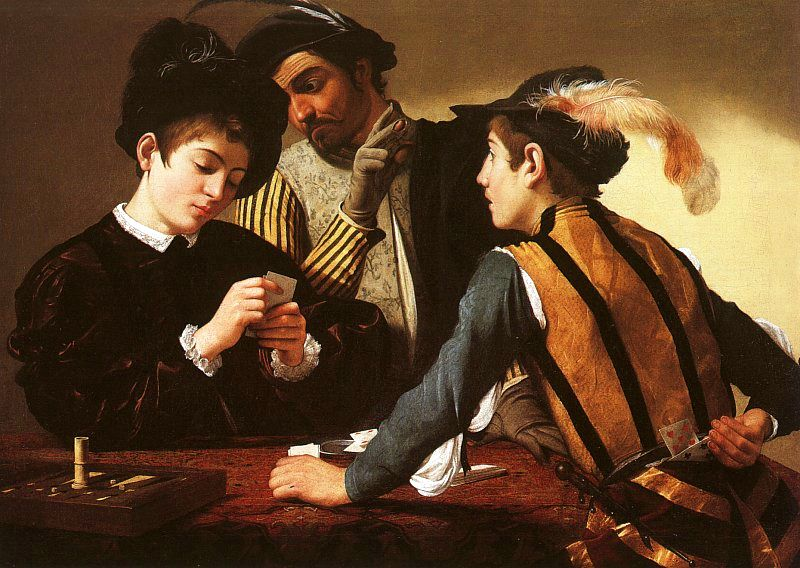
Os Trapaceiros, 91 ×, 1594-1595. Kimbell Art Museum, Fort Worth (Texas).

Enquanto esteve sob a proteção do cardeal, Caravaggio foi autorizado a trabalhar para outros clientes, com o consentimento do seu protetor e patrono. Este homem piedoso, membro da antiga nobreza, é também modesto, usando normalmente trajes desgastados, é contudo uma das personalidades mais cultas de Roma. Apaixonado pela música, formou artistas e realizou experiências científicas, em particular em óptica, com o seu irmão, Guidobaldo, que publicou uma obra fundamental sobre o tema em 1600. Neste ambiente, Caravaggio encontrou os modelos para os seus instrumentos musicais e os temas de certas pinturas, com os pormenores eruditos que lhes conferiam todo o encanto para os seus clientes; Aprendeu a tocar a popular guitarra barroca e encontrou estímulo intelectual ao concentrar a sua atenção nos efeitos (particularmente óticos) e no significado da luz e das sombras. O cardeal é co-protector da Accademia de São Lucas e membro do Fabbrica de São Pedro, chefiava todas as encomendas para Basílica de São Pedro e todos os assuntos relacionados com encomendas em atraso. Colecionador das primeiras obras de Caravaggio (possuía oito das suas pinturas quando morreu em 1627), recomendou o jovem artista e obteve dele uma importante encomenda: a decoração de toda a capela de Contarelli na Igreja de São Luís dos Franceses (Roma). O grande sucesso desta obra valeu a Caravaggio outras encomendas e muito contribuiu para garantir a sua fama.
Para além deste apoio crucial, Caravaggio beneficiou de uma série de vantagens do contacto com Del Monte. Integra os hábitos e costumes da antiga nobreza, como a autorização para o porte da espada, que se estende ao seu agregado familiar, ou o apego aos códigos de honra que permitem o seu uso; incorpora o seu desdém pela ostentação, mas também o seu gosto pelas coleções e pela cultura, até mesmo o uso do erudito na pintura; Ele faz parte, sobretudo, da rede de amizades destes círculos eclesiásticos e das suas relações de proximidade. Outrossim, o vizinho de Del Monte é o banqueiro genovês Vincenzo Giustiniani, outro patrono e colecionador de Caravaggio na capela que acabara de adquirir, em setembro de 1600, na igreja de Santa Maria do Povo; outra encomenda prestigiada e decisiva para Caravaggio . Por fim, a influência do cardeal faz-se sentir em pormenores de erudição teológica que impactam as escolhas pictóricas do jovem pintor, tendendo a provar que este discute as suas composições com o seu protetor. Caravaggio encontrou, por isso, muito mais do que um padrinho no Cardeal Del Monte: para ele, era um verdadeiro mentor.
Graças às encomendas e conselhos do influente prelado, Caravaggio alterou o seu estilo, abandonando as telas de pequeno formato e os retratos individuais para iniciar um período de criação de obras complexas com grupos de diversas figuras profundamente envolvidas numa ação, muitas vezes de meio corpo, mas também, por vezes, comprimento total. O cardeal comprou vários quadros que se adequavam ao seu gosto: Os Músicos e O Tocador de Alaúde com cenas onde acentua a proximidade com o espectador, até A Cartomante e Os Trapaceiros onde o espectador se torna quase cúmplice da acção representada.
A fama do artista cresceu no seio dos salões mais importantes da alta nobreza romana. O ambiente foi abalado pela sua pintura revolucionária, que se tornou imediatamente um centro de acesas discussões e polémicas. Graças às encomendas do seu influente e esclarecido prelado, Caravaggio alterou o seu estilo, abandonando pequenas telas e retratos isolados e passando a dedicar-se à criação de obras complexas, com grupos de várias personagens descritas em episódios específicos. Uma das primeiras obras deste período é o Descanso na Fuga para o Egito.
Em poucos anos, a sua fama cresceu enormemente e Caravaggio passou a ser apreciado entre os nobres romanos, alcançando um notável sucesso.

##### Celebridade
Em apenas alguns anos, a sua reputação aumentou drasticamente. Caravaggio tornou-se modelo para toda uma geração de pintores que se inspiraram no seu estilo e temáticas. O Cardeal Del Monte, membro do colégio cardinalício que supervisiona a construção da Basílica de São Pedro, mas também supervisionava outros trabalhos semelhantes nas igrejas romanas, encarregou Caravaggio de importantes encomendas a partir de 1599, principalmente para o clero : A Vocação e o Martírio de São Mateus, bem como São Mateus e o Anjo para a capela Contarelli da igreja de Saint-Louis-des-Français (da qual Giuseppe Cesari já havia pintado o teto com afrescos em 1593), bem como a Natividade com São Lourenço e São Francisco (agora desaparecidos) para Palermo, A Conversão de São Paulo no caminho de Damasco e A Crucificação de São Pedro para a capela Cerasi da igreja de Santa Maria do Povo. Fontes antigas relatam pinturas rejeitadas; No entanto, esta questão foi recentemente revista e corrigida, provando que as pinturas de Caravaggio, pelo contrário, alcançaram sucesso público apesar de certas recusas por parte de patrocinadores eclesiásticos. Trata-se da primeira versão de A Conversão de São Paulo, São Mateus e o Anjo (1602) ou mais tarde A Morte da Virgem (1606). Estas pinturas, no entanto, encontraram muitos compradores, e entre os mais notáveis esteve o Marquês Vincenzo Giustiniani e o Duque de Mântua, ricos amantes da arte.

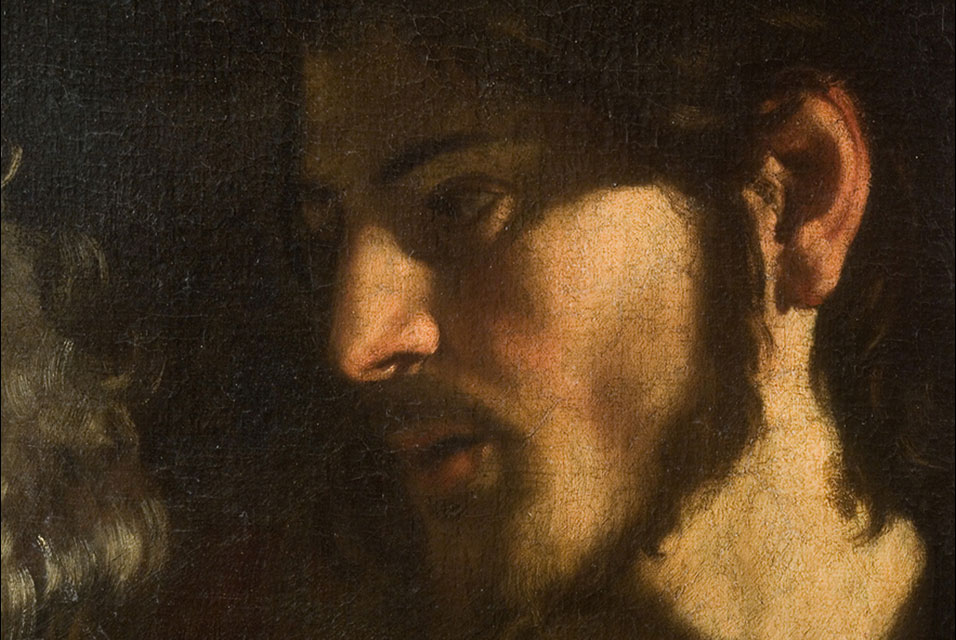
Detalhe do rosto de Cristo em A Vocação de São Mateus, c. 1600. Igreja de Saint-Louis-des-Français em Roma.

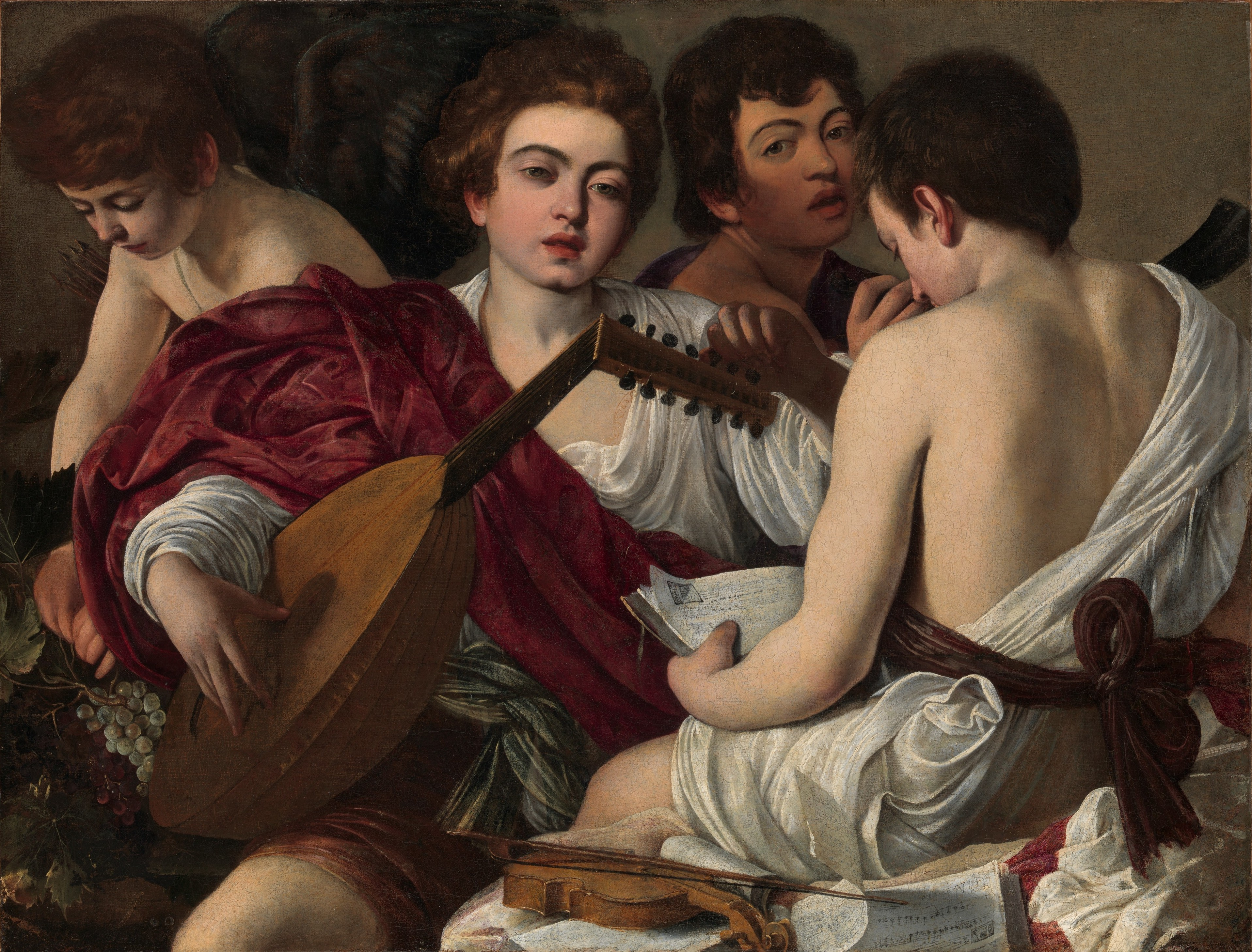
Os Musicos, 1595–1596, Metropolitan Museum of Art, Nova York

As obras da Capela Contarelli, em particular, causaram sensação quando foram inauguradas. O estilo inovador de Caravaggio atrai a atenção pelo seu tratamento de temas religiosos (neste caso, a vida de São Mateus) e, por extensão, da pintura histórica com recurso a modelos vivos. Ele transpõe os seus modelos lombardos para composições à altura dos grandes nomes da epoca : Raphaël e Giuseppe Cesari, futuro Cavalier d'Arpin. Nesta ruptura, bastante relativa, com os ideais clássicos do Renascimento e com as referências eruditas fornecidas sem restrições pelo Cardeal Del Monte e pelo seu círculo, humaniza o divino e aproxima-o dos fiéis comuns. Foi um sucesso imediato (desde a primeira versão do São Mateus e o Anjo) e fez crescer consideravelmente a sua influência entre outros pintores, especialmente graças à cena de A Vocação de São Mateus. Esta pintura gera então uma profusão de imitações mais ou menos bem sucedidas, sempre com várias personagens a beber e a comer enquanto outras tocam música, tudo numa atmosfera escura intercalada com zonas de luz brilhante.

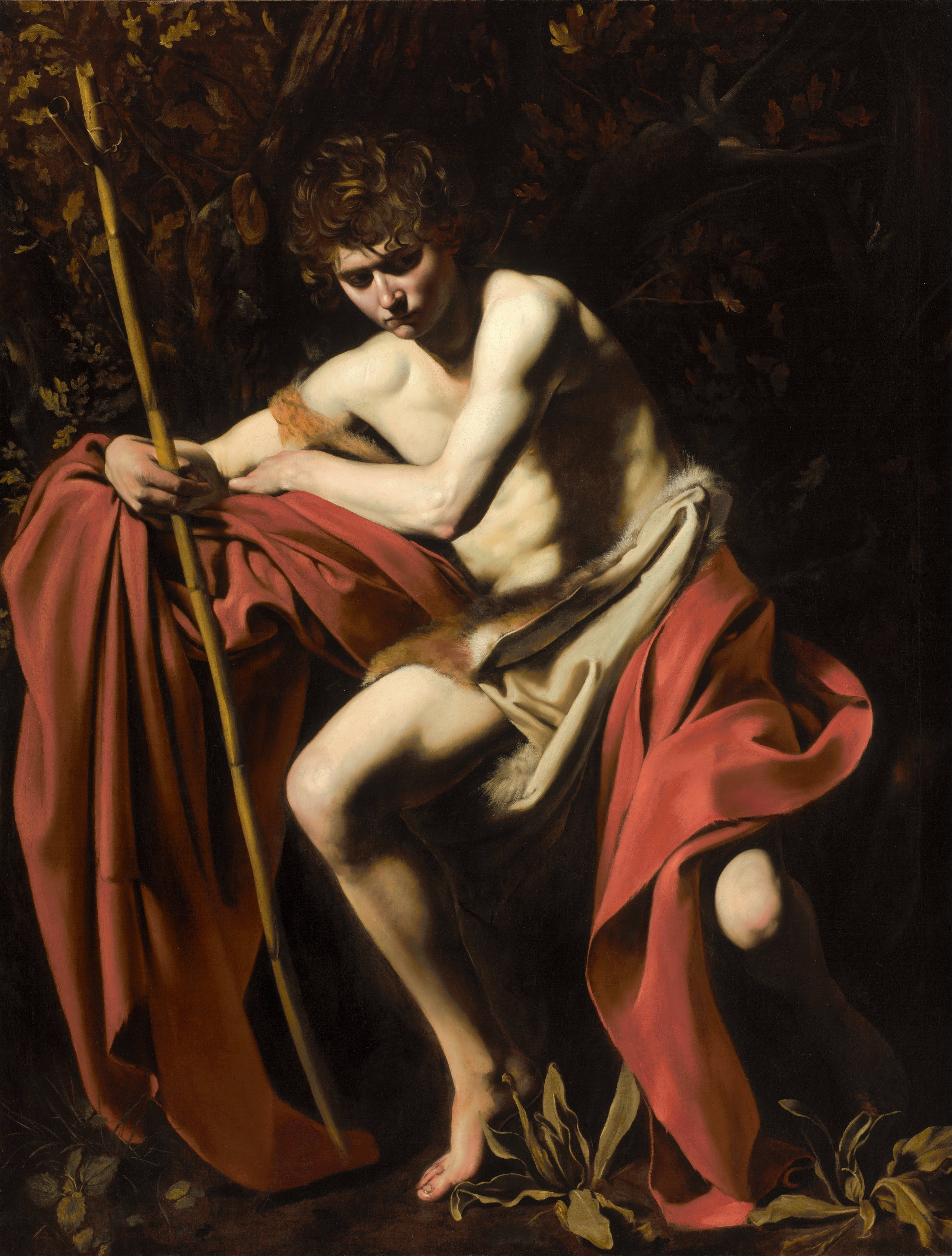
São João Batista no Deserto, pintado entre 1602 e 1604

Os anos que passou em Roma sob a protecção do cardeal não foram, todavia, ausentes de dificuldades. Era muito briguento, sensível e violento e passou vários períodos na prisão, como muitos dos seus contemporâneos, tendo as questões de honra sido muitas vezes resolvidas no início do século XVII por um duelo. Fez também vários inimigos que contestaram a sua maneira de conceber a profissão de pintor, nomeadamente o pintor Giovanni Baglione, um detrator virulento que o ataca frequentemente e que contribui de forma duradoura para manchar a reputação pessoal do artista na sua obra Le vite de' pittori, scultori et architetti.
Caravaggio pintou grande parte das suas pinturas mais famosas durante este período romano e gozou de crescente sucesso e fama em todo o país: as encomendas afluíram, mesmo que algumas pinturas tenham sido por vezes recusadas pelos patrocinadores mais convencionais quando se afastavam da rígida iconografia da época (A Morte da Virgem foi assim recusada pelos Carmelitas Descalços, e mesmo assim rapidamente adquirida por um colecionador privado, o duque de Mântua ). As obras são numerosas, cria várias por ano e parece pintar diretamente na tela, com linha firme e modulando cada vez menos as pinceladas. É possível que tenha realizado estudos, apesar de não ter sido preservado nenhum desenho. Por volta de 1597 , a sua famosa Cabeça de Medusa pintada para o Cardeal del Monte é o seu primeiro trabalho sobre o tema da decapitação, que se encontra diversas vezes na sua obra. Outras obras incluem Santa Catarina de Alexandria, Marta e Maria Madalena (a Conversão de Maria Madalena) e Judite Decapitando Holofernes. A sua pintura O Sepultamento, pintada por volta de 1603-1604 para decorar o altar da igreja de Santa Maria in Vallicella (totalmente reproduzida a pedido de Philippe Néri), constitui uma das suas obras mais bem conseguidas. Mais tarde foi copiada por vários pintores, incluindo Rubens.

##### Patrocinadores privados

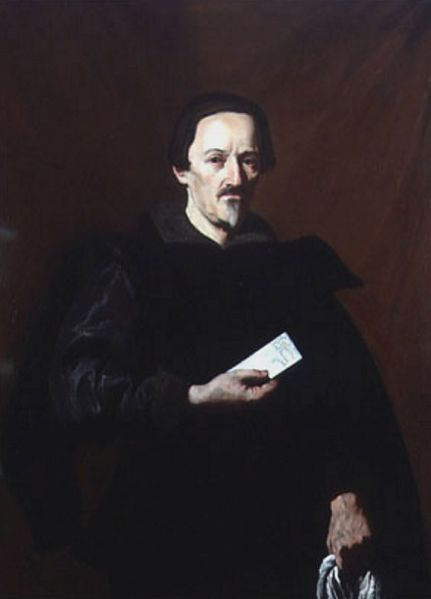
Marquês Giustiniani, um dos mais importantes mecenas de Caravaggio. Pintura de Nicolas Régnier, c. 1630.

Seja qual for o resultado das encomendas públicas, inúmeras encomendas privadas proporcionaram a Caravaggio um rendimento confortável durante o seu período romano e testemunham o seu sucesso. Várias famílias encomendaram pinturas de altar para instalar nas suas capelas privadas : Pietro Vittrici encomenda O Sepultamento para a Chiesa Nuova; os Cavaletti colocaram a Madonna dos Peregrinos na basílica de Sant'Agostino; e A Morte da Virgem foi encomendada pelo jurista Laerzio Cherubini para a igreja carmelita de Santa Maria da Escada.
Para além de prelados colecionadores como os cardeais Del Monte, Sannesi ou, mais tarde, Scipione Borghese, os primeiros clientes romanos importantes de Caravaggio eram frequentemente financiadores. Demonstram uma abordagem da vida tão positivista como a dos cientistas da nova escola científica. O banqueiro muito poderoso Vincenzo Giustiniani, vizinho do cardeal, adquiriu o Tocador de Alaúde; esta pintura fez tanto sucesso que Del Monte solicitou uma cópia. Posteriormente, Giustiniani fez uma série de encomendas para embelezar a sua galeria com pinturas e esculturas, bem como para promover a sua cultura académica. Foi então encomendada a pintura representando o Amor Vitorioso, onde o Cupido nu é acompanhado por símbolos discretamente entrelaçados com o mínimo de acessórios. Doze pinturas suplementares de Caravaggio faziam parte do inventário da propriedade de Giustiniani em 1638. Outro nu famoso foi destinado ao colecionador Ciriaco Mattei, outro financista. Este último, que já possuía uma fonte decorada com rapazes sentados numa determinada posição, encomendou a Caravaggio uma pintura inspirada nesta base, que se tornou O Jovem São João Batista com o Carneiro. Aqui o pintor confronta os ignudi do teto da Capela Sistina e Annibal Carracci que acaba de pintar este mesmo tema em Roma. Além deste João Batista, Mattei possui pelo menos outras quatro pinturas de Caravaggio. Ottavio Costa, banqueiro do Papa, completa esta lista : fez uma notável aquisição de Judith Beheading Holofernes, O Êxtase de São Francisco e Marta e Maria Madalena.

### Crime e exílio (1606-1610)

#### Últimos anos em Roma

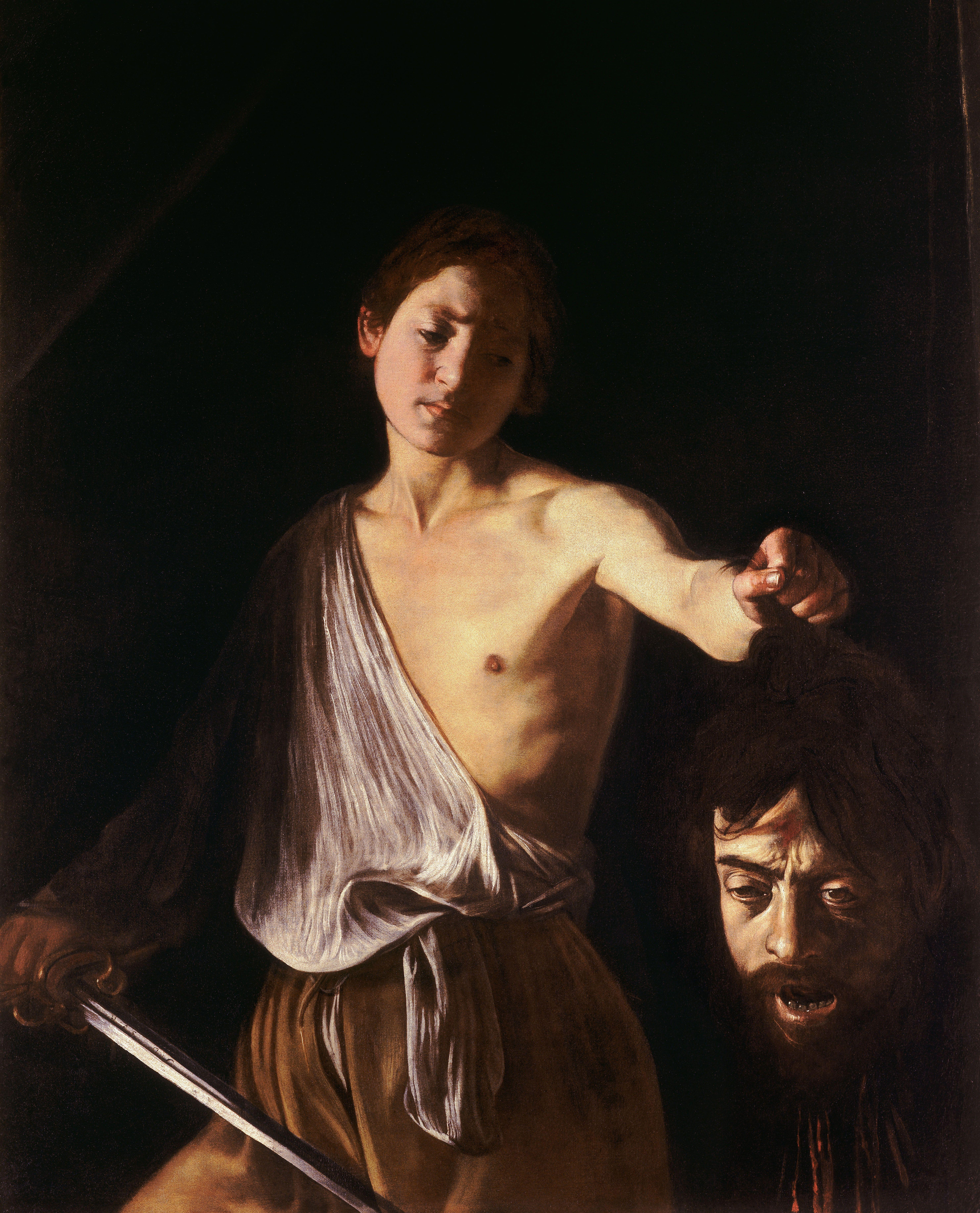
David e Golias, 125 × 101, 1606-1607,. Galeria Borghese, Roma.

Durante os seus anos em Roma, Caravaggio, reconhecido como um artista excepcional, vê a sua reputação evoluir. Num ambiente onde o uso de uma espada é um sinal de nobreza antiga e enquanto faz parte da nobre casa do Cardeal Del Monte, o sucesso subiu-lhe à cabeça. A espada que vemos de 1600 em A Vocação e em O Martírio de São Mateus, que parece fazer parte do cenário natural desta época, faz dele um desses muitos criminosos por crimes de honra, que pediram misericórdia ao soberano pontífice e onde muitas vezes o obteve.
A 19 de novembro de 1600, Merisi espancou e golpeou Girolamo Spampa de Montepulciano, um nobre hóspede do prelado. Os incidentes de brigas, violência e desordem aumentaram gradualmente, por este criticar as suas obras. Entretanto, Giovanni Baglione, declarado inimigo e rival de Caravaggio, processou-o por difamação. Em 1600, também foi preso diversas vezes por porte de espada e levado para as prisões de Tor di Nona, e foi acusado de duas agressões, que foram, porém, rejeitadas. Por outro lado, o seu amigo e alter ego, Onorio Longhi, foi submetido a meses de interrogatório por toda uma série de delitos e o primeiro biógrafo do pintor, Carel van Mander , parece ter confundido os dois homens, o que consequentemente criou-se sobre Caravaggio a imagem de um homem que provoca a desordem pública por onde passa.
Em 1605, o Papa Clemente VIII morreu e seu sucessor Leão XI sobreviveu apenas algumas semanas. Esta dupla onda trágica reacende rivalidades entre prelados francófilos e hispanófilos, cujos apoiantes se afrontam cada vez mais abertamente. O conclave esteve perto do cisma antes de eleger o papa francófilo Camillo Borghese, sob o nome de Paulo V. O seu sobrinho Cipião Borghese era um bom cliente de Caravaggio e o novo papa encomendou o seu retrato ao pintor, hoje bem conhecido pelos mais altos dignitários da Igreja.
Caravaggio, que morava muito perto do Palácio Borghese, num alojamento degradado no beco de Santi Cecilia e Biagio (hoje vicolo del Divino Amore), passava frequentemente as noites a circular pelas tabernas "com os seus companheiros, todos atrevidos, espadachins e pintores". O incidente mais grave ocorreu a 28 de maio de 1606, durante as festividades de rua na véspera do aniversário da eleição do Papa. Paulo V.  Essas festas são ocasião para muitas lutas na cidade. Numa delas, quatro homens armados enfrentam-se de ambos os lados, incluindo Caravaggio e o seu companheiro Onorio Longhi que enfrentam membros e parentes da família Tomassoni, entre os quais Ranuccio Tommasoni e seu irmão Giovan Francesco, portanto « guardião da ordem ». Durante este combate, Caravaggio mata Ranuccio Tommasoni com um golpe de espada; ele próprio é ferido e um dos seus companheiros, Troppa, é também morto por Giovan Francesco. É quase certo que esta briga foi por causa de uma antiga briga, embora não se saiba ao certo qual o motivo. As tensões entre Onorio Longhi e os Tomassonis já existiam há muito tempo, e é provável que Caravaggio tenha simplesmente vindo ajudar o seu amigo Longhi nesta vingança, como exige o código de honra.
Após esta tragédia, os vários participantes fugiram para escapar à justiça; Por sua vez, Caravaggio iniciou o seu exílio no principado de Paliano, ao sul de Roma .

#### Fuga de Roma

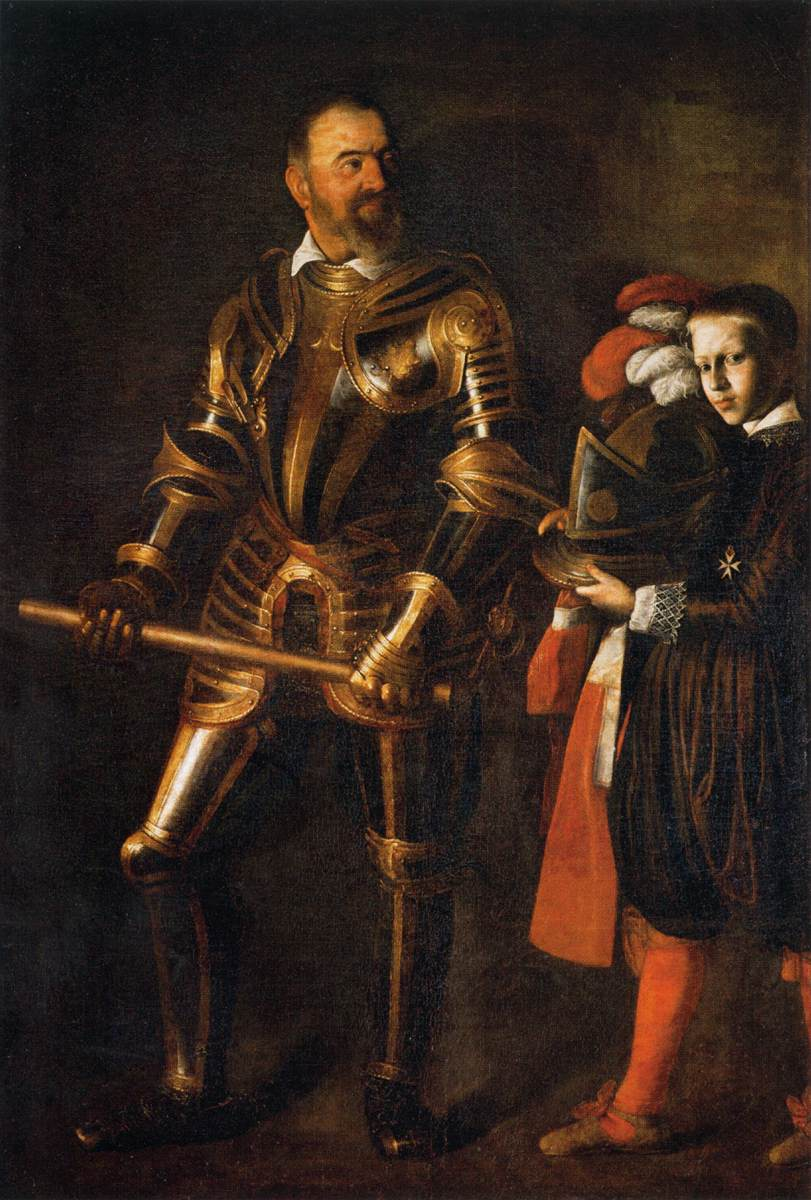
Retrato de Alof de Wignacourt, 195×, 1607–1608, Museu do Louvre, Paris.Wignacourt é o grão-mestre da ordem dos cavaleiros de Malta, que acolheu Caravaggio na sua irmandade em 1608.

Pela assassinato de um filho de uma família poderosa e violenta, ligada aos Farnese de Parma, Caravaggio foi condenado à revelia à morte por decapitação. Isso obrigou-o a ficar longe de Roma. Inicia-se então uma longa viagem de quatro anos por Itália (Nápoles, Sicília, Siracusa, Messina) e depois até Malta. No entanto, romano de alma e coração, tentou regressar a ela durante toda a sua vida - mas sem sucesso, apesar do perdão papal que o seu trabalho e os seus amigos e protetores conseguiram finalmente obter.
Depois de se refugiar na região do Monte Albain em Paliano, e talvez em Zagarolo, onde a família Colonna o abrigou, Caravaggio foi então para Nápoles - então sob domínio espanhol e, portanto, fora do alcance da justiça romana - em setembro ou outubro de 1606. Foi um período de criação muito fértil, embora se encontrasse num ambiente intelectual muito diferente do de Roma. .
Em Nápoles, Caravaggio continuou a pintar quadros que lhe renderam grandes somas de dinheiro, entre os quais o retábulo As Sete Obras de Misericórdia (1606/07) para a igreja congregacional do Pio Monte della Misericordia. Quanto aos contrastes marcantes do claro-escuro (‘chiaroscuro’) nesta pintura, a luz brilhante de Caravaggio pode ser explicada como uma metáfora para a misericórdia, que ‘ajuda o observador a procurar a misericórdia nas suas próprias vidas‘ ».
A pintura para o rico Tommaso de Franchis A Flagelação de Cristo foi um grande sucesso. A Virgem com o Menino, hoje perdida, foi provavelmente também feita nesta época, assim como A Crucificação de Santo André para o Conde de Benavente, Vice-rei de Espanha. 
Algumas pinturas destinadas a prelados influentes parecem ter sido produzidas especificamente para acelerar a obtenção do seu perdão judicial : este é talvez o caso do São Francisco orando que poderá ter sido pintado para Benedetto Ala (presidente do tribunal penal pontifício) no início do exílio em Paliano , bem como de um novo David e Golias particularmente sombrios destinados para o Cardeal Scipione Borghese, sobrinho do Papa Paulo V. Este último não tardou muito, de facto, para nomear Caravaggio « cavaleiro de Cristo » em Malta . Michel Hilaire. sustenta, seguindo Roberto Longhi, que David com a Cabeça de Golias, datado por Sybille Ebert-Schifferer de 1606-1607, terá sido  feito "como uma espécie de apelo desesperado ao Cardeal Scipione Borghese para interceder junto do Papa para obter o perdão para o fugitivo".
Em julho de 1607, deixou então Nápoles, onde permaneceu cerca de dez meses, e estabeleceu-se em Malta, desejando ser nomeado para o Ordem de São João de Jerusalém. É comum ser um cavaleiro nomeado após ordens importantes do Papa, e este empenhamento militar contra a ameaça turca poderia substituir uma sanção criminal.. Foi, portanto, apresentado ao grande mestre, Alof de Wignacourt,Salvy 2008, p. 236. cujo retrato pintou. Produziu também várias outras pinturas, incluindo a  Escrita de São Jerônimo encomendada pelo cavaleiro Malaspina, o Amor Adormecido para o Cavaleiro Dell'Antella , a Decapitação de São João Batista, uma pintura de altar monumental e excepcionalmente horizontal (3,61 × 5,20 metros) feita in situ na co-catedral de São João em Valeta e talvez a sua segunda Flagelação de Cristo, encomendada pelo clero local.
Em julho de 1608, foi feito Cavaleiro de Malta na Ordem de São João de Jerusalém . Mas a sua consagração não durou. Na noite de 19 de agosto de 1608, foi protagonista de um novo caso de violência. Durante uma luta, Caravaggio envolve-se num grupo que tenta invadir a casa do organista da catedral. Atirado para a prisão, escapa com uma corda e deixa Malta.  É provável, no entanto, que pudesse ter beneficiado de uma alguma forma de clemência se tivesse esperado pelas conclusões da comissão de inquérito. .

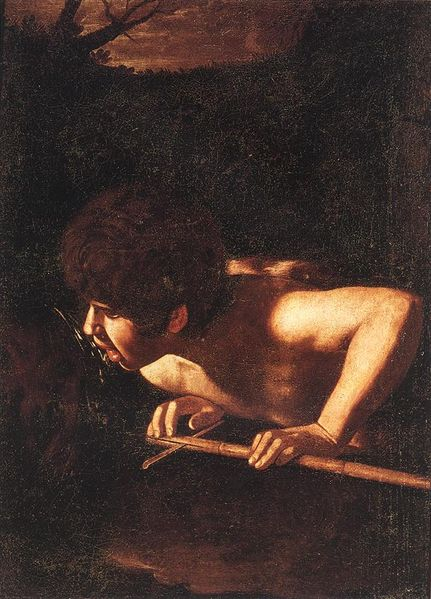
Talvez a última pintura de Caravaggio (terminada por outra mão ?) : São João Batista na fonte, 127 ×, 1610 ? Coleção Bonelli, Malta

Caravaggio chegou então a Siracusa, na Sicília. Como não está atestada a presença do seu amigo Mario Minniti, supõe-se a influência de outro conhecido do pintor, o matemático e humanista Vincenzo Mirabella , na encomenda de O Enterro de Santa Luzia. Caravaggio realizou de facto várias encomendas para famílias numerosas e para o clero, incluindo dois retábulos, A Ressurreição de Lázaro e O Enterro de Santa Lúcia onde encontramos, de forma cada vez mais explícita, o efeito espectacular de um vasto espaço de pintura deixado vazio como em A Decapitação de São João Batista. De seguida, um documento relata a sua presença a 10 de junho de 1609 em Messina, e pintou então A Adoração dos Pastores. Com o apoio dos seus protetores, e pintou estes quadros sempre inspirado pelos seus patronos profundamente religiosos e imbuídos de sincera humanidade, trabalhou sempre para obter a graça do papa para poder regressar a Roma.
Em outubro de 1609, regressa a Nápoles. Ao chegar, foi gravemente ferido, numa nova briga, por vários homens que o atacaram e o deixaram como morto : a notícia da sua morte chegou até mesmo a Roma, mas sobreviveu e ainda pintou, por encomenda, diversas pinturas como Salomé com a cabeça de São João Batista, talvez A Negação de São Pedro, um novo São João Batista e O Martírio de Santa Úrsula, para o Príncipe Marcantonio Doria, que poderá ter sido a sua última pintura
É possível, no entanto, que outras pinturas sejam incluídas no catálogo desta produção tardia, incluindo uma Maria Madalena (Maria Madalena em Êxtase) e dois São João Batista destinados ao Cardeal Scipione Borghese. Um São João Batista na Fonte, frequentemente copiado, não é atribuído a Caravaggio com certeza, mas pode muito bem constituir a sua última obra inacabada .

#### Um final pouco conhecido

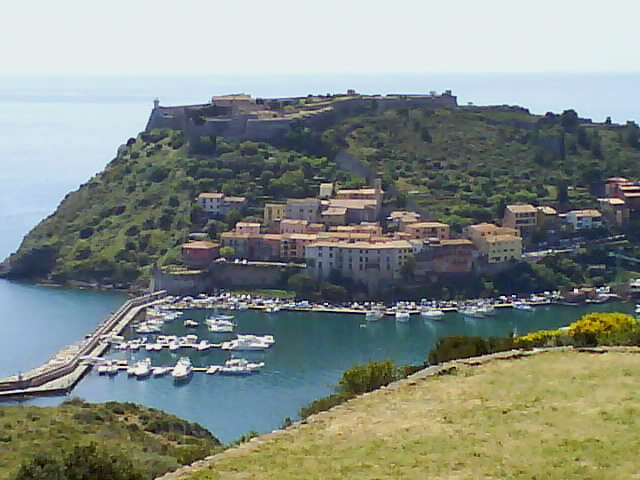
A aldeia toscana de Porto Ercole, onde Caravaggio morreu em 1610.

Após uma carreira de pouco mais de uma década, Caravaggio morreu em circunstâncias desconhecidas, em julho de 1610, aos 38 anos. Seu corpo permaneceu em local desconhecido por séculos. O contexto e as circunstâncias exatas da morte de Caravaggio continuam em grande parte enigmáticos. Em julho de 1610, soube que, por intermédio do cardeal Scipio Borghese, o papa estava finalmente disposto a conceder-lhe perdão caso Caravaggio pedisse o seu perdão. Querendo apressar o destino, partiu de Nápoles, munido de um salvo-conduto do Cardeal Gonzaga, para se aproximar de Roma. Embarcou então numa felucca que fazia a ligação com Porto Ercole (atualmente na Toscana), fração do Monte Argentario, então enclave espanhol do Reino de Nápoles. Levou consigo vários quadros destinados ao Cardeal Borghese e deixou outros em Nápoles. Parou em Palo Laziale, uma pequena baía natural no Lácio, ao sul de Civitavecchia, no território dos Estados da Igreja que então albergava uma guarnição. Enquanto esteve em terra, foi preso, por engano ou maldade, e aprisionado durante dois dias. Este episódio ocorreu depois de o Papa já lhe ter concedido o perdão, que Caravaggio finalmente esperava receber ao regressar a Roma . Mas ele morre no caminho. A sua morte foi registada no hospital de Porto Ercole a 18 de julho de 1610, aos 38 anos. Os documentos da disputa sobre a sua herança ajudaram a ter alguma clareza sobre estes acontecimentos e a identificar o seu último lar napolitano, mas os detalhes da sua morte continuam a trazer dúvidas.
.
Segundo uma versão deliberadamente inventada do zero, Giovanni Baglione reconstrói assim os últimos momentos do pintor: “Depois, como não conseguia encontrar a faluca, foi tomado de fúria e deambulou por esta praia como um homem desesperado, sob o chicote do Sol Leão, para ver se conseguia distinguir no mar o barco que transportava os seus pertences." Esta versão dos acontecimentos é agora rejeitada veementemente . Giovanni Pietro Bellori, biógrafo posterior simplesmente confiou nesta versão falsa. Uma versão anterior afirma que, em desespero, chegou a pé a Porto Ercole, a cem quilómetros de distância, e que, desiludido, perdido e febril, caminhou pela praia em pleno sol onde acabou por morrer poucos dias depois . Segundo outra versão esta mais plausível, teria viajado a cavalo seguindo a Via Aurelia, de Palo Laziale a Porto Ercole, para então aí falecer .
Vincenzo Pacelli, especialista do pintor e mais particularmente deste período, propõe, no entanto, uma outra versão, com documentos comprovativos : Dizem que Caravaggio foi atacado em Palo e o ataque foi fatal; Foi alegadamente cometido por emissários dos Cavaleiros de Malta com o acordo tácito da Cúria Romana - e isto apesar de à sua morte já não ser cavaleiro da Ordem de Malta.
Em todo o caso, o documento preciso da sua certidão de óbito, encontrado em 2001 no registo de óbitos da paróquia de Santo Erasmo de Porto Ercole, indica que faleceu “no hospital de Santa Maria-Auxiliadora, em consequência duma doença”. Pode deduzir-se que morreu "de febre maligna", isto é, a priori da malária, o  saturnismo parece estar, contudo, fora de questão. Provavelmente está sepultado, como todos os estrangeiros que morreram neste hospital, no cemitério de São Sebastião, em Porto Ercole.

#### Pesquisa científica post-mortem
Em 2010, os restos mortais de Caravaggio foram encontrados no ossuário duma igreja em Porto Ercole e identificados por meio de análises de DNA e carbono-14no pequeno cemitério da frazione de Porto Ercole, na comuna de Monte Argentario, na Toscana. A probabilidade de certeza desta descoberta, divulgada pelos pesquisadores, é de 85%. Sofrendo de envenenamento crônico por chumbo  e também de sífilis, o pintor morreu de fraqueza generalizada e insolação. A realidade desta descoberta é, no entanto, contestada por muitos especialistas científicos e importantes historiadores de arte.
 Alguns anos depois, um trabalho que reuniu antropólogos italianos, o microbiologista Giuseppe Cornaglia e equipes de um instituto médico-universitário de Marselha estudou a polpa dentária  de vários dentes retirados do esqueleto exumado em 2010, molares, caninos e incisivos, onde abundam os vasos sanguíneos - para determinar a causa real da sua morte. Ao combinar três métodos de deteção, os autores mostram que esta pessoa era portadora de um Staphylococcus aureus contraída a menos de um mês de sua morte por ferimentos em decorrência de uma briga, na qual foi ferido por uma espada. Esta bactéria pode ter causado sepse e morte. O estudo foi publicado na revista The Lancet Infectious Diseases no outono de 2018 e seus autores — sem afirmar que é de fato o próprio Caravaggio — acreditam que as pistas apontam para a sua pessoa e tornam credível a hipótese da sua morte.

#### Obras romanas de 1599 em diante
Em 1599, Caravaggio, graças à ajuda do Cardeal Francesco Maria del Monte, recebeu a primeira encomenda pública de duas grandes telas para serem colocadas no interior da Capela Contarelli na igreja de São Luís dos Franceses, em Roma.. As pinturas que Caravaggio viria a criar diziam respeito a episódios retirados da vida de São Mateus: a Vocação de São Mateus e o Martírio de São Mateus.

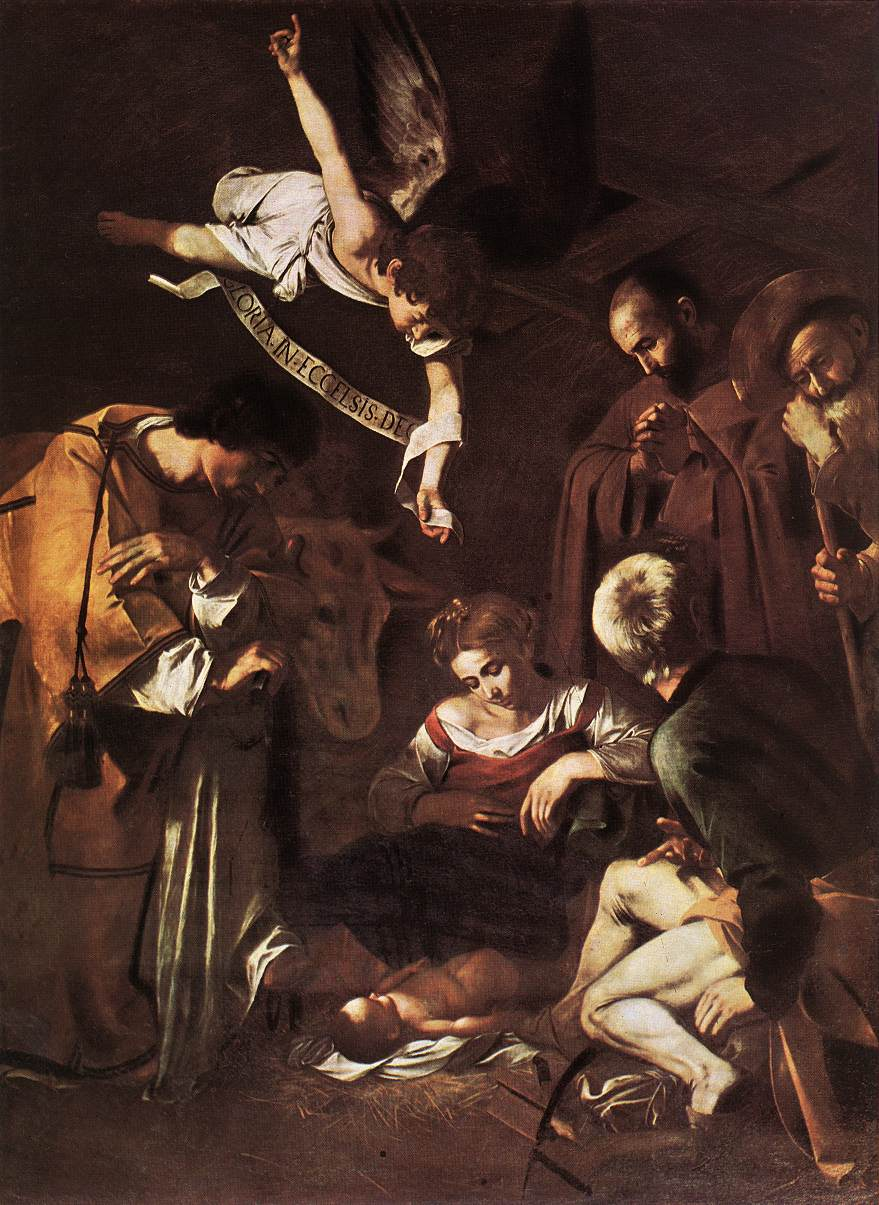
Natividade com Santos Lourenço e Francisco de Assis, 1600. Óleo sobre tela, 268 × 197 cm. Já Palermo, Oratório de São Lourenço.

Em menos de um ano, o pintor concluiu as duas obras que lhe trouxeram sucesso, por isso recebeu imediatamente outras encomendas importantes. Primeiro pelo comerciante Fabio Nuti, para uma pintura identificada como a Natividade com os Santos Lourenço e Francisco de Assis de Palermo, que há muito se acredita ter sido pintada na Sicília em 1609 Depois, por ordem de Monsenhor Tiberio Cerasi, que tinha adquirido a Capela Cerasi na Basílica de Santa Maria del Popolo, foi-lhe encomendada a pintura de dois quadros: a  Crucificação de São Pedro  e a  Conversão de São Paulo . Ao mesmo tempo, Francesco Contarelli, sobrinho ou filho ilegítimo do Cardeal Matteo Contarelli, em 1602 pediu-lhe que criasse uma terceira tela para São Luís dos Franceses: São Mateus e o Anjo . O pintor, apesar de conhecer bem o gosto dos seus clientes, optou por temas populares, que expressassem o desenrolar dos acontecimentos numa dimensão real e dramática, representando os valores espirituais da atualidade pauperista dentro da Igreja Católica..

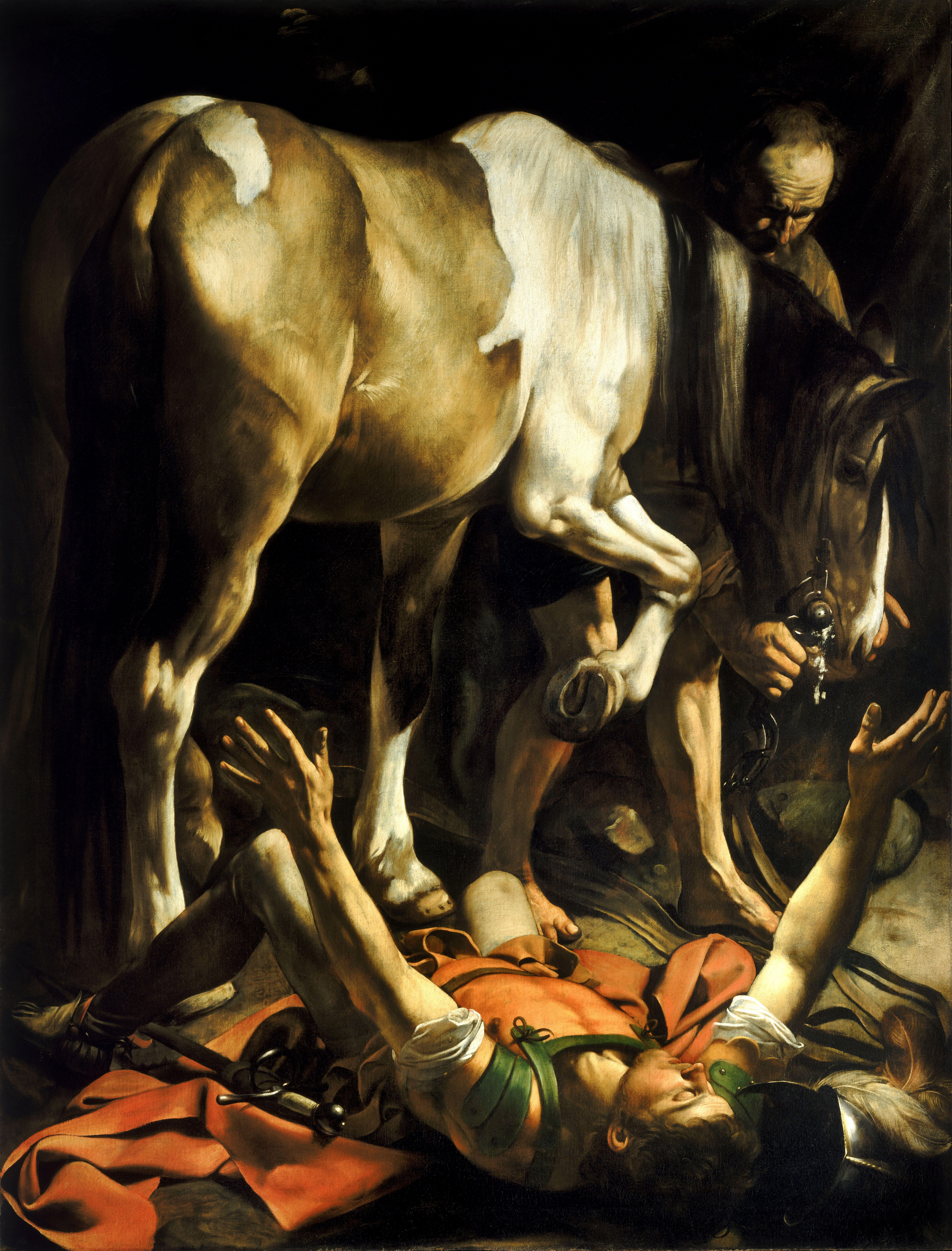
Conversão de São Paulo, 1601. Óleo sobre tela, 230 × 175 cm. Roma, Basílica de Santa Maria do Povo.

Segundo o pintor e biógrafo Giovanni Baglione a primeira versão de  São Mateus e o Anjo  foi rejeitada pela congregação porque o santo era retratado como um plebeu rude. A notícia, considerada confiável até o final do século XX, foi desmentida por Luigi Spezzaferro em 2000. O ilustre estudioso demonstrou que a primeira versão de São Mateus e o Anjo era um retábulo de altar provisório, para ser colocado temporariamente na Capela Contarelli enquanto se esperava a conclusão das obras. A tela temporária não só deu ao religioso a oportunidade de oficiar a missa num ambiente mais digno, mas permitiu a Caravaggio mostrar os seus dotes, na esperança de receber, como aconteceu mais tarde, a encomenda das telas, hoje conhecidas como O Ciclo de São Mateus . Quando foi confiada a Caravaggio a decoração definitiva da Capela, a primeira versão da pintura, destruída na Alemanha durante a Segunda Guerra Mundial, foi substituída pela atual , São Mateus e o Anjo , portanto, não foi uma recusa mas uma substituição já prevista. A informação fornecida por Giovanni Baglione é, portanto, uma "malignidade" devido à conhecida rivalidade existente entre Merisi e Baglione. O episódio da suposta rejeição de  São Mateus e o Anjo, também narrado por Bellori, envolve também outro importante protetor de Caravaggio, o Marquês Vincenzo Giustiniani. Estas são as palavras de Bellori:
| “ | Aqui aconteceu algo que causou grande perturbação e quase levou Caravaggio ao desespero quanto à sua reputação; pois tendo terminado o quadro do meio de São Mateus e colocado no altar, foi levado pelos sacerdotes, dizendo estes que aquela figura não tinha decoro, nem aparência de santo, pois estava sentado com as pernas cruzadas, e com os pés grosseiramente expostos ao povo. Caravaggio se desesperou com essa afronta na primeira obra que publicou na igreja, quando o marquês Vincenzo Giustiniani agiu para favorecê-lo e libertá-lo desse castigo; como se interpôs junto daqueles sacerdotes, tomou para si o quadro e mandou-o fazer um diferente, que é o que agora se vê no altar. | ” |

O Marquês Giustiniani, um rico banqueiro genovês na corte papal (bem como vizinho do Cardeal Del Monte, visto que em Roma viveu no Palazzo Giustiniani com seu irmão cardeal Benedetto Giustiniani), foi protetor de Caravaggio por muitos anos; colecionou muitas das suas obras e contribuiu muito para a formação cultural do pintor. Em mais de uma ocasião, graças às suas influências generalizadas, conseguiu salvá-lo dos graves problemas jurídicos em que muitas vezes estava implicado devido à sua natureza agressiva.

Crucificação de São Pedro, 1601. Óleo sobre tela, 230 × 175 cm. Roma, Basílica de Santa Maria del Popolo

Outra obra comumente e erroneamente considerada rejeitada é a primeira versão da Conversão de São Paulo, pintada em madeira de cipreste para a Capela Cerasi em Santa Maria del People. Conforme demonstrado por Luigi Spezzaferro, o retábulo não foi rejeitado, mas substituído pelo atual na sequência de novos acordos entre o artista e os herdeiros do cliente Tiberio Cerasi.  A pintura expões as ancas do cavalo de forma muito mais proeminentemente do que o próprio santo. Lambert escreve que um prelado de Santa Maria interpelou o pintor: "Por que colocaste um cavalo no centro e São Paulo no chão? / Porque sim! / Este cavalo é Deus? / Não, mas está na luz de Deus!" Aqui, com muita irreverência, Caravaggio faz do cavalo um instrumento divino.
No caso do Morte da Virgem, encomendada para a Igreja de Santa Maria da Escada em Roma, foi sem dúvida uma recusa. A figura da Virgem, representada com a barriga inchada e com os pés visíveis, foi considerada indecente pelos Carmelitas Descalços que rejeitaram a pintura. Além da pose imprópria, Baglione e Bellori escrevem que a Virgem foi até retratada como "inchada". Spezzaferro escreve :
| “ | […] para aqueles que são romanos e ainda falam de maneira mais ou menos semelhante à língua em que escreveu Baglione, [“morto inchado”] significa simplesmente que a Virgem era uma mulher grávida muito humana, que morreu no parto. Com todo o respeito aos muitos exegetas que trabalharam neste quadro, talvez possamos compreender melhor as razões sacrossantas [na origem da recusa] dos carmelitas descalços [..] | ” |

Portanto, em vez de uma morte por afogamento, a barriga inchada sugeria uma gravidez que tornava esta representação ainda mais escandalosa. Deste grande retábulo há um esboço feito por Merisi, da única figura de Madalena chorando colocada no fundo, aos pés da Virgem. Somente o recorte desta figura, do mesmo tamanho, é conhecido como  Madalena das Dores . A obra de Caravaggio foi removida e substituída por uma pintura de Carlo Saraceni, retratando o mesmo tema. Apesar da recusa, a tela de Merisi foi imediatamente notada (e apreciada) por Peter Paul Rubens, um famoso pintor flamengo que estava na Itália na época, pintor da corte a serviço de Vincenzo I Gonzaga. Rubens, que também tinha a tarefa de enriquecer o acervo do Duque de Mântua, sugeriu a Vincenzo I a compra da  Morte da Virgem  pela considerável soma de 300 escudos. A pintura, adquirida entre fevereiro e abril de 1607, passou assim a fazer parte da riquíssima Galeria de imagens Gonzaga. Acompanhando as dificuldades financeiras da casa, o duque Vincenzo II (quarto filho de Vincenzo I e herdeiro do título ducal após a morte dos seus outros irmãos) vendeu a excepcional coleção da família. Parte dela foi comprada por Carlos I da Inglaterra e a  Morte da Virgem  de Caravaggio deixaram em Itália. Após a decapitação de Carlos I, as pinturas da coleção Gonzaga foram adquiridas pelo financista e colecionador Everhard Jabach e posteriormente por Luís XIV. A pintura de Caravaggio chegou assim a Paris, onde ainda se encontra no museu do Louvre (Galerie des Italiens).

#### Problemas com a lei, o assassinato de Tomassoni e a fuga de Roma
Durante a estadia no Palazzo Madama, casa do Cardeal Del Monte, em 28 de novembro de 1600 Merisi espancou com um bastão Girolamo Stampa de Montepulciano, um nobre convidado do prelado: seguiu-se uma reclamação. Os incidentes de brigas, violência e barulho aumentaram gradativamente; o pintor foi preso e levado para a prisão de Tor di Nona.
No entanto, esse não teria sido o primeiro problema com a lei para o artista. Bellori afirmou que, por volta de 1590-1592, Caravaggio, já conhecido por brigas entre gangues de jovens, cometeu um assassinato que o fez fugir de Milão primeiro para Veneza, depois para Roma. A sua chegada à cidade papal teria sido, portanto, consequência de uma fuga.

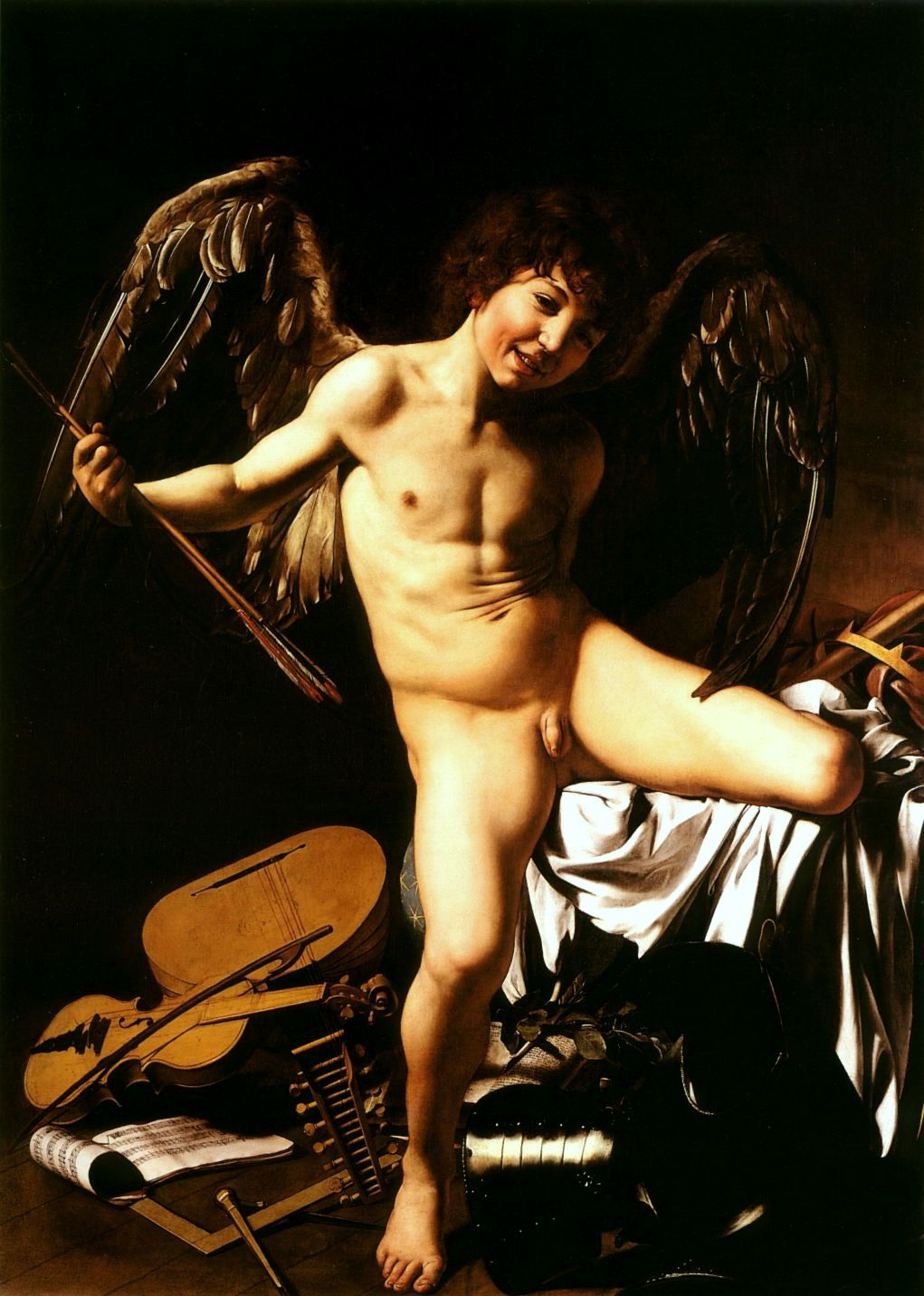
Amor vincit omnia, 1601 - 1602. Óleo sobre tela, 156,5 × 113,3 cm. Berlim, Gemäldegalerie.

Em 1601 foi libertado da prisão, voltando a pintar primeiro a Captura de Cristo e depois Amor vincit omnia. Em 1603 foi julgado novamente, desta vez pela difamação de outro pintor Giovanni Baglione, que processou tanto Caravaggio quanto os seus seguidores Orazio Gentileschi e Onorio Longhi, culpados de terem escrito rimas ofensivas contra ele. Graças à intervenção do embaixador francês, Merisi, condenado em julgamento, foi libertado e transferido para prisão domiciliária, ainda que por pouco tempo (sendo que já tinha cumprido um mês de prisão em Tor di Nona).
Entre maio e outubro de 1604 o pintor foi preso diversas vezes por posse de armas e insultos aos guardas da cidade; além disso, foi processado por um taverneiro por jogar um prato de alcachofras na sua cara.
Em 1605 foi forçado a fugir para Génova durante cerca de três semanas, depois de ter ferido gravemente um notário, Mariano Pasqualone di Accumoli, por causa de Lena, amante e modelo de Caravaggio. A intervenção dos protetores do artista conseguiu encobrir o incidente ainda que, ao regressar a Roma, o pintor tenha sido processado por Prudenzia Bruni, a sua senhoria, por não ter pago a renda; por despeito, Merisi apedrejou a sua janela à noite, acabando processado novamente. Em novembro do mesmo ano, o pintor foi hospitalizado devido a um ferimento, que afirmou ter sido causado pela queda sobre a própria espada.
O acontecimento mais grave, porém, ocorreu em Campo Marzio, na noite de 28 de maio de 1606 (ano seguinte à eleição do Papa Paulo V, tio de Scipione Borghese, grande admirador de Caravaggio): devido a um discussão causada por uma falha no jogo de palma (uma espécie de tênis) o pintor magoou-se e, por sua vez, feriu mortalmente o seu rival, um tal Ranuccio Tomassoni de Terni, com quem já havia tido discussões que muitas vezes resultaram em brigas. Desta vez também houve uma mulher envolvida, Fillide Melandroni, cujos favores foram contestados por ambos. Provavelmente, por trás do assassinato de Ranuccio também havia questões econômicas, talvez algumas dívidas de jogo não pagas pelo pintor, ou mesmo questões políticas: a família Tommasoni, na verdade, era notoriamente pró-espanhola, enquanto Michelangelo Merisi era protegido do embaixador da França.
O veredicto do crime de Campo Marzio foi muito severo: Caravaggio foi condenado à decapitação, que poderia ser executada por qualquer pessoa que o reconhecesse na rua. Cabeças decepadas começaram a aparecer obsessivamente em suas pinturas (exemplo é David com a cabeça de Golias), e seu autorretrato macabro muitas vezes ocupava o lugar do condenado.
Dos autorretratos de como realmente era o rosto real do pintor, talvez um dos mais prováveis continue sendo aquele representado na cena do Martírio de São Mateus. No entanto, o retrato mais conhecido de Merisi continua a ser o de Ottavio Leoni, que o conheceu pessoalmente, mas que o terá pintado pelo menos onze anos após a sua morte. Leoni também retratou Galileo Galilei, contemporâneo de Merisi, em 1624.
A sua permanência na cidade era praticamente impossivel: foi o príncipe Filippo I Colonna quem ajudou Caravaggio a escapar e lhe ofereceu asilo dentro de um dos seus feudos do Lácio de Marino, Palestrina, Zagarolo e Paliano. O fidalgo romano implementou uma série de descaminhos, com a ajuda de outros membros da sua família, que testemunharam a presença do pintor noutras cidades, fazendo-o desaparecer.
Nesse período, Caravaggio pintou diversas pinturas para as Colonnas, sobretudo a Ceia em Emaús, na versão preservada na Pinacoteca di Brera.

## Características da obra

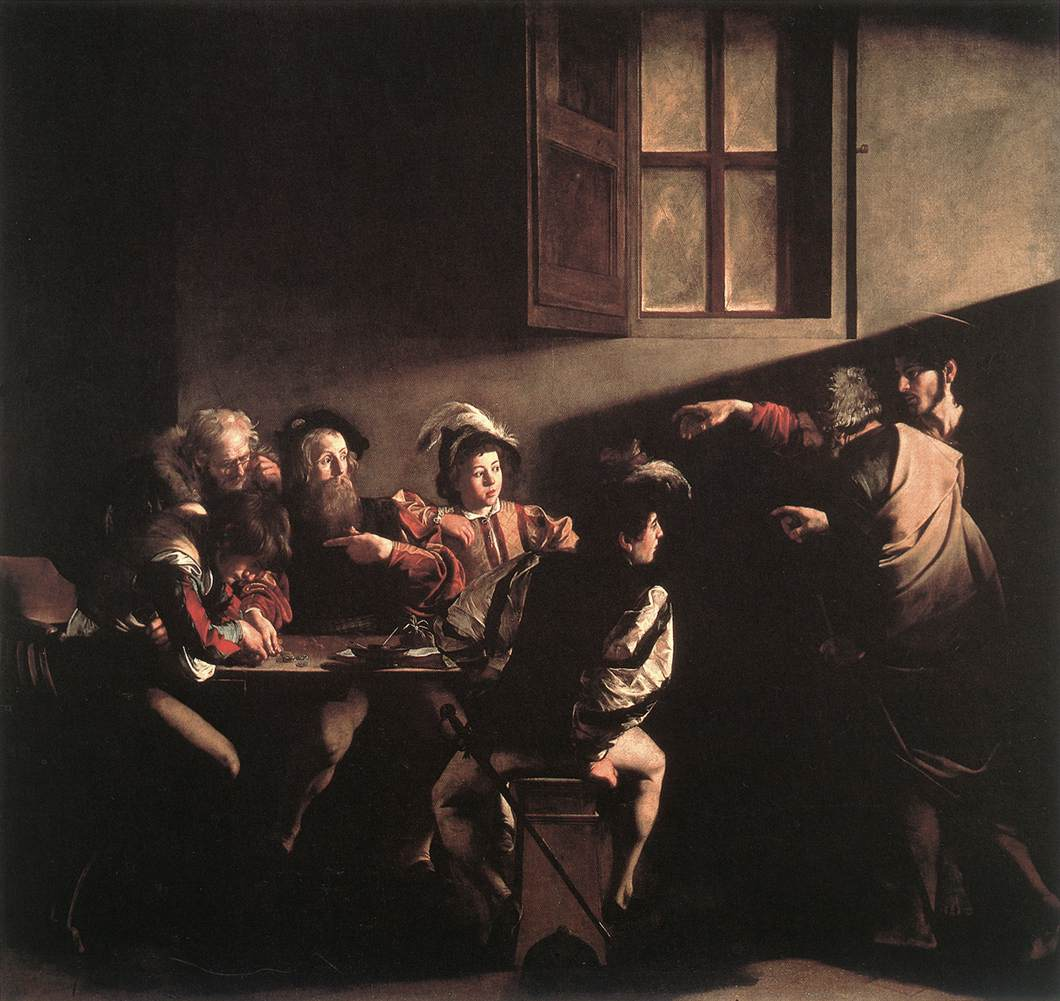
Vocação de S. Mateus (1600), óleo sobre tela, 322 × 340 cm, San Luigi dei Francesi, Roma

Caravaggio tomava emprestada a imagem de pessoas comuns das ruas de Roma para retratar Maria e os apóstolos. A sua inspiração estava entre comerciantes, prostitutas, marinheiros, todo o tipo de pessoas que não eram de nobre estirpe e que tivessem grande expressão, como as suas obras retratam. Talvez tenha sido um dos primeiros artistas a saber conciliar a arte com o "ministério de Jesus", que teria acontecido entre pescadores, camponeses e prostitutas. O artista levou este princípio estético às últimas consequências, a ponto de ter sido acusado de usar o corpo de uma prostituta fisgada morta do rio Tibre para pintar A Morte da Virgem. Esta foi uma das duas mais importantes características das suas pinturas: retratar o aspecto mundano dos eventos bíblicos, usando o povo comum das ruas de Roma. Em a Flagelação de Cristo(Museu de Belas Artes de Ruão) compôs uma coreografia com contrastes de claro-escuro, onde Cristo se apresentava num movimento de total abandono, conseguindo uma composição de beleza carismática. Já em São João Batista (Museu de Arte de Atkins, Kansas) demonstra um jovem de olhar provocador.
A outra característica marcante foi a dimensão e impacto realista que ele deu aos seus quadros, ao usar um fundo sempre raso, obscuro, muitas vezes totalmente negro, e agrupar a cena em primeiro plano com focos intenso de luz sobre os detalhes, geralmente os rostos. O uso de sombra e luz é marcante em seus quadros e atrai o observador para dentro da cena - como fica bem demonstrado em A ceia de Emaús. Os efeitos de iluminação que Caravaggio criou receberam um nome específico: tenebrismo. Na obra David com a cabeça de Golias, uma cabeça decapitada, onde ele mesmo é o Golias, um sanguinário grotesco, um monstro. Na decapitação de João Batista, o mal era representado por outra pessoa. Aqui, é Caravaggio quem personifica a maldade. Na espada de David foi escrito Humilitas Occedit Superbiam ("A Humildade Conquista o Mundo"). Uma batalha que tem sido travada dentro da cabeça de Caravaggio, entre os dois lados opostos do pintor retratado nessa fascinante obra.

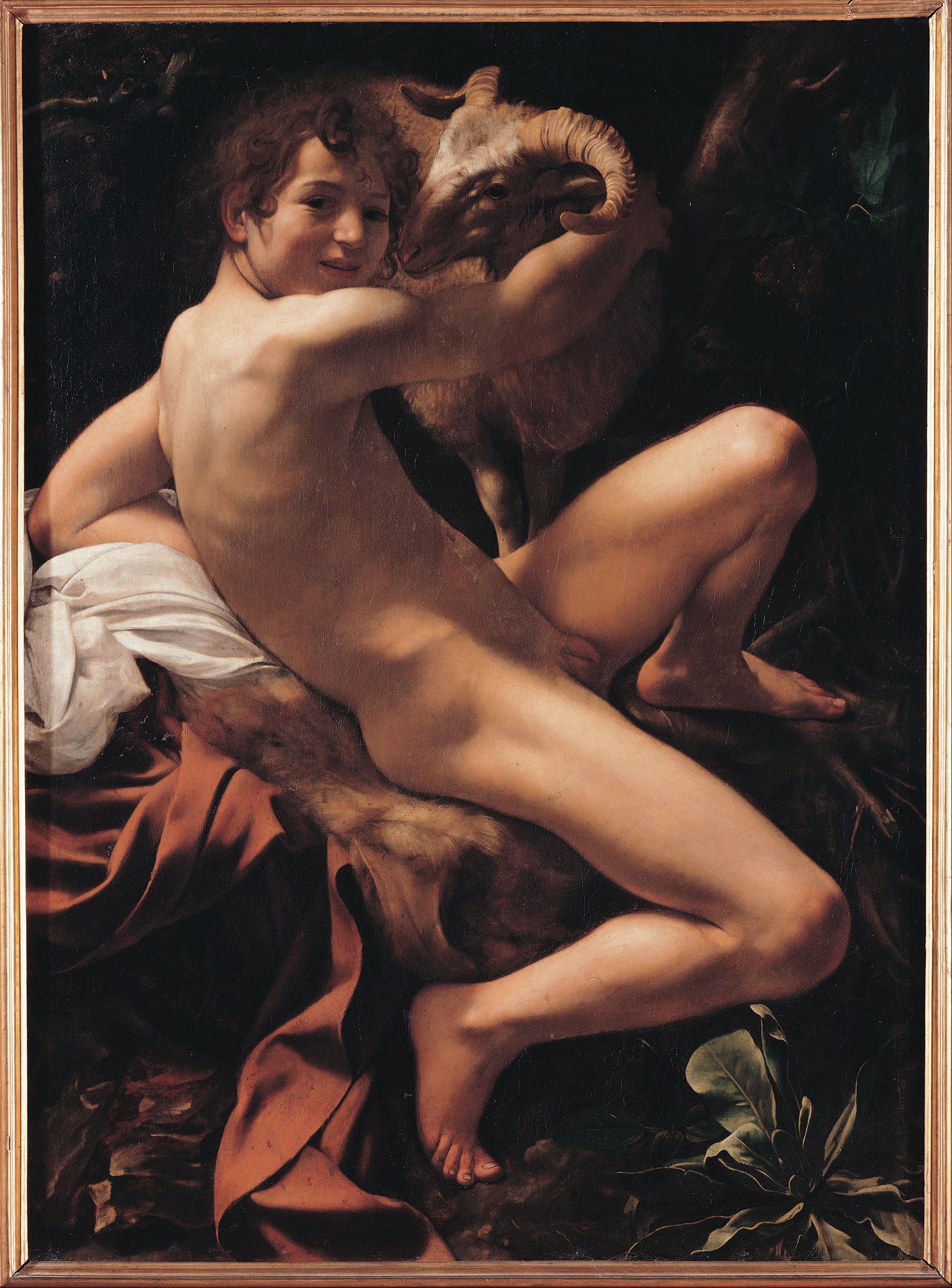
St. João Batista com o Carneiro, 1602, 129 × 95 cm, Museus Capitolinos, Roma

No fim do Renascimento, os grandes mestres caminhavam para uma visão mais obscura e realista das escrituras sagradas, como se vê principalmente em A Conversão de São Paulo e no Martírio de São Pedro - afrescos de Michelangelo Buonarroti, realizados na Cappella Paolina, no Palácio Vaticano. Caravaggio pintou versões próprias desses temas - A conversão de São Paulo, a caminho de Damasco e Crucificação de São Pedro - que ilustram bem como foi capaz de igualar, senão de superar seus mestres.
Caravaggio reagiu às convenções do maneirismo e opôs a elas uma pintura natural, direta, e até mesmo brutal, que pela sua franqueza renovou a natureza morta (Cesta de frutas - 1596), e as cenas profanas (Baco, 1593-1594), bem como os temas religiosos (Descanso na Fuga para o Egito, 1594-1596). Os contrastes de forma e luz sublinham formas maciças que, na maior parte de suas obras, emergem vigorosamente de um fundo negro escuro com pouca profundidade como em temas cotidianos, a exemplo de A Adivinha.

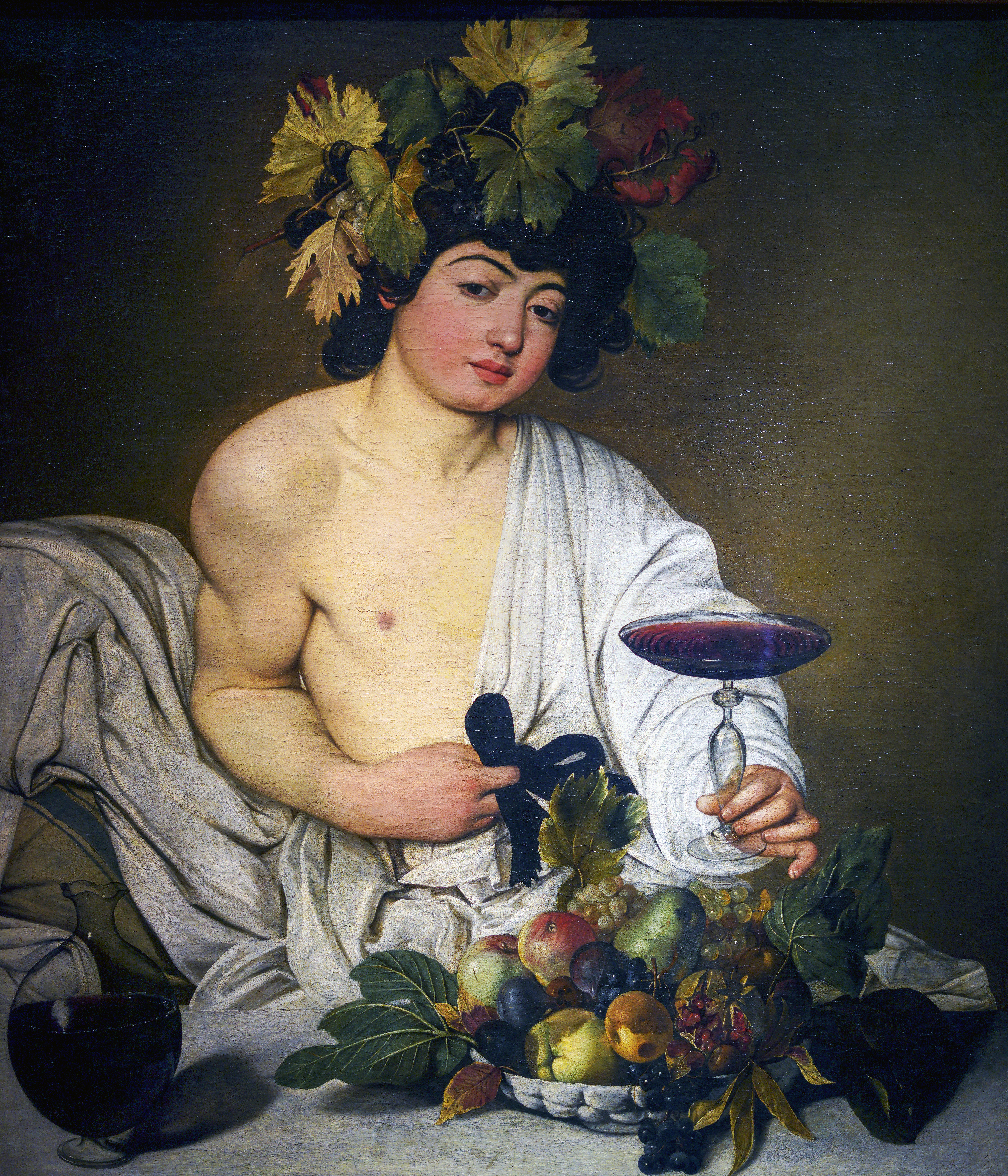
Baco (cerca de 1598), Galleria degli Uffizi, Florença

Uma das características da pintura de Caravaggio, um pouco antes de 1600, é o uso muito inovador do claro-escuro (chiaroscuro) onde as gradações das partes iluminadas nas sombras são violentamente contrastadas; Esta é uma clara evolução face às suas primeiras obras: “as sombras invadem as composições para se colocarem ao serviço do mistério da religião”. Com o passar do tempo, e especialmente assim que as cenas religiosas se tornaram maioria (após as grandes telas de Saint-Louis-des-Français), os fundos das suas pinturas escureceram até se tornarem uma grande superfície de sombra que contrasta violentamente com os personagens tocados pela luz. Na maioria dos casos, o raio de luz entra no espaço representado num plano que coincide com o plano da pintura, ao longo de um eixo oblíquo vindo do canto superior direito para esquerda. Catherine Puglisi situa assim esta evolução da arte de Caravaggio por volta de 1600: até ao final da década de 1590, a escolha recaiu sobre um feixe de luz de fundo, com sombras reforçadas, depois de 1600, a luz tornou-se mais orientada. Ela também observa o uso (relativamente raro para a época) de sombras projetadas na obra tardia, muito elaborada e mais precisa do que em seus contemporâneos, talvez graças ao seu conhecimento no campo da óptica.

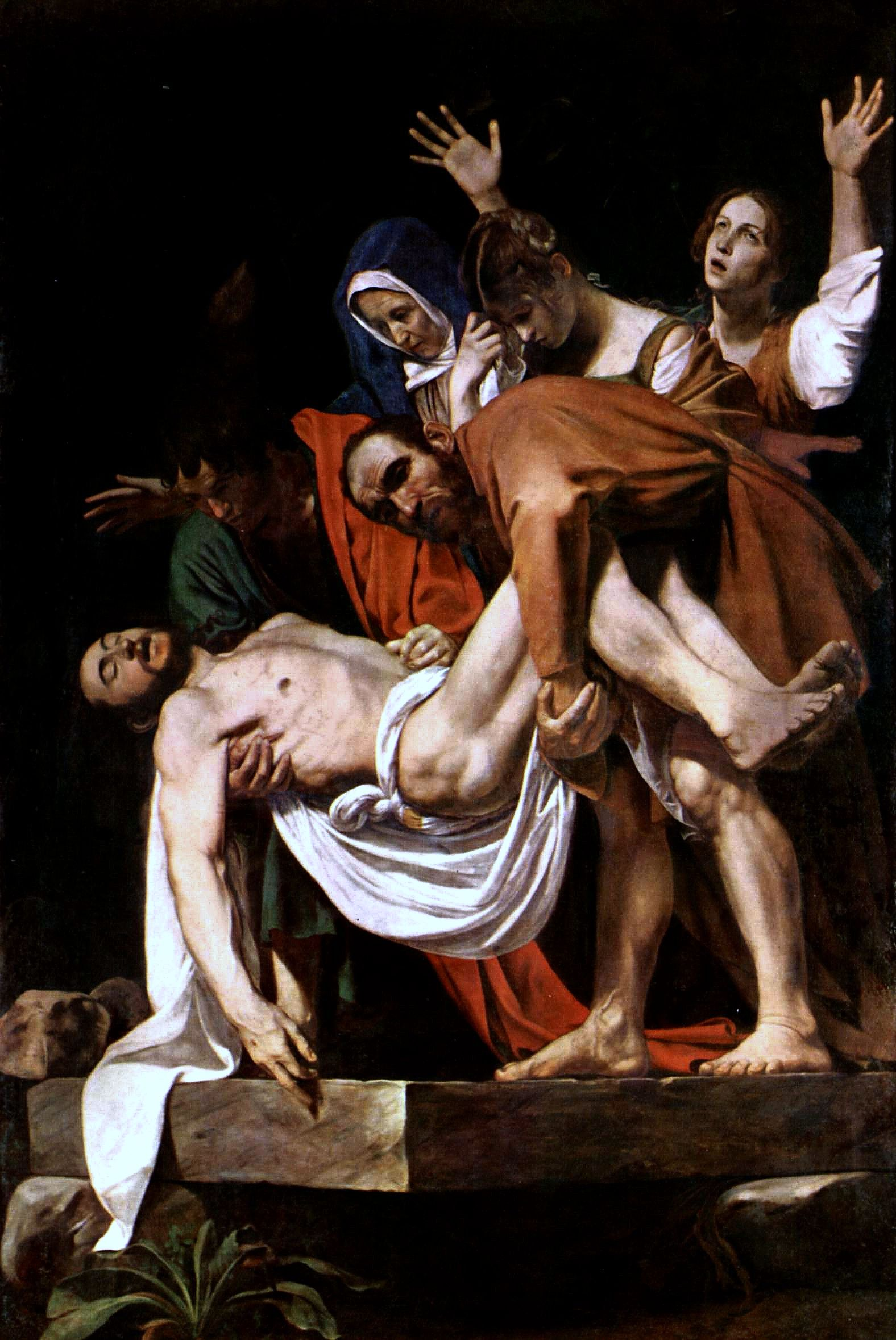
Sepultamento de Cristo, 1603/04, óleo sobre tela, 300 × 203 cm, Pinacoteca do Vaticano

Este trabalho específico sobre as sombras constitui, em primeiro lugar, um eco de temas progressivamente mais sérios do que nas suas obras do período Del Monte: "as sombras que “animam” são, antes de mais, uma questão de conteúdo”. Uma grande parte da pintura é mergulhada na sombra, a questão da representação “em profundidade” da arquitectura e da decoração é evacuada em favor da irrupção das figuras num poderoso efeito de relevo, deliberadamente quase escultórico, e que parece emergir do plano da pintura para o espaço do espectador. Este uso de luz e sombra caracteriza o tenebrismo; No entanto, Longhi enfatiza que Caravaggio não o utiliza nem para sublimar o corpo humano como Rafael ou Michelangelo, nem para obter os efeitos do "claro-escuro melodramático de Tintoretto", mas sim numa abordagem naturalista que retira do Homem a sua função de "eterno protagonista e mestre da criação” e leva Caravaggio a examinar durante anos “a natureza da luz e da sombra de acordo com suas incidências".
Na maioria das pinturas de Caravaggio, os personagens principais das suas cenas ou retratos são colocados num quarto escuro, num exterior noturno ou simplesmente numa escuridão sem decoração. Uma luz possante e forte proveniente de um ponto elevado acima da pintura, ou vinda da esquerda, e por vezes sob a forma de diversas fontes naturais e artificiais (de 1606-1607) recorta os personagens à maneira de um ou vários holofotes sobre um palco de teatro. Estas características alimentam diversas hipóteses quanto à organização da oficina de Caravaggio: seria equipada com uma luz superior; as suas paredes seriam pintadas de preto; seria instalado mais ou menos no subtérreo etc. A utilização de artifícios técnicos como a "camera obscura" também é provável segundo Longhi (tese retomada e desenvolvida nomeadamente pelo pintor e fotógrafo David Hockney), embora a viabilidade técnica desta solução seja duvidosa e assunto de debate · . É assim que a luz em si se torna um elemento determinante que influencia a realidade (abordagem que Longhi mais uma vez contrapõe aos “pequenos teatros luminísticos” de Tintoretto e também de Greco), como em A Vocação de São Mateus onde o brilho da luz desempenha um papel fundamental na cena.
Em O Martírio de São Mateus (1599-1600), a luz natural atravessa a pintura para esvair-se em torrentes no seu centro sobre o corpo branco do assassino e sobre os trajes claros do santo mártir e do jovem aterrorizado, contrastando com a escuridão vestimentas das testemunhas dispostas na escuridão do que parece ser o coro de uma igreja. O santo abre os braços como se quisesse acolher a luz e o martírio; assim, o carrasco, vestindo apenas um véu branco em volta da cintura, parece um anjo descido do céu em luz divina para realizar o desígnio de Deus - em vez de um assassino guiado pela mão do demônio. Tal como em La Vocation, os protagonistas não são identificáveis à primeira vista, mas a escuridão cria um espaço indeterminado em que o poderoso efeito da presença dos corpos violentamente iluminados, pintados à escala natural com alguns trajes contemporâneos, convida o espectador a uma emoção emocional. reviver o martírio do santo. Ebert-Schifferer enfatiza que é a orientação e a qualidade da luz que constituem a inovação mais marcante da arte de Caravaggio: “deliberadamente tendenciosa, que não difunde e que ilumina os personagens tanto física quanto metaforicamente”.
Estes contrastes muito marcantes de luz e sombra na obra de Caravaggio serão por vezes criticados pelo seu carácter extremo considerado abusivo (o seu quase contemporâneo Nicolas Poussin dedicou-lhe uma imensa aversão, sobretudo por causa destes contrastes violentos.), inclusive por críticos bem depois do século XVII e que frequentemente associam a atmosfera das pinturas ao suposto temperamento do pintor. Stendhal por exemplo utiliza estes termos:
| “ | Caravaggio, movido pelo seu carácter brigão e sombrio, dedicou-se a representar objectos com muito pouca luz, transportando terrivelmente as sombras; | ” |

John Ruskin emitiu uma crítica muito mais radical alguns anos mais tarde: 
| “ | O ignóbil Caravaggio distingue-se apenas pela sua preferência pela luz das velas e pelas sombras escuras, de modo a ilustrar e fortalecer o mal | ” |

No século XX, Gustaw Herling analisou mais detalhadamente a técnica do pintor:
| “                                       | A sua invenção do claro-escuro é considerada um instrumento para revelar o invisível. Mas é também uma forma misteriosa de velar o visível. O claro-escuro de Caravaggio esconde a necessidade de tornar a sensibilidade e a imaginação religiosas universais, palpáveis e dramáticas. | ” |
| — Gustaw Herling, Journal écrit la nuit | |   |

Para além da distribuição de sombra e luz característica das suas pinturas, Caravaggio levava em conta o local a que se destinava as suas obras com relação à iluminação das suas pinturas. É o caso de A Madona dos Peregrinos e de todas aquelas pinturas de altar onde Caravaggio tem em conta a iluminação de que o altar beneficia de acordo com o ponto de vista de quem entra na igreja. No caso de A Madona dos Peregrinos, a luz vem da esquerda e foi isso que pintou na pintura: a cena está, portanto, inscrita no espaço real que percebemos na própria igreja. Da mesma forma, em Sepultamento, a luz parece vir do tambor da cúpula da Chiesa Nuova, perfurada por janelas altas; já nas pinturas comercializadas em privado a luz vem, por convenção, da esquerda.

### As cores
Muito atento aos efeitos luminosos e ao impacto de uma pintura sóbria, Caravaggio reduziu também os seus meios de expressão para a cor. A sua paleta de cores era limitada mas coerente com a sua influência lombarda (C. Puglisi), apesar de alguns especialistas a considerem bastante ampla (S. Ebert-Schifferer), mas em todo o caso cada vez mais restrita nas suas últimas pinturas e evitando sempre tons puros, demasiado brilhantes ou tons muito luminosos . O seu domínio da cor é notável e admirável aos olhos dos seus contemporâneos : é até provável que este seja um elemento decisivo na reforma do maneirismo e das suas cores superficiais .
Ao contrário das práticas em voga na época, Caravaggio evitou as gradações dentro de cada tom e não teve medo de justapor abruptamente cores saturadas. É notória a mudança no momento da concretização das pinturas na Capela Cerasi, com o uso de uma paleta de inspiração lombarda para uma mais dependente das cores primárias; A evolução nesta área deve-se também ao refinamento da coordenação entre as cores e a sua iluminação .
Todo o seu trabalho é feito em tinta a óleo, incluindo os seus característicos afrescos no teto. São conhecidos, no entanto, dois casos de utilização de uma fina camada de têmpera de ovo, que confere uma secagem mais rápida à pintura, mas também intensificação do brilho e claridade . Os fundos são tratados de forma bastante consistente tecnicamente durante toda a sua produção, com o uso de tinta a óleo, o que requer muito tempo para secar,  mas com uma evolução sensível de tons mais claros (castanho, castanho-avermelhado) para outros mais escuras (castanho escuro ou preto). O uso frequente de malaquita (um pigmento verde) utilizado nos fundos desapareceu após o período napolitano para ser substituído por pigmentos muito escuros (preto de carvão, e particularmente o âmbar queimado) . É possível que a luminosidade particular nas pinturas de Caravaggio seja em parte feita com o uso de certos fundos cinzentos, ou para conservar áreas claras à medida que os fundos ficam mais escuros .
No momento da execução final, os brancos são normalmente suavizados por um fino esmalte de tons escuros tornados transparentes. No ultramarino, cujo preço é alto, é usado com moderação; o vermelhão é frequentemente tingido de preto e é utilizado com muito mais frequência do que o azul . O vermelho é usado em amplas gamas de cores. Localmente, os verdes e os azuis também são atenuados pelos esmaltes pretos. Estes esmaltes têm o efeito de realçar o brilho das partes que cobrem ao mesmo tempo que sombreiam a cor; para obter o efeito contrário, Caravaggio misturava areia muito fina nas suas cores para tornar esta parte fosca e opaca em contraste com as zonas brilhantes. Esta preferência por estes efeitos ópticos parece ter sido adquirida durante a sua estadia com o Cardeal Del Monte. A cartomante dos Museus Capitolinos, destinada ao cardeal, apresenta assim uma fina camada de areia de quartzo que evita reflexos indesejados. Talvez tenha sido também em Del Monte que Caravaggio teve acesso a novos pigmentos : O Jovem São João Batista com o carneiro (1602) apresenta vestígios de bário, o que sugere a experimentação de misturas de pigmentos com sulfato de bário com efeitos fosforescentes . Os contornos dos personagens ou certas demarcações em zonas adjacentes são frequentemente marcados por uma borda fina feita pela repetição da cor do fundo; Esta é uma técnica típica de Caravaggio, embora não seja o único a utilizá-la..

### Preparação e realização técnica

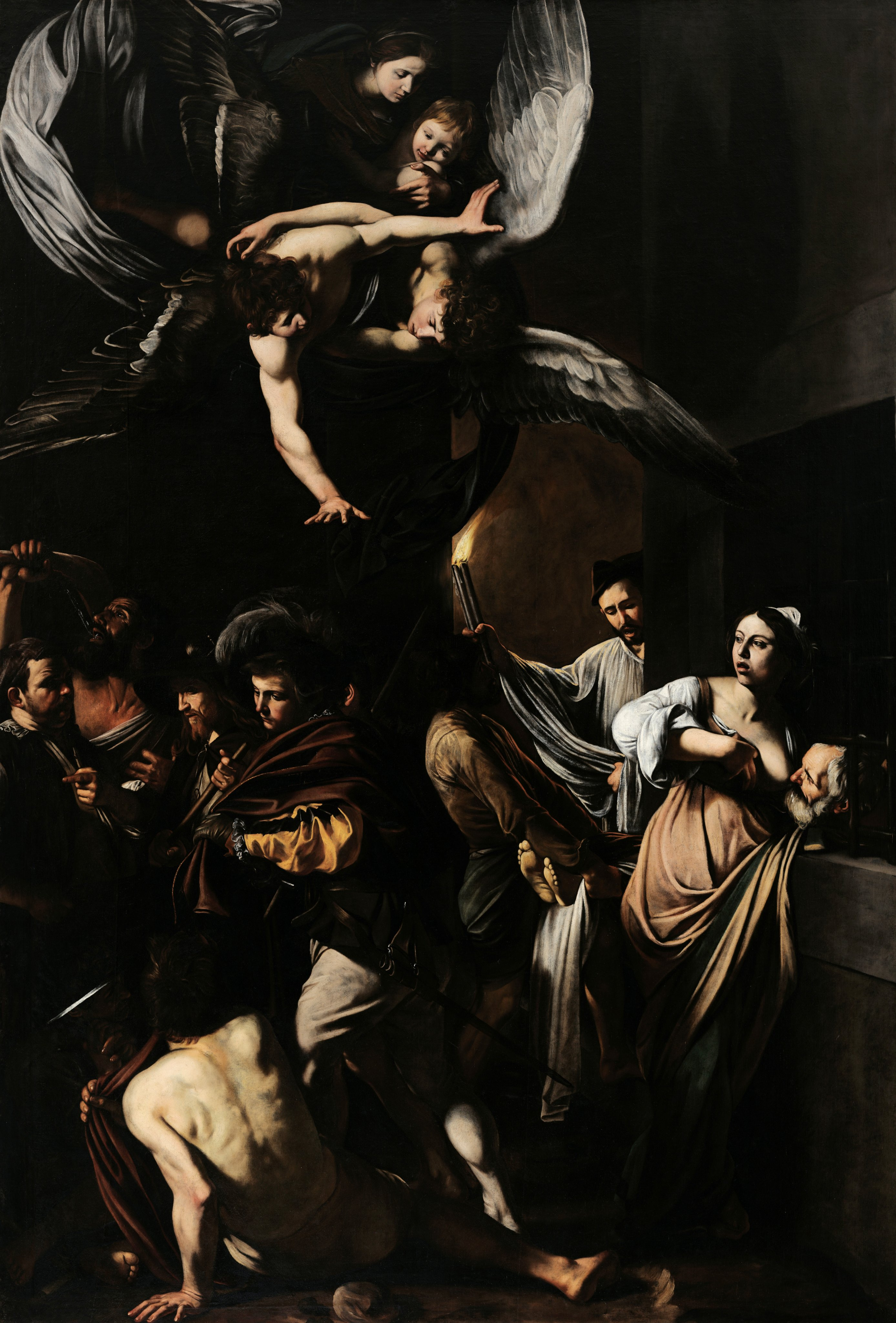
As Sete Obras de Misericórdia, 390 × 260, 1607. Pio Monte della Misericordia, Nápoles.Este tipo de trabalho complexo que integra numerosos personagens pode ter exigido incisões para estabelecer parâmetros de referência durante a produção.

Desde as suas primeiras pinturas, acreditava-se que Caravaggio simplesmente pintava o que via. O artista contribuiu para reforçar a crença do público de que pintava a partir da natureza sem recurso do desenho, o que é muito incomum para um pintor italiano deste período ; porém não foi encontrado nenhum esboço ou estudo prévio para as suas obras, no entanto os historiadores da arte têm alguma dificuldade em considerar que Caravaggio não recorresse previamente ao esquisso, é uma questão ainda hoje tida em conta .
Caravaggio foi preso uma noite na posse de um compasso . Ebert-Schifferer lembra que o uso do compasso era muito comum na elaboração de pinturas: simboliza o disegno, tanto o desenho, como primeiro passo da pintura, como o projeto intelectual ou intenção que reside nessa pintura. O primeiro patrono de Caravaggio em Roma, Giuseppe Cesari, assim se representou com um desses compassos num desenho datado de cerca de 1599; Em O Amor Conquista Tudo, este instrumento é também representado. Caravaggio poderia, portanto, tê-lo utilizado para criar representações precisas, porque algumas são claramente baseadas em construções geométricas . Mas como não foi possível encontrar qualquer vestígio do seu uso na tela, Ebert-Schifferer supõe que Caravaggio fez desenhos que não foram encontrados e que talvez tenham sido destruídos pelo artista. Também realizou necessariamente estudos preparatórios que lhe foram encomendados em três circunstâncias documentadas : para a capela Cerasi em Santa Maria del Popolo, para uma encomenda perdida de De Sartis e para A Morte da Virgem. Independentemente disso, Caravaggio recorria ao esquisso (ou abbozzo) : o desenho feito diretamente na tela, em forma de esboço com pincel e possivelmente com algumas cores. Com as técnicas atuais, o esquisso só é detectado por radiografia quando contém metais pesados como o branco de chumbo, e não se encontraram outros pigmentos. O branco-chumbo foi usado em telas preparadas na sombra, e Caravaggio usou preparações mais ou menos escuras, esverdeadas e depois castanhas, mas não existem vestígios do branco-chumbo nesta possível prática de esquisso.
Também é possível, sem contudo ter sido comprovado que Caravaggio tenha recorrido a encenações coletivas na sua oficina, fazendo posar simultaneamente os diferentes personagens que compõem a cena.; esta foi uma prática comprovada, por exemplo, por Federico Barocci (depois de Bellori), e uma hipótese prontamente respaldada por Derek Jarman no seu filme de 1986, Caravaggio.
É certo, porém, que nos seus preparativos, mas também na tela em curso, Caravaggio tenha feito incisões - com um estilete ou com o cabo do seu pincel. Caravaggio já teria feito isso em Os Trapaceiros e na primeira versão de A Adivinha, continuando esta prática até às suas últimas pinturas . Isto é perceptível se observado atentamente sob luz forte. Basicamente ele incisa a sua pintura para reparar a posição dos olhos, o segmento de um contorno ou o ângulo de um membro. Para os pesquisadores contemporâneos que estão convencidos de que Caravaggio improvisava diretamente sobre o motivo, estas incisões são o índice de marcas utilizadas para encontrar a pose em cada sessão ou para "encaixar" as figuras em pinturas com várias personagens. No entanto, Ebert-Schifferer especifica que, exceto nos primeiros trabalhos, as incisões indicam contornos na escuridão ou servem para delimitar uma área iluminada de um corpo, no local onde incide a luz. Nestes casos, tudo parece indicar que servem para completar o contorno desenhado a branco sobre um fundo castanho, e, para as partes escuras, não perder de vista os contornos absorvidos pela sombra durante a execução da pintura . Estas diferentes pistas demostram que não existe um consenso quanto à finalidade destas incisões .

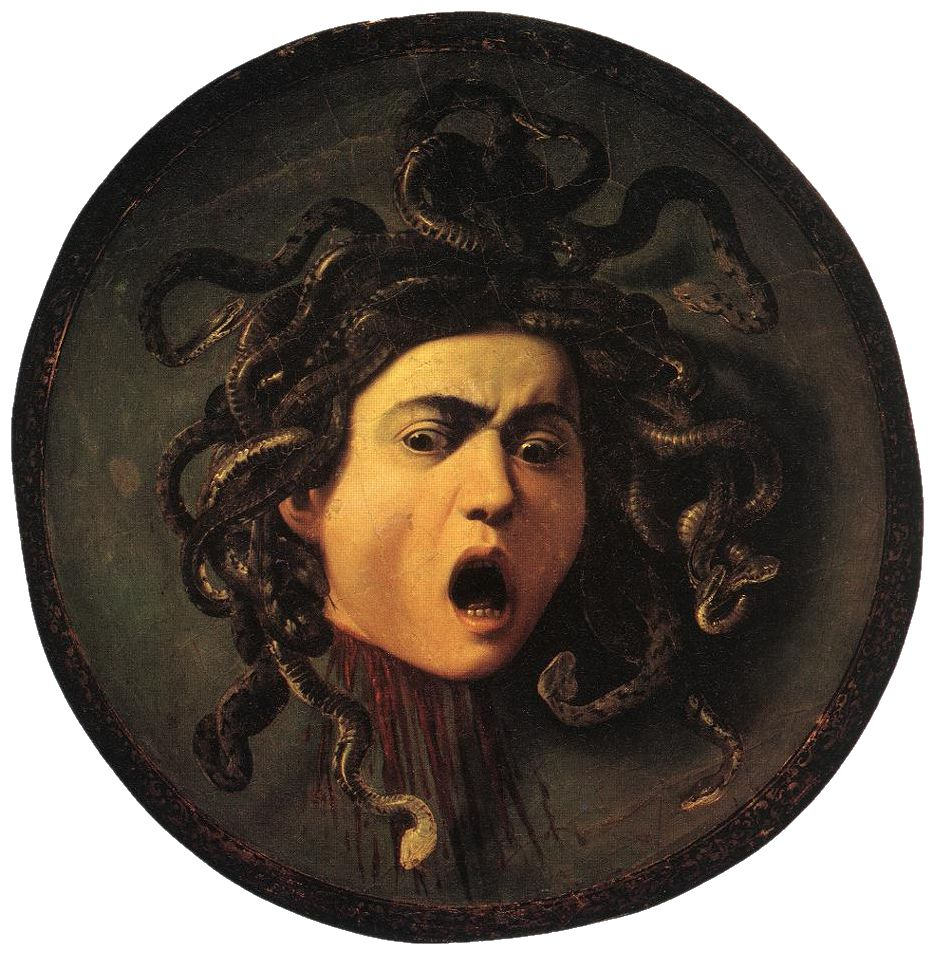
Medusa, óleo sobre tela de linho montada sobre escudo de choupo, 60 × 55, 1597-1598 (2 versões). Museu Uffizi, Florença.

Algumas das obras de Caravaggio incorporar feitos técnicos forçados e podem ter contribuído para estabelecer a sua reputação : é o caso de Júpiter, Netuno e Plutão representados no teto da Villa Ludovisi de Roma (no seu único afresco conhecido, feito em óleo sobre gesso ), cujos escorços extremos são pormenorizadamente trabalhados. Uma grande dificuldade técnica também se apreende na execução da famosa Medusa, da qual se sabe terem sido produzidas duas versões : a cabeça é representada sobre um tondo circular e convexo (escudo de desfile de madeira), que exige deformar o desenho para acompanhar o ângulo do suporte. Para além do virtuosismo, esta execução tenderia a confirmar que Caravaggio se baseava em desenhos científicos e estudava fenómenos ópticos e espelhos com o Cardeal Del Monte . As análises científicas realizadas sobre a Medusa Murtola, ou seja, sobre a primeira versão que Caravaggio executou, mostram também (por reflectografia) um trabalho particularmente detalhado sobre o desenho preparatório a carvão diretamente sobre o suporte, depois um desbaste com um pincel antes da pintura final.
De forma mais pontual, os críticos de arte destacaram a elevada qualidade da execução de certos detalhes nas primeiras pinturas de Caravaggio — como a taça de vinho, os frutos e folhas de Baco ou a excelência das naturezas-mortas, sejam elas autónomas (Cesto de Fruta) ou integradas em composições maiores (Les Musiciens) . Caravaggio experimentou, assim, várias formas e abordagens, particularmente durante o período romano, quando se envolveu em experiências artísticas decisivas, como com espelhos convexos, como o retratado em Marta e Maria Madalena.
Roberto Longhi lembra ainda que Caravaggio é conhecido por utilizar um espelho para executar as suas primeiras pinturas; para Longhi, não deve ser visto apenas como uma ferramenta comum para fazer auto-retratos (dos quais dificilmente conhecemos exemplos nas suas primeiras obras, para além do Pequeno Baco Doente e talvez do Menino Mordido por um Lagarto ), nem para se comparar à arte do escultor que representa vários aspectos da mesma figura numa só tela : é antes de mais um método que dá "a garantia de uma certeza [naturalista] mais intensa. […] Caravaggio [esforça-se] por se ater à própria essência do espelho, o que lhe [confere] o enquadramento de uma visão óptica já repleta de verdade e desprovida de divagações estilísticas".
Quaisquer que sejam as hipóteses levantadas relativamente à utilização de incisões, espelhos ou mesmo desenhos preparatórios, o facto é que a técnica de Caravaggio era já considerada inovadora na sua época , mas em última análise não apresenta nada verdadeiramente revolucionário: apesar do grande domínio técnico e cada vez mais aperfeiçoada ao longo dos anos, é sobretudo na forma como esta técnica é implementada que reside a sua particularidade .

### Composição
As composições das pinturas de Caravaggio constituem um elemento essencial do carácter da sua obra: fez muito cedo a escolha de pintar figuras naturalistas, muitas vezes dispostas de forma complexa num ambiente sóbrio e livre de acessórios desnecessários. Os debates sobre as suas escolhas composicionais foram reacendidos na década de 1950, com as primeiras radiografias das pinturas da capela Contarelli, que permitiram vislumbrar determinadas etapas ou alterações na estruturação das telas. 

#### Figuras naturalistas

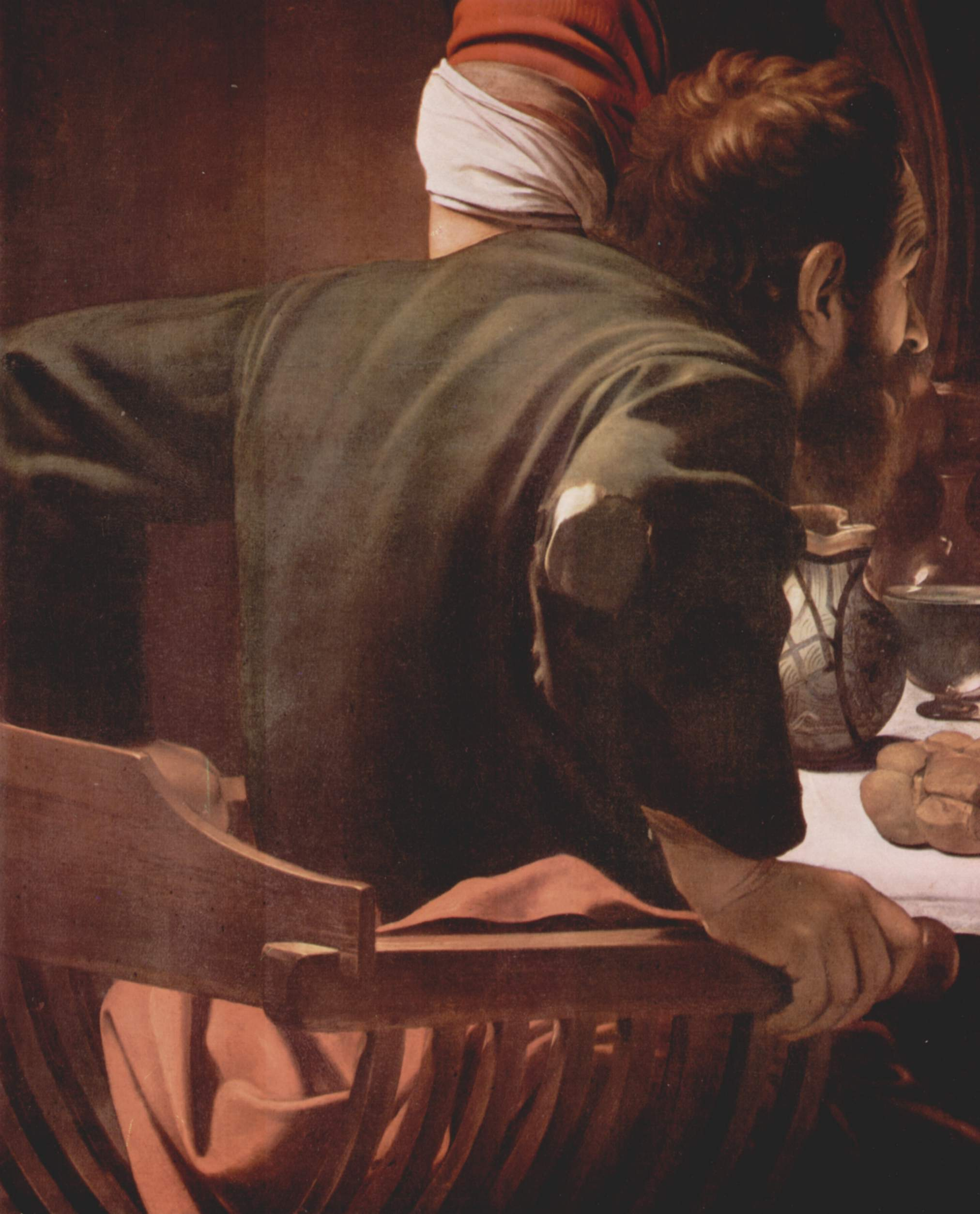
O movimento do peregrino de Emaús é acentuado pelo rasgar da sua manga contra o plano da tela. A Ceia em Emaús (detalhe), 1601. Galeria Nacional, Londres.

Para muitos autores especializados neste período, os dois termos realismo e naturalismo podem ser usados indistintamente para descrever a pintura de Caravaggio. Mas, ao manter-se o mais próximo possível do uso da época, o "naturalismo" parece mais preciso e evita qualquer confusão com o realismo de certas pinturas do século XIX, como as de Courbet, que têm uma forte dimensão política e social.
Assim, no seu prefácio ao Dossier Caravaggio de André Berne-Joffroy, Arnauld Brejon de Lavergnée evoca o naturalismo de Caravaggio e cita o seguinte sobre as primeiras pinturas : «Caravaggio trata certos assuntos como trechos da vida». Para esclarecer esta ideia, cita Mia Cinotti a propósito do Pequeno Baco Doente (1593) que se entende como sendo «dum realismo integral e direto […] uma restituição cinematográfica» por Roberto Longhi, e como uma “outra” realidade, uma forma sensível de pesquisa espiritual pessoal em sintonia com as correntes específicas de pensamento e conhecimento da época "segundo Lionello Venturi. Catherine Puglisi fala, referindo-se à recepção pública da época, de uma" busca agressiva" do naturalismo na sua pintura.
A arte de Caravaggio baseia-se tanto no estudo da natureza como na obra dos grandes mestres do passado. Mina Gregori, por exemplo, assinala referências ao Torso de Belvedere para Cristo na Coroação de Espinhos (por volta de 1604-1605) e a uma outra estátua antiga para a Madona de Loreto (1604-1605) . Puglisi salienta ainda que Caravaggio foi buscar, ao longo da sua carreira, não só fontes lombardas, mas também um bom número de gravuras inspiradas por artistas muito diferentes. Embora pratique a restituição mimética e detalhada de formas e materiais observáveis na natureza, utiliza pistas que sublinham a intenção das suas pinturas. Fá-lo introduzindo citações e poses bem identificadas, reconhecíveis por quem conhece. Nas obras posteriores, porém, a pincelada claramente visível neutraliza de certa forma a ilusão mimética. .

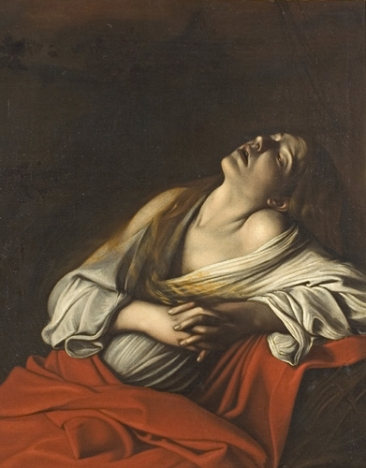
Maria Madalena em Êxtase (1606) 106,5 × 91, coleção particular. Os cabelos espalhados, o desleixo das roupas e o corpo jogado para trás sugerem um esquecimento de si mesmo que só o título da pintura o torne virtuoso

No caso das primeiras pinturas, Maria Madalena Arrependida (1594) e Descanso na Fuga para o Egito (1594), as figuras situam-se ligeiramente afastadas no plano da tela. Mas na maioria dos casos, e em todas as pinturas da maturidade, as figuras estão num pequeno espaço situado contra o plano da pintura. Caravaggio procura claramente estabelecer uma relação de proximidade com o observador, tanto pela proximidade com a borda da tela como pelos efeitos de penetração no espaço do observador. É o caso do bandido em primeiro plano de Os Trapaceiros, depois dos pés dos peregrinos de A Virgem do Rosário ou de A Madona dos Peregrinos.; De igual modo, a figura vista atrás do soldado na Coroação de Espinhos representa o espectador, que assim se encontra integrado na cena que observa . Este mesmo efeito de proximidade é também obtido através de efeitos dinâmicos, através de jogos inconstantes em primeiro plano: o cesto sobre a mesa da Ceia de Emaús, assim como o banco de São Mateus e do Anjo parecem prestes a cair para a frente e para o observador. Esta virtual superação do plano da tela é como que concretizada por rasgões nos tecidos (mangas rasgadas de A Ceia de Emaús e A Incredulidade de São Tomás).
Além disso, a maioria dessas figuras — especialmente nas pinturas da maturidade — são pintadas em escala humana ou muito próxima dela. Algumas exceções são assinaláveis, como o carrasco em A Decapitação de São João Batista, cujo superdimensionamento pode ser distinguido das figuras "empurradas » que aparecem em primeiro plano em O Martírio de São Mateus (1599-1600) e O Enterro de Santa Luzia (1608).
As personagens são frequentemente encenadas de uma forma inusitada para a época: Uns olham para o espectador, enquanto outros lhe viram as costas  : essas figuras "empurradas" têm a função de representar ou para ocupar o lugar dos espectadores na pintura. Os espectadores da época devem ter a mesma atitude que estas figuras que os representam, afetivamente, emocionalmente, se não fisicamente, como os peregrinos rezando diante da Virgem de Loreto. Daniel Arasse ressalta que os pés destes peregrinos representados à escala de um na pintura do altar estão assim colocados ao nível dos olhos dos fiéis; a sua aparência era para impor respeito, se não mesmo devoção .

#### Ambiente sóbrio

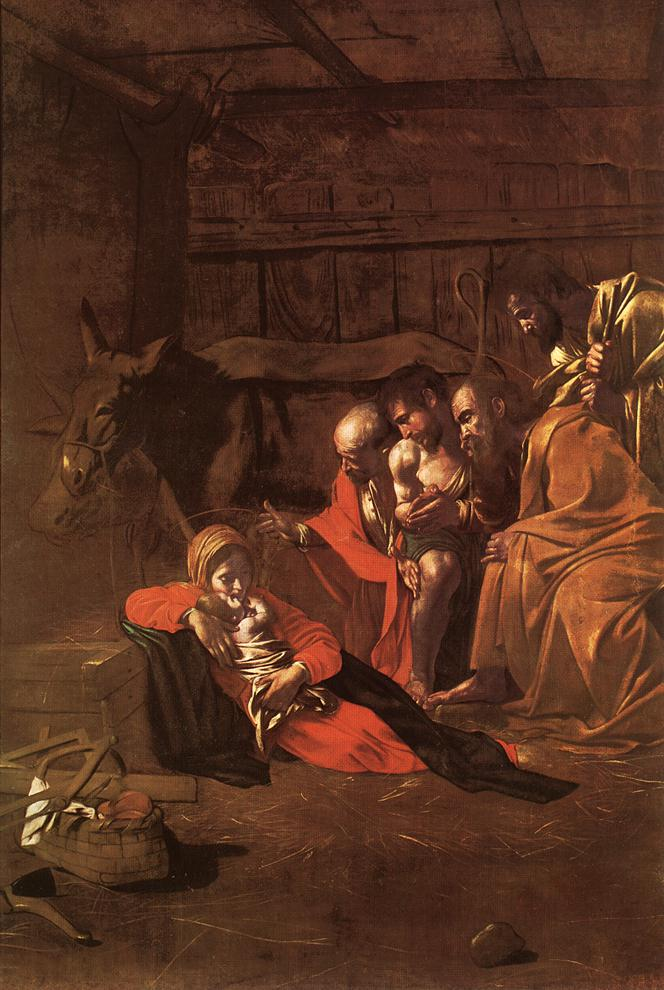
A decoração minimalista da Adoração dos Pastores, 314 ×, 1609. Museu Regional de Messina

As pinturas de Caravaggio distinguem-se pela ausência de qualquer efeito em perspectiva sobre qualquer arquitetura, de modo a privilegiar a observação naturalista dos seus modelos. Na verdade, as suas escolhas de iluminação directa e de claro-escuro pronunciado podem assumir um carácter particularmente artificial, como Leonardo da Vinci recordou antes dele: uma concentração no modelo e não na decoração permite restabelecer um certo equilíbrio naturalista. Assim, a Madona dos Peregrinos ou Madona de Loreto (1604-1605) é colocada na porta de uma casa simplesmente indicada pela abertura em pedra talhada e por um fragmento de parede deliberadamente decrépita. Esta é a porta da casa sagrada de Loreto, a modesta morada da Virgem Maria sob seu sarcófago de mármore renascentista, que foi objeto da maior peregrinação mariana no Ocidente durante três séculos.; mas a sobriedade desta decoração permite também outras interpretações, como a da porta do Céu - como no afresco de Rafael situado ali perto na mesma igreja de Sant'Agostino . Indicações mínimas deste tipo encontram-se em muitas telas, como A Madona do Rosário (1605-1606), A Anunciação (1608), A Decapitação de São João Batista (1608) , A Ressurreição de Lázaro (1609) ou A Adoração dos Pastores (1609). Todas estas pinturas de altar requerem a indicação de um espaço arquitetónico. A solução da frontalidade, que coloca o espectador de frente para a parede perfurada por uma ou mais aberturas, permite inscrever na pintura linhas horizontais e verticais que correspondem aos bordos da tela e contribuem para a afirmação da composição pictórica no plano da parede.
Uma outra pintura ilustra o uso dos acessórios por Caravaggio e o fundo da pintura. Em O Amor Vitorioso, o jovem nu espezinha, rindo, os instrumentos da arte e da política.; É retratada sobre um fundo castanho, com uma iluminação complexa e trabalhada, mas indistinta ao ponto de a parede e o chão se fundirem num só. Ele personifica o verso de Virgílio "Omnia vincit amor" ("O amor conquista tudo"), muito conhecido na época. O Cavaleiro de Arpino executou um afresco sobre este tema, que também foi tratado por Annibale Carracci no teto do Palácio Farnese. Ao trabalhar nos detalhes do entrelaçamento dos instrumentos, nas cordas quebradas, nas partituras indecifráveis, Caravaggio está, sem dúvida, aludindo aos instrumentos quebrados aos pés de Santa Cecília de Rafael, que simbolizam a vaidade de todas as coisas. Deduzimos que o jovem rapaz é um Amor celestial que desliza do seu lugar para se levantar em direção ao espectador e desafiá-lo. O homem não pode vencer este jogo. Além disso, o Amor sustenta o mundo sob ele : o pintor acrescentou o detalhe de um globo celeste com estrelas douradas. Mas esse precioso material foi só usado excepcionalmente, provavelmente a pedido expresso do seu cliente. Pode ter havido, em relação a este globo quase imperceptível, uma ligação mais direta com o patrocinador. Vincenzo Giustiniani, tem como pior inimigo a família Aldobrandini - que tem como armação um globo estrelado - porque sua dívida com Giustiniani é considerável, o que fez o banqueiro perder somas altíssimas. Giustiniani teria se vingado apresentando seu "Amor", desprezando os Aldobrandini simbolizados abaixo dele. Este tipo de abordagem irónica era comum na época .
Por outro lado, para satisfação do colecionador, e também para concorrer com o seu quase homónimo, Miguel Ângelo, Caravaggio não deixa de aludir a São Bartolomeu no Juízo Final e repete esta pose complexa facilmente reconhecível. Além disso, a pintura responde a outro desafio : o de ter que integrar uma coleção específica. A juventude do corpo da criança deve corresponder, na coleção Giustiniani, a uma escultura antiga que representa Eros, segundo Lísipo. Para além do tratamento do tema, a simplicidade do fundo é notável e típica da abordagem de Caravaggio : embora pareça inacabado, é muito trabalhado, como mostra a escolha da modulação de cores e a ausência de separação entre a parede e o chão, podendo constituir um lembrete da irrealidade da cena. Outra ausência notável é : a dos símbolos das artes plásticas, que aqui são poupados do escárnio do Amor . Caravaggio evita, portanto, multiplicar acessórios, mas condensa uma grande quantidade de informações, símbolos e insinuações, dependendo do pedido que lhe é feito e da vontade do seu cliente.

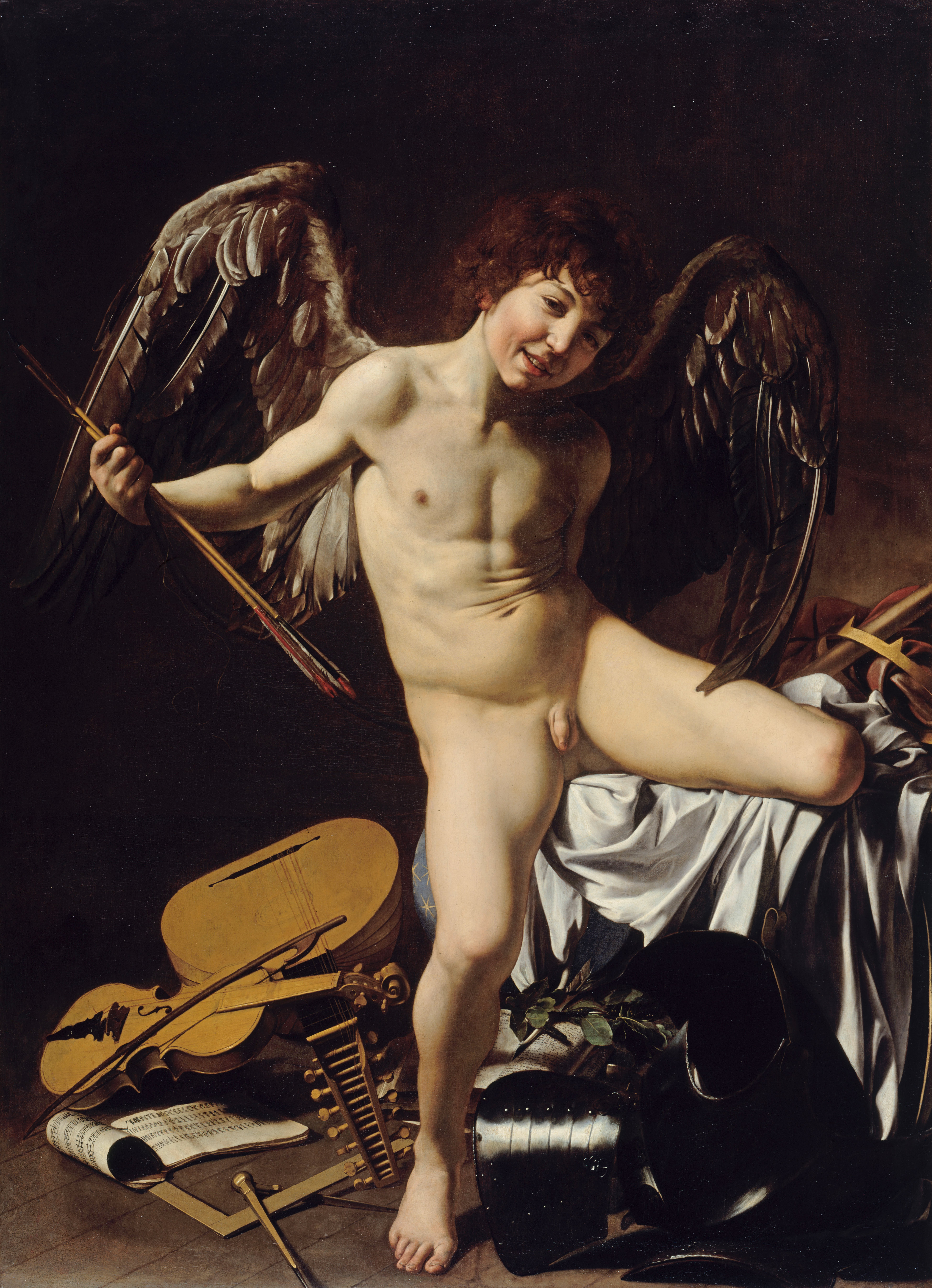
Amor Vitorioso, 156 × centímetro, 1601-1602. Gemäldegalerie, Berlim.
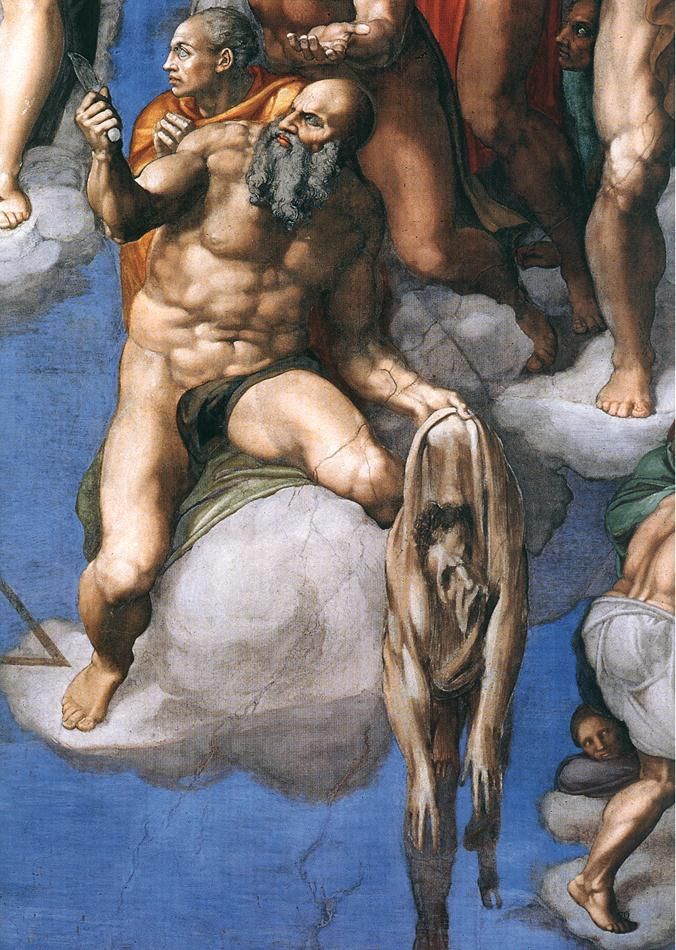
Michelangelo, O Juízo Final (1536-1541), detalhe : São Bartolomeu. Capela Sistina, Vaticano.

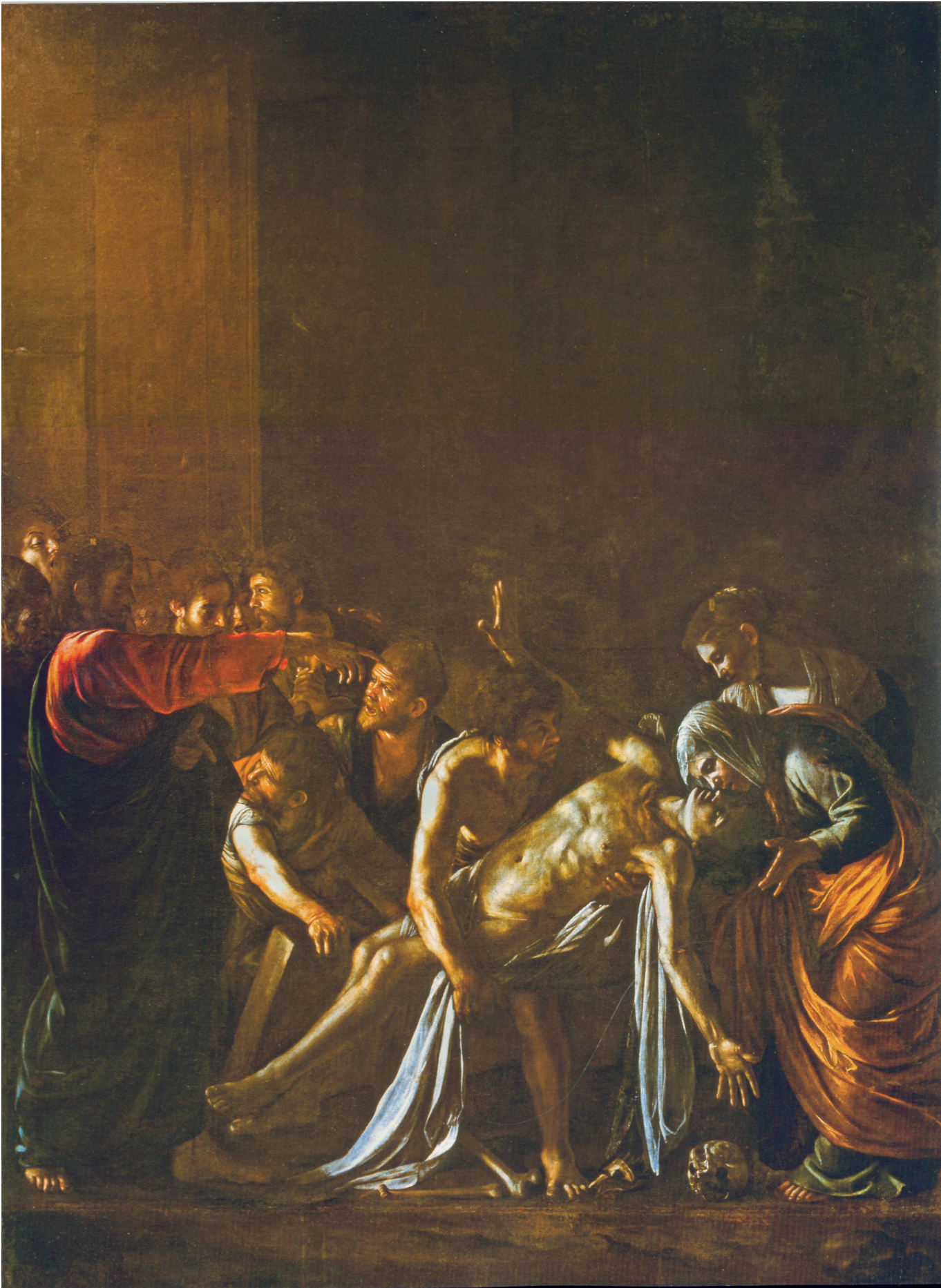
A Ressurreição de Lázaro, 380 ×, 1609. Museu Regional de Messina

Em Valletta, no meio cultural da Ordem de São João de Jerusalém, Caravaggio volta a pintar para igrejas, obras essas que arquitetaram as sua reputação. Tipicamente, A Ressurreição de Lázaro é de uma grande sobriedade de decoro e de acessórios. Tudo é de grande intensidade nos gestos que lembram A Vocação de São Mateus. A pintura nutre-se dessas referências e parece dirigir-se a uma elite culta e atenta à atualidade da época. No entanto, ao contrário de A Vocação, a cena não é adaptada ao mundo contemporâneo. Os trajes luxuosos dos corretores da bolsa da época deixam de ser relevantes. Os primeiros cristãos são retratados com as roupas atemporais dos pobres, desde a antiguidade até o século XVII. A luz, realidade e simbolismo, é por outro lado semelhante à de A Vocação. O corpo de Lázaro cai num gesto semelhante ao de Cristo em O Sepultamento. Os drapeados servem para enfatizar gestos teatrais, através da sua cor (vermelho para Cristo) ou do seu valor (tons de azul claro para Lázaro). As expressões vão ao extremo : dor extrema à direita, empurrão à esquerda com a entrada da luz e, acima da mão de Cristo, um homem a rezar intensamente enquanto se volta para a luz da Redenção. É o próprio pintor, num autorretrato explícito. Não existem pormenores triviais, nem acessórios desnecessários; o crânio no chão evoca a morte do corpo. A parede nua dá resposta à parede real contra a qual a pintura é erguida à sombra da Capela dos Portadores da Cruz em Messina, onde foi inicialmente instalada.

## Casa e posteridade

### Mito e realidade do artista maldito
A obra de Caravaggio desperta paixões desde o momento em que surge. É rapidamente procurada pelos melhores conhecedores e colecionadores. Não obstante, a imagem do pintor ficou marcada para sempre por uma reputação sulfurosa, tanto devido à sua personalidade, reputada como extraordinariamente violenta, quanto aos seus supostos contratempos com seus patrocinadores. Pesquisas recentes, no entanto, colocam muitos destes pontos em perspetiva, mostrando até que ponto os primeiros biógrafos de Caravaggio foram seguidos, mesmo nas suas abordagens mais ultrajantes. A aura de maldição que o envolve (especialmente nos filmes de Derek Jarman ou Michele Placido) foi encorajada por uma interpretação homoerótica "extravagante" de certas pinturas, que surgiram na década de 1970 .

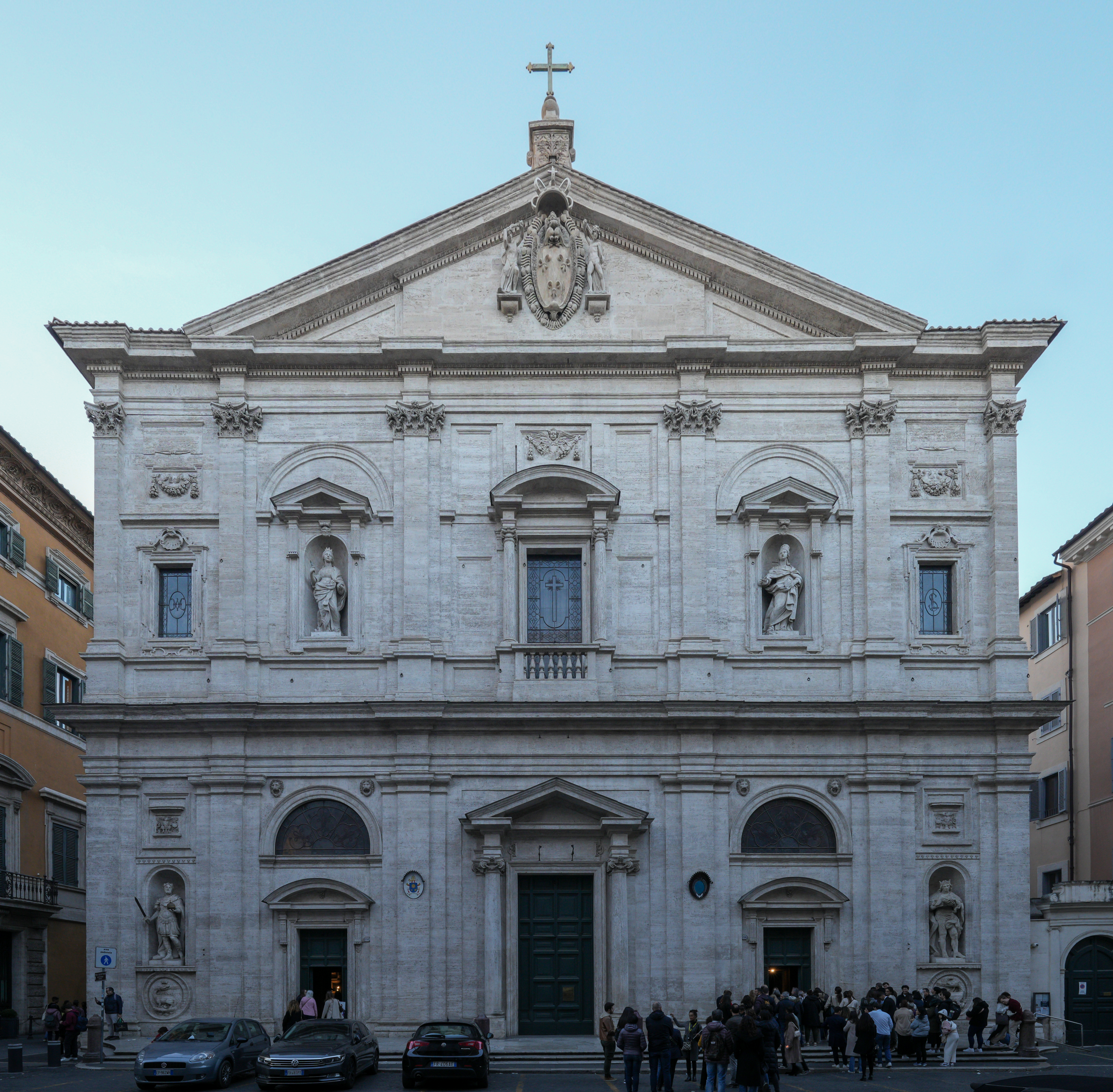
A fachada da Igreja de São Luís dos Franceses, em Roma, que abriga as primeiras grandes pinturas de sucesso de Caravaggio.

No que diz respeito às pinturas rejeitadas, está claramente estabelecido que, na época de Caravaggio, as apreciações destas pinturas variavam muito consoante se destinassem à exposição pública ou a uma colecção privada. Luigi Salerno cita em particular o exemplo da Madona dos Noivos, reprovada pelo clero mas imediatamente adquirida pelo Cardeal Scipione Borghese .
Algumas pinturas foram de facto rejeitadas pela sua audácia naturalista, mas também por razões teológicas . Autores recentes como Salvy citam os exemplos de São Mateus e o Anjo, A Conversão de São Paulo ou A Morte da Virgem, salientando que estas recusas são obra de membros não esclarecidos da Igreja, mas não correspondem ao julgamento de todos : " os mais altos dignitários da Igreja parecem ter tido um gosto mais esclarecido e menos medroso do que o dos seus padres, muitas vezes pessoas sem importância. “ Estas pinturas rejeitadas encontraram imediatamente interessados no mercado privado, como o Marquês Giustiniani para São Mateus e o Anjo .
Ebert-Schifferer vai mais longe, questionando até as rejeições de certas pinturas, sugerindo que nem sempre foram realmente rejeitadas. Assim, a primeira versão de São Mateus e o Anjo teria sido simplesmente instalada provisoriamente no altar da igreja de Saint-Louis-des-Français, em Roma, em maio de 1599, antes de Vincenzo Giustiniani integrá-la à sua coleção. A pintura, que corresponde perfeitamente às indicações mencionadas no contrato, lembra também obras lombardas que ele conhece na figura andrógina do anjo, bem como uma pintura de Giuseppe Cesari de 1597, que no meio romano pôde admirar dois anos atrás. A pintura foi um sucesso imediato. Ocupou temporariamente o lugar de uma escultura encomendada a Cobaert que ainda não tinha sido produzida. Quando esta última foi concluída, não agradou ao clero de São Luís dos Franceses . Foi removida e parte da quantia, retida dos honorários do escultor, foi usada para pagar a Caravaggio pela pintura final, que acabou por formar um tríptico com O Martírio e a Vocação de São Mateus, instalado em ambos os lados do retábulo:Caravaggio recebeu 400 escudos  por esta tripla encomenda, uma quantia muito alta para a época. No novo contrato, o pintor é referido como "Magnífico Dominus", de " ilustre mestre ". Por outro lado, Giovanni Baglione, um dos primeiros e mais influentes biógrafos de Caravaggio, mas também o seu inimigo declarado, pretende confundir escultura e pintura: ele afirma, portanto, que a pintura da primeira versão de São Mateus e o Anjo desagradou a todos.

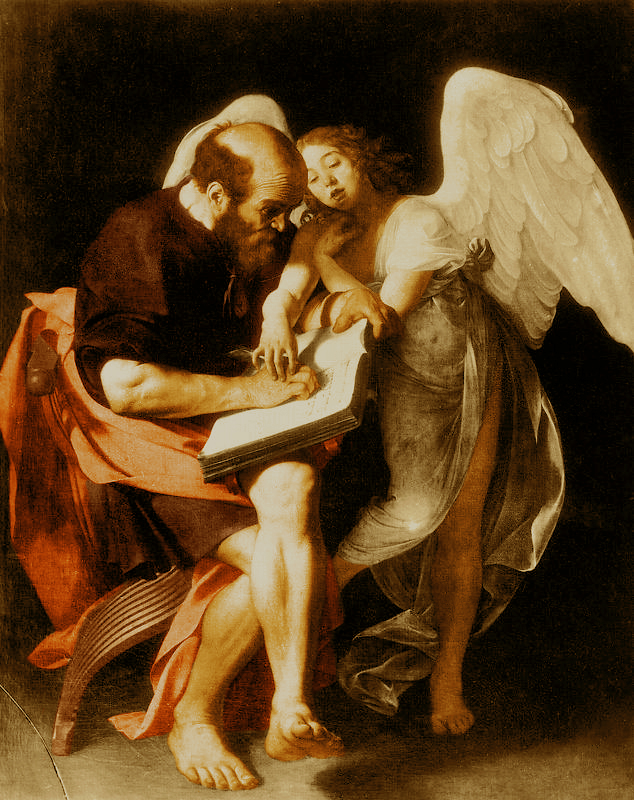
São Mateus e o Anjo, 223 × centímetro, 1599, primeira versão. Pintura destruída em maio de 1945 (Berlim).
São Mateus e o Anjo, 295× centímetro, 1602, segunda versão. Igreja de São Luís dos Franceses (Roma).
A Conversão de São Paulo, 237× centímetro, 1600-1601, primeira versão recusada. Coleção Odescalchi (Roma).
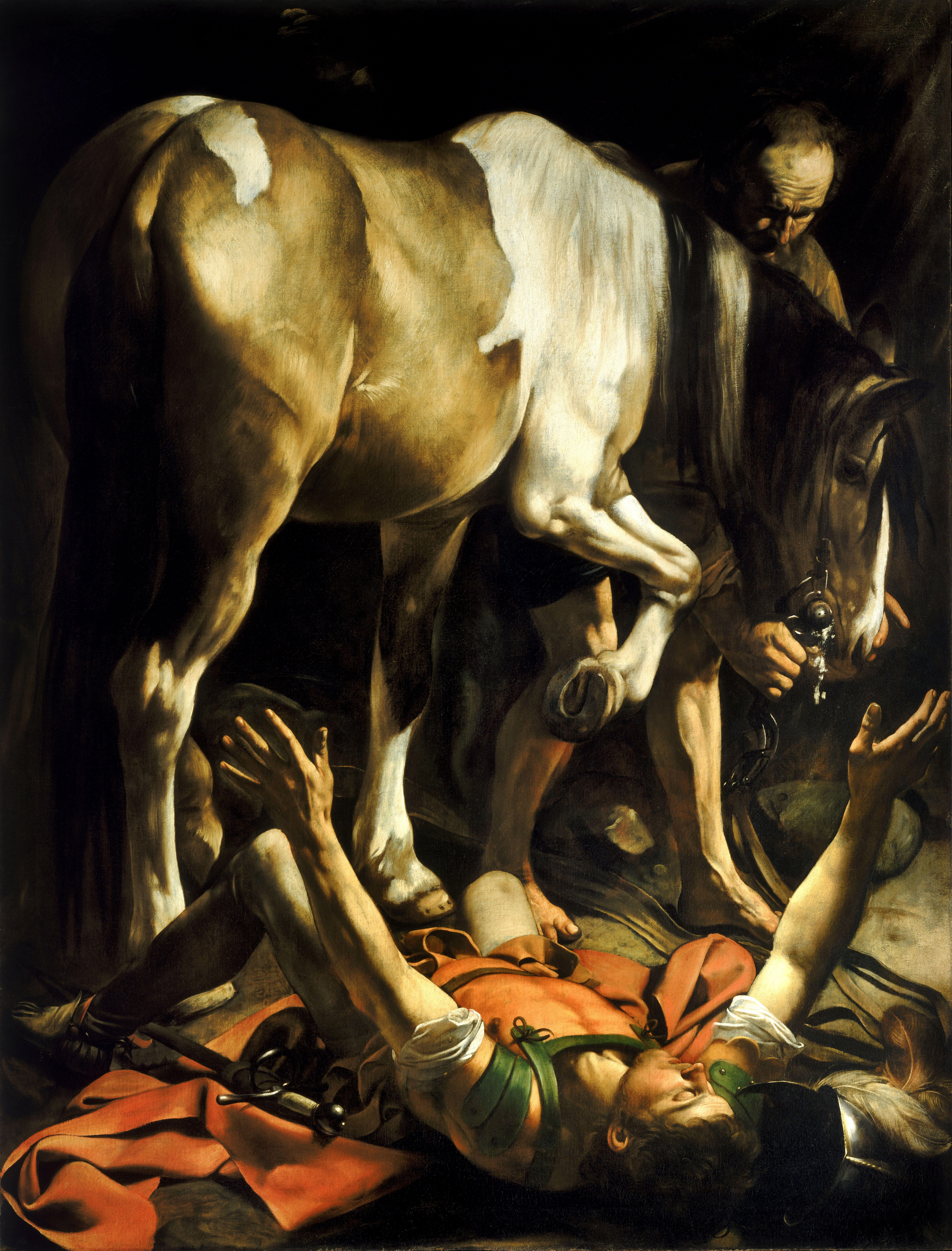
A Conversão de São Paulo, 230 × centímetro, c.1604, segunda versão. Capela Cerasi da Igreja de Santa Maria del Popolo (Roma).

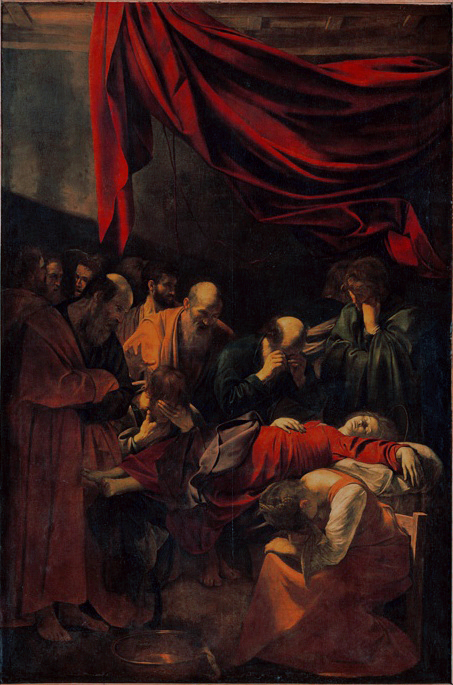
A Morte da Virgem, 369 ×, 1605-1606. Museu do Louvre, Paris.

A pintura mais famosa de Caravaggio no Louvre, A Morte da Virgem, teve um destino parecido: continua a circular o boato de que a pintura desagradou aos monges por causa dos pés descalços e do corpo excessivamente humano da Virgem. Segundo Ebert-Schifferer, a realidade foi um pouco diferente: a pintura foi de fato retirada, mas primeiro foi pendurada e admirada. O seu padrinho recebeu-a e apreciou-a, e ela permaneceu no altar por algum tempo. Não desagradou, portanto, aos Carmelitas Descalços, como já foi dito e repetido. Eles não viam nada de errado nos pés descalços e na pobreza dos primeiros cristãos vistos na tela. Esses monges procuravam imitar a vida dos cristãos que lhes serviam de modelo, assim como procuravam imitar a vida de Jesus. Juraram andar descalços, com sandálias simples, seguindo o espírito da Reforma Católica. A Virgem aparece na pintura vestida de forma simples, com o corpo de uma mulher comum, já não muito jovem - o que é correto - nem muito esbelta, o que é aceitável. E a pintura cumpre, até nos detalhes, com as exigências de Carlos Borromeu para o gesto de Maria Madalena que esconde o rosto. No entanto, na época do enforcamento, houve um boato de que foi uma cortesã que posou para a Virgem. Quem espalharia esse boato tinha todo o interesse em que a pintura fosse removida da igreja 
Salvy realça ainda a inconsistência de certas recusas, nomeadamente as das pinturas para a capela Cerasi (na igreja de Santa Maria del Popolo): A Conversão de São Paulo e A Crucificação de São Pedro. De facto, estes dois painéis de madeira pintados foram rejeitados, mas depois substituídos por telas, desta vez aceites; No entanto, parece óbvio que a segunda versão de A Conversão é ainda menos convencional ou "adequada" do que a primeira. Isto pode ser explicado pelo poder do patrocinador, “capaz de impor os seus gostos a um baixo clero ignorante e resistente a qualquer novidade”, mas Salvy indica que isto também tende a provar paradoxalmente o sucesso de Caravaggio, pois é sempre ele que está contactado para produzir uma segunda versão das obras contestadas, em vez de pedir a outro pintor mais convencional.

#### Arte e violência

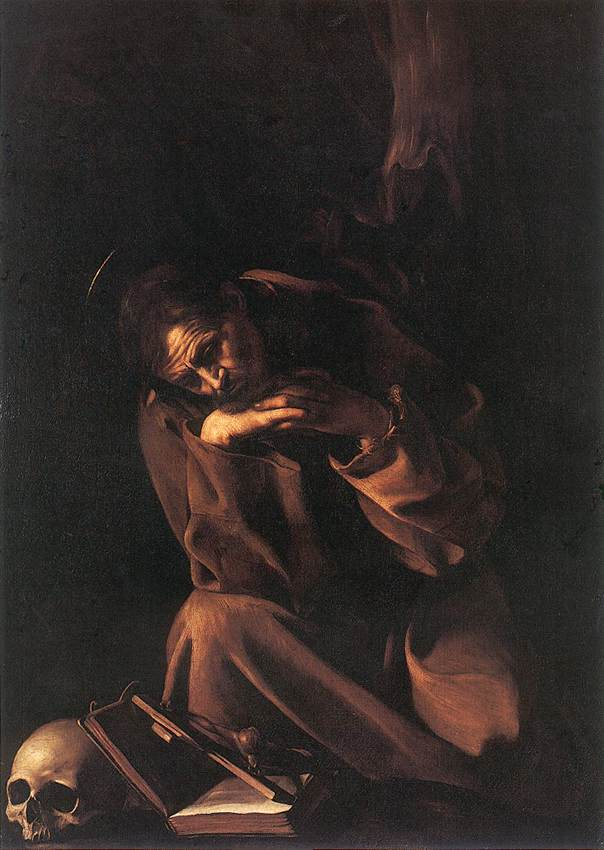
São Francisco em meditação sobre o crucifixo, 128 ×, 1606. Museu Cívico em Ponzone, Cremona.

Pesquisas realizadas recentemente pelos maiores especialistas relativizam as alegações que tendem a desqualificar Caravaggio e a sua pintura, segundo uma tradição que remonta aos seus contemporâneos e em particular a Baglione. Estes textos antigos devem ser comparados com os documentos da época em que se encontram nos arquivos. Brejon de Lavergnée observa no método de Ebert-Schifferer a análise atenta das fontes (Van Mander, Giulio Mancini, Baglione e Bellori) e observa que tal análise põe em causa o cliché mais generalizado sobre Caravaggio: o seu carácter violento. A expressão provém originalmente de um texto do holandês Van Mander, publicado em 1604, que retrata o pintor como um homem sempre pronto a lutar e a causar problemas. No entanto, o estudo dos relatórios policiais da época sugere que Van Mander estava mal informado e que assumiu de Caravaggio aquilo do que é acusado o seu amigo e alter ego, Onorio Longhi, que, no final do ano de 1600, foi submetido a três meses de interrogatório. Está estabelecido que as duas queixas contra Caravaggio foram refutadas. Foi criticado por andar armado, mas isso pode ser explicado situando o artista no seu contexto social. Van Mander e Van Dijck, que notaram este fato, ficaram admirados porque eram estrangeiros. A obra foi desacreditada tanto quanto o pintor e, curiosamente, por causa do seu sucesso.
Ainda que seja certo que Caravaggio cometeu de facto um homicídio e que se mostrou regularmente agressivo e susceptível, é apropriado, por um lado, situar a sua moral no contexto da época e, por outro lado, ter o discernimento para não equiparar necessariamente o estilo de vida com as escolhas artísticas. Sobre este último ponto, um olhar objectivo sobre as obras do período napolitano e depois siciliano (isto é, após a fuga de Roma) não nos permite perceber claramente nem a culpa nem o tormento interior. Ebert-Schifferer apoia particularmente esta análise na observação de dois quadros : São Francisco em meditação sobre o crucifixo (provavelmente 1606) que se segue imediatamente à sua fuga, depois A Ressurreição de Lázaro (1609) produzida em Messina. Mostra os limites da hipótese segundo a qual o artista expõe o seu arrependimento no rosto sofredor de São Francisco : Tal identificação baseia-se na hipótese de que o pintor desesperado quis retratar aqui o seu arrependimento. Ora, Francisco não está absolutamente atormentado pela sua consciência; apenas se identifica com a Paixão de Cristo." Da mesma forma, na Sicília : "Aparentemente não há razão para crer que o assassinato de Ranuccio Tomassoni tenha pesado na sua consciência […] O auto-retrato incluído na Ressurreição de Lázaro, tal como nas suas pinturas anteriores, atesta que se considerava um cristão convicto e não um homem desesperado, sujeito a pressentimentos e pensamentos mórbidos, como é quase unanimemente admitido." Isto também não significa que Caravaggio não tenha sofrido de todo com a sua situação de exilado, nem com certos reveses, como a perda do título de cavaleiro, que certamente o perturbaram; mas é sem dúvida abusivo querer interpretar a sua obra por este prisma.
Quanto à atitude frequentemente sensível e violenta de Caravaggio — também efetivamente atestada por vários documentos e atas de julgamento —, os elementos contextuais devem, no entanto, ser tidos em conta antes de se tirarem conclusões precipitadas sobre o seu caráter extraordinário. A moral da jovem aristocracia romana da época podia conduzir efectivamente a atitudes deste tipo, e beneficiou muitas vezes da benevolência das instituições, como se comprova pelo perdão concedido pelo Papa a Caravaggio, apesar do crime de sangue de que era culpado. Por conseguinte, o porte ilegítimo da espada que lhe rendeu estadias na prisão em Roma deve ser considerado um delito menor para a época. Esse fato pode estar relacionado com as convenções e valores compartilhados por nobres e até mesmo pequenos nobres, cujo código de honra adverte que alguém pode ficar desacreditado para o resto da vida se não responder a uma afronta. A época é de enorme violência e existe um certo fascínio pela morte. Esses códigos são amplamente compartilhados em muitos países da cristandade.
Ebert-Schifferer resume sua visão nestes termos: : "É, por isso, um erro julgar os crimes de Caravaggio, que eram bastante comuns para a época, como a expressão de uma perturbação de personalidade que se refletiria também nas suas obras. Estas escapadelas não impediram nenhum dos seus admiradores, por mais piedosos que fossem, de lhe encomendar pinturas, muito pelo contrário".
Seja como for, o trabalho de depreciação empreendido pelos primeiros biógrafos de Caravaggio (em primeiro lugar o seu inimigo Giovanni Baglione, ecoado por Bellori) produz frutos eficazes e contribui, sem dúvida, para atenuar a apreciação do papel essencial que ele desempenha no mundo artístico. Foi apenas no início do século XX, e com o trabalho de especialistas apaixonados como Roberto Longhi e Denis Mahon, que se reconheceu a importância da obra de Caravaggio e a extensão da sua influência nas artes visuais dos séculos seguintes.

### Caravagismo
| “ | Não tendo mestre, não teve alunos. | ” |

 Esta agradável citação de Longhi, que sem dúvida merece ser acolhido , significa ao mesmo tempo que Caravaggio consegue criar o seu próprio estilo a partir de influências preexistentes, superando assim qualquer " mestre " que o teria guiado ou precedido, mas também que ele não constituiu uma escola à sua volta, a bem dizer. Longhi prefere falar de " círculo " ao qual se juntam livremente mentes também elas livres. Já durante a vida de Caravaggio, as suas ideias e técnicas foram retomadas por diversos pintores de diferentes origens europeias, mas todos reunidos em Roma, muitas vezes agrupados sob o nome de Caravaggescos, devido ao êxito das pinturas do mestre, bem como às variantes posteriormente feitas para colecionadores, mas também por causa do seu elevado preço. Os poucos amigos íntimos de Caravaggio e os seus muitos seguidores apreenderam aquilo que lhes era transmitido o que foi traduzido como " Manfrediana methodus " , ou seja, o método de Manfredi, pintor cuja vida é pouco documentada e que pode ter sido criado a partir de Caravaggio durante parte do período romano. Também é possível, embora sem certeza, que Mario Minniti e o misterioso Cecco (também conhecido como Francesco Buoneri  ?) terão sido colaboradores ou seus alunos diretos.

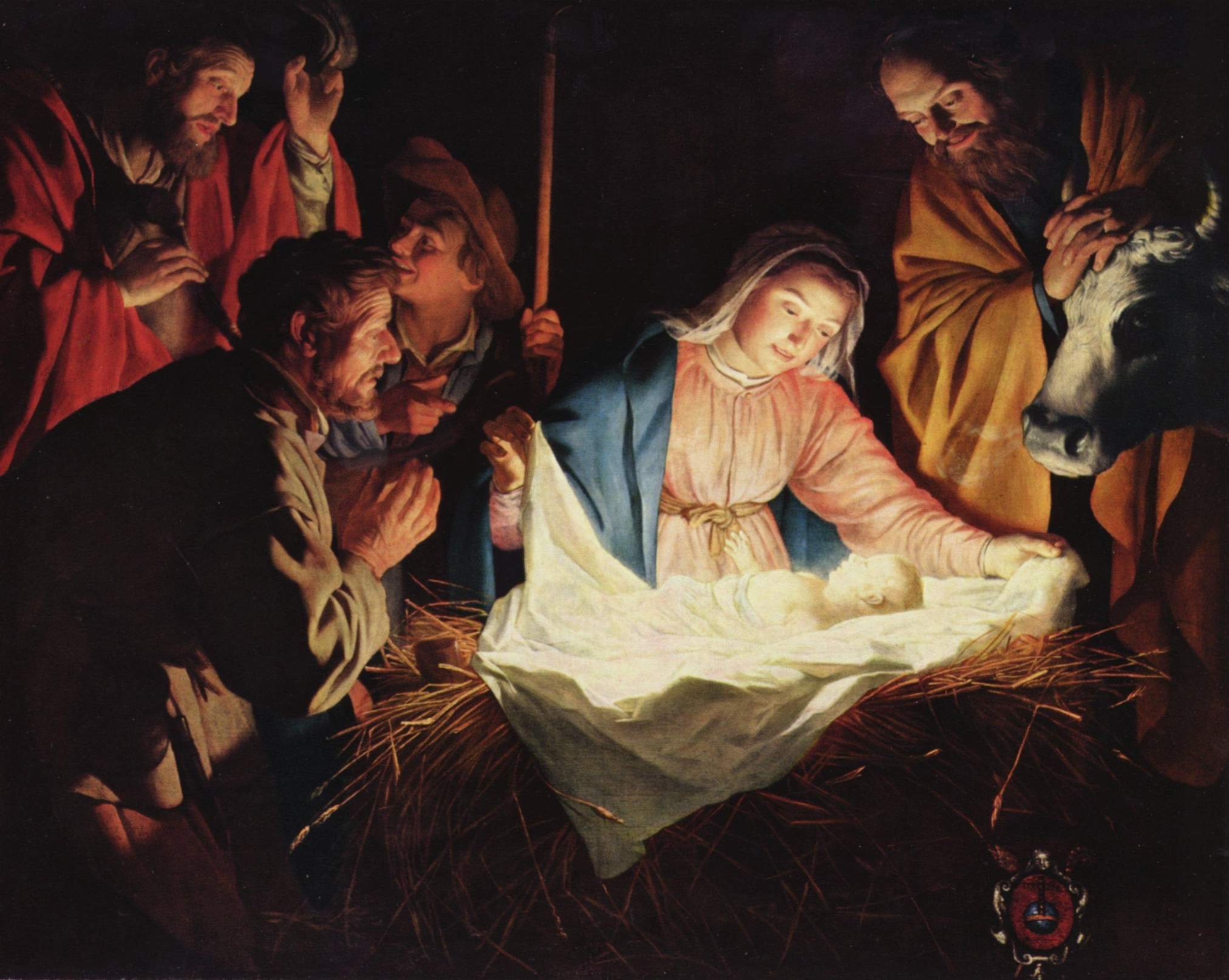
A Adoração dos Pastores de Gerrit van Honthorst, 1622, Museu Wallraf Richartz. Van Honthorst é um dos representantes mais proeminentes da escola caravaggesca de Utrecht.

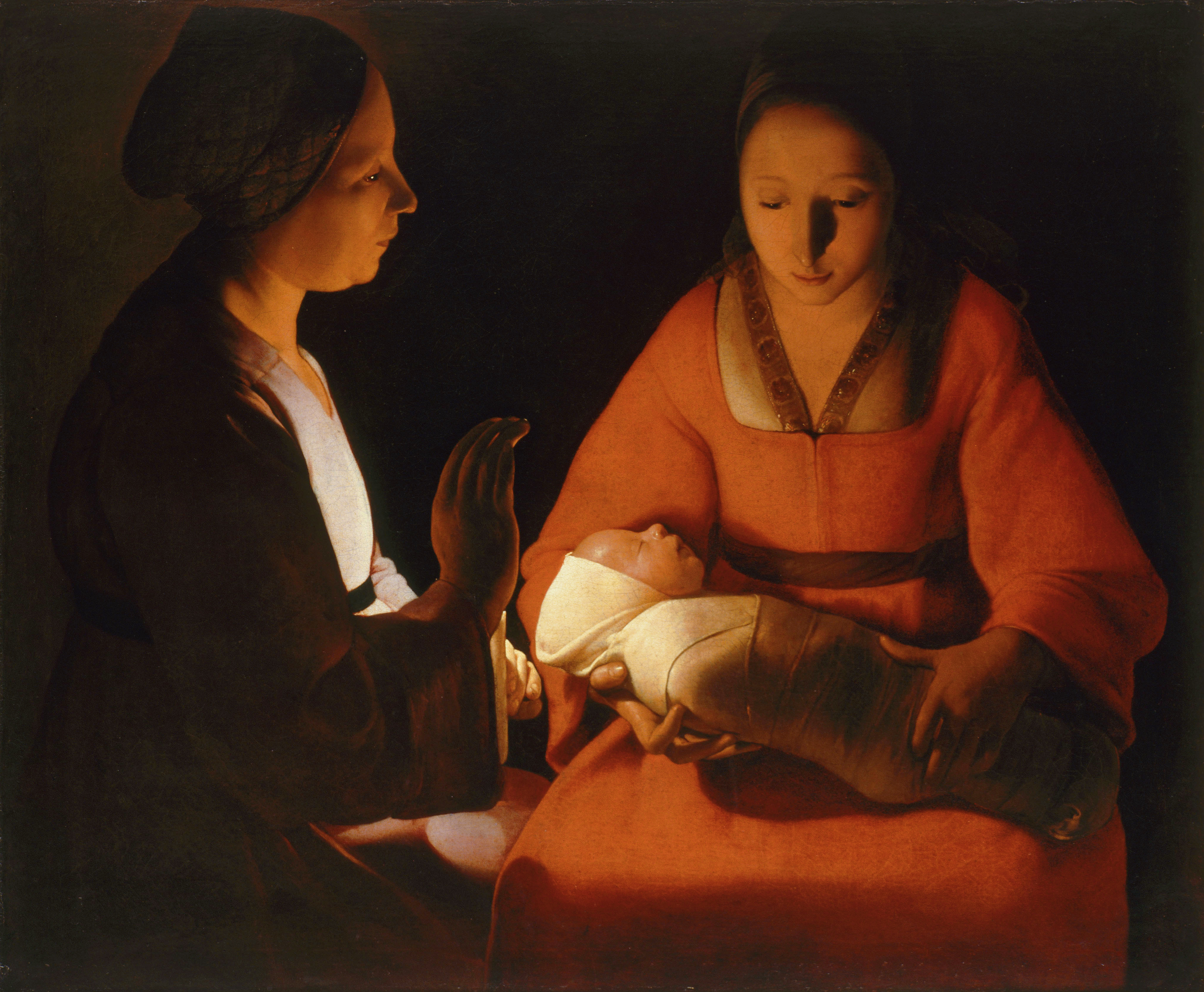
A influência de Caravaggio pode ser vista, por exemplo, no jogo de luz e sombra em O Recém-Nascido, 76 × 91 cm, de Georges de La Tour, por volta de 1648, Musée des Beaux-Arts de Rennes.

O movimento Caravaggio foi extremamente rico e variado ao longo do século XVII. Os primeiros imitadores do estilo Caravaggio não estão todos isentos de escárnio, como é duramente vivenciado por Baglione em a sua Ressurreição, ridicularizada por Gentileschi e pelo próprio Caravaggio em 1603; outros integram com sucesso elementos de Caravaggio, mas de forma mais ou menos intensa. O flamengo Rubens, por exemplo, inspirou-se sem tanto na pintura italiana quanto em Caravaggio sem contudo imitá-la.; outros como o romano Orazio Borgianni ou o napolitano Caracciolo reaproximaram-se consideravelmente das intenções do mestre .
Após a morte de Caravaggio, uma segunda vaga de discípulos surgiu ao longo de uma década, de 1615 a 1625, na sequência deBartolomeo Manfredi em particular, e que inclui também um bom número de flamengos, bem como os muito pouco conhecidos Matthias Stom, ou como Gerrit van Honthorst (“ Gerard das Noites ") — a ponto de ter sido criada uma escola particular de Caravaggio, mais tarde chamada de "de Utreque", direcionada a esses diferentes pintores do norte. Tratou-se de um período de considerável difusão, por toda a Europa, das pinturas de Caravaggio para uso privado,  não só para Norte, mas também para França e Espanha, através da região de Nápoles então sob domínio espanhol: O Santo Serapião do espanhol Francisco de Zurbarán em 1628 é exemplo duma vibrante homenagem à arte de Caravaggio.
A terceira década constituiu essencialmente o último período próspero do Caravaggio europeu, com os recém-chegados a Roma, como os franceses Valentin de Boulogne, Simon Vouet ou o ticinense Giovanni Serodine  ; No entanto, o espírito do caravaggismo sobrevive de várias formas, notadamente em certos pintores de pequenos formatos com temas " burlescos " reunidos sob o nome de " bamboccianti ", mas também entre pintores importantes que seguiram o movimento mais tarde (Georges de La Tour ) ou que assumiram vertentes muito diferentes, o que pode mesmo pôr em causa a sua integração no caravaggismo (Diego Velazquez, Rembrandt ). É comum a muitos pintores uma certa ambivalência ao longo do século, entre a atracção pelo poder da arte caravaggesca e outros elementos de atracção contemporânea, como o Luminismo Veneziano, o Maneirismo, etc. A diversidade do estilo de Louis Finson é um testemunho exemplar, pois é frequentemente considerado um dos discípulos mais próximos do mestre Caravaggio.

### Influência a longo termo

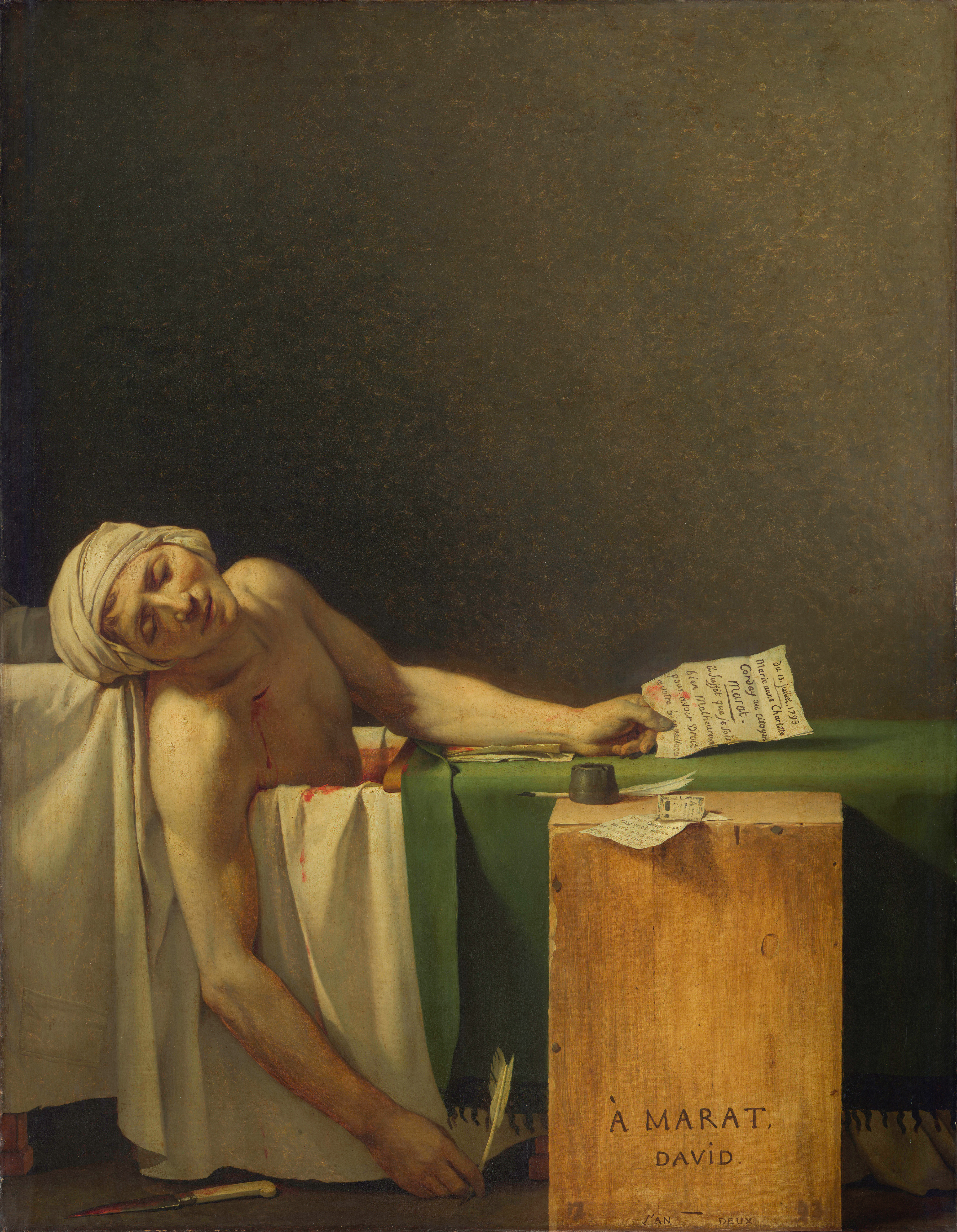
A Morte de Marat (1793), de Jacques-Louis David, é inspirada no estilo caravaggiano. Museus Reais de Belas Artes da Bélgica, Bruxelas.

Paralelamente e depois destas escolas caravaggescas, a obra de Caravaggio manteve-se influente : muitos pintores como Georges de La Tour , Velazquez , Rubens  ou Rembrandt manifestaram nas suas pinturas ou gravuras o seu apreço pela obra de Caravaggio. Em seguida, verificou-se um enfraquecimento da sua importância na crítica e na história da arte até ao século XIX. Houve portanto um influência evidente sobre Jacques-Louis David, influência declarada pelo artista, cuja primeira grande obra (São Roque intercedendo junto da Virgem) reproduz de forma idêntica a postura do peregrino de A Madona dos Peregrinos, tal como em Marat é inspirado no O Sepultamento de Cristo do Vaticano.

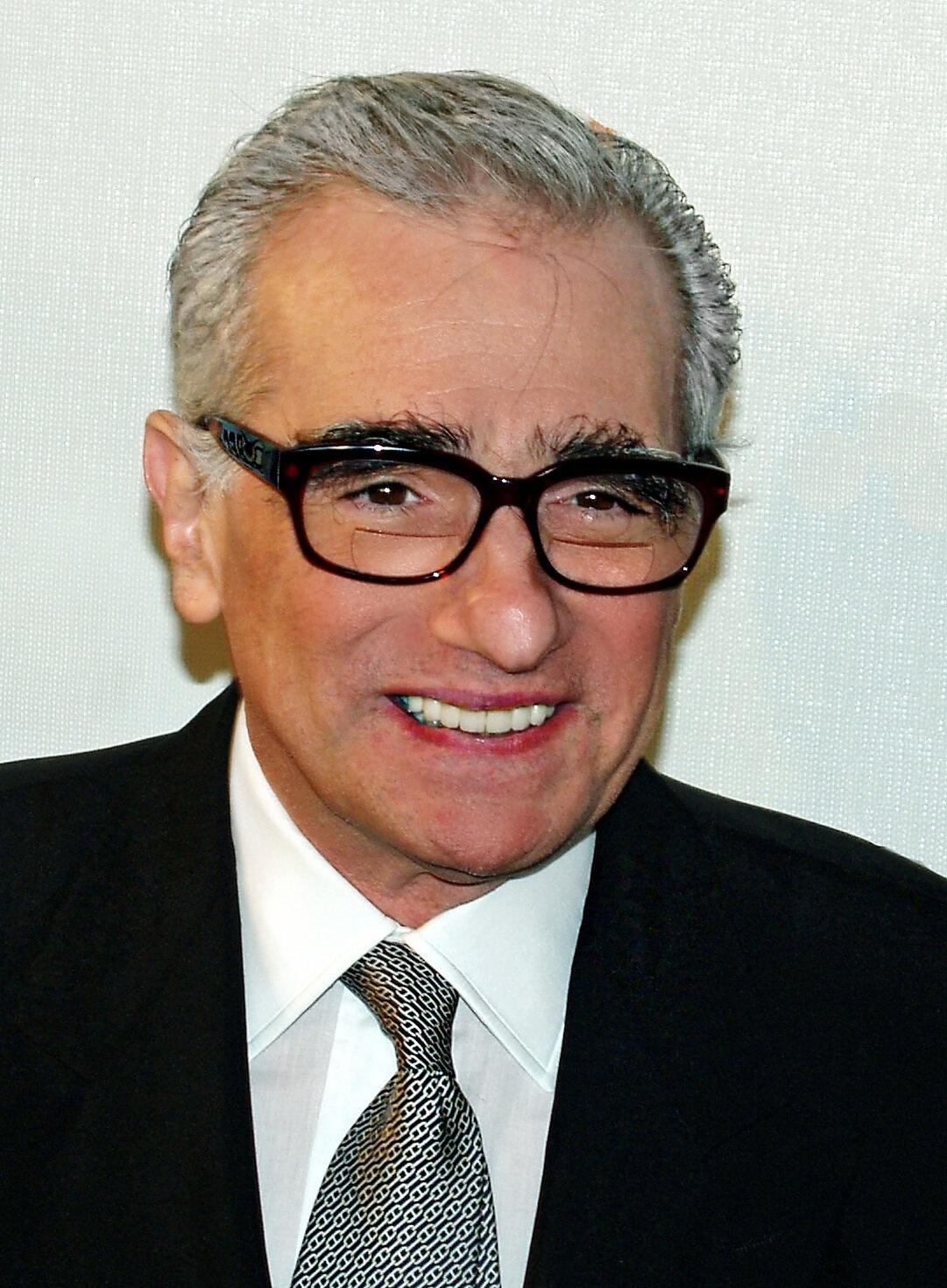
O diretor americano Martin Scorsese reconhece a influência que Caravaggio teve na sua arte.

René Jullian refere a ele como um dos pais espirituais da escola realista do século XIX: "o realismo que floresceu em meados do século XIX encontrou em Caravaggio o seu patrono natural". A abordagem naturalista de Caravaggio, vista assim da sua perspectiva realista aos olhos dos artistas do século XIX aparece assim ecoado nas obras de Géricault, Delacroix, ou mesmo Courbet e Manet. Roberto Longhi também destaca a estreita relação entre Caravaggio e o realismo moderno, e afirma que « Courbet foi diretamente inspirado por Caravaggio »; Longhi também estende essa influência nas naturezas-mortas de Goya, Manet e Courbet, entre outros.
Alguns pintores importantes do século XXI como Peter Doig ainda afirmam ter-se inspirado em Caravaggio. Noutra área da expressão artística, muitos fotógrafos e também realizadores de cinema reconhecem a influência de Caravaggio em algumas das suas escolhas na forma de expressão. É o caso, por exemplo, de Martin Scorsese, que reconhece que lhe deve muito, nomeadamente nos seus filmes Caminhos Perigosos e A Última Tentação de Cristo.; mas os cineastas tão diversificados como Pedro Costa, Pier Paolo Pasolini ou Derek Jarman também foram influenciados. Em termos de estilo cinematográfico, cinema neorrealista italiano é sem dúvida aquele que mais beneficia directamente da influência póstuma de Caravaggio. O historiador de arte Graham-Dixon afirma no seu livro Caravaggio: A Life Sacred and Profane que " Caravaggio pode ser considerado como um pioneiro do cinema moderno."

## Obra de arte

### Evolução do catálogo

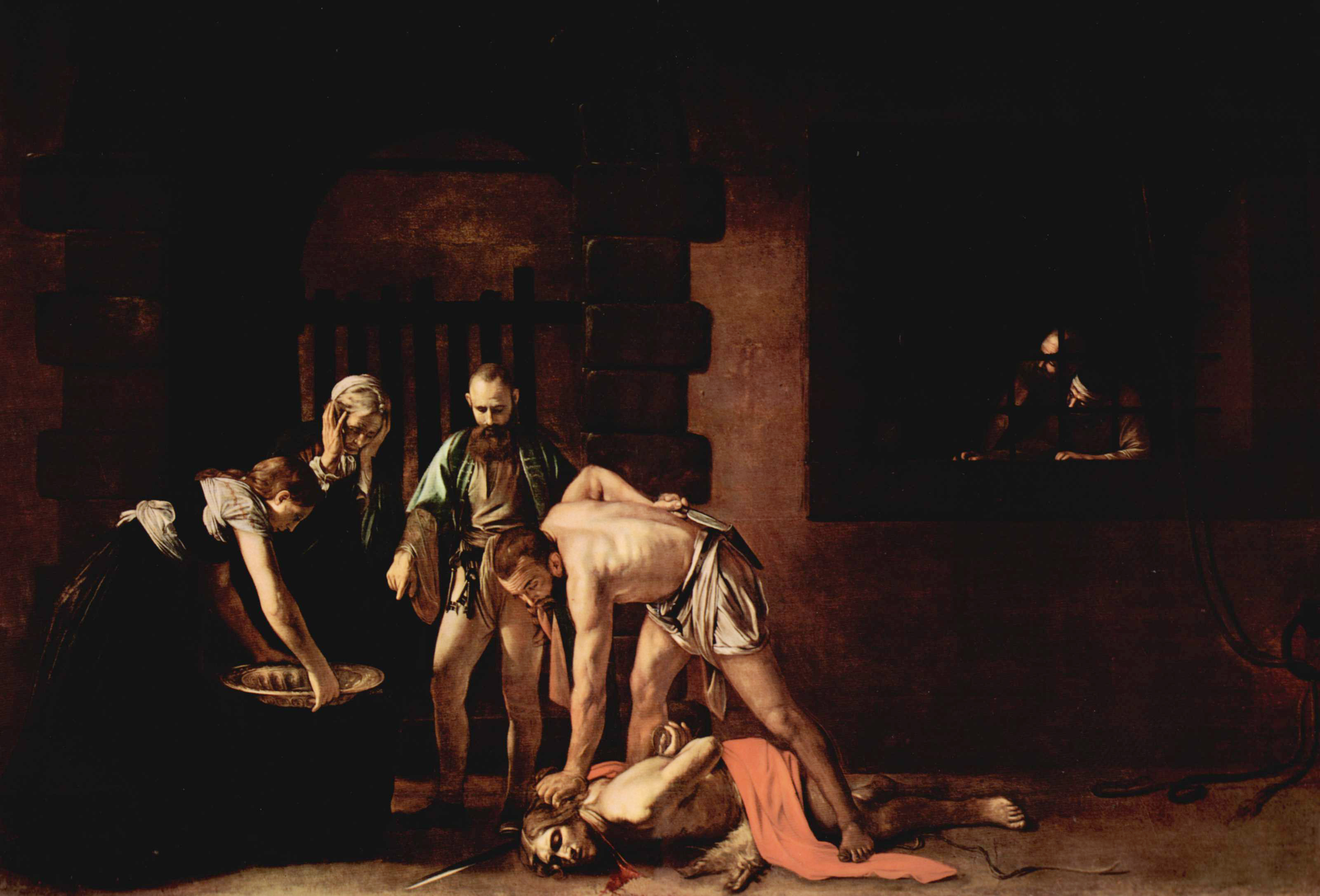
A Decapitação de São João Batista, 361 × 520, 1608. Co-Catedral de São João, Valletta, Malta.

Como não foi encontrado nenhum desenho de Caravaggio, toda a sua obra conhecida consiste em pinturas.  Durante os primeiros censos, entre os séculos XVIII e o século XIX, há mais de 300 pinturas atribuídas a Merisi.; contudo a estimativa de Roberto Longhi é muito mais reservada : «ao todo, cerca de cem pinturas ». Este número caiu para cerca de 80 em 2014, tendo muitos sido perdidos ou destruídos . Neste grupo, cerca de sessenta obras são unanimemente reconhecidas pela comunidade de estudiosos de Caravaggio, e algumas outras são mais ou menos contestadas quanto à sua atribuição.
Como a maioria dos artistas desse período, Caravaggio não assinava nem datava as suas pinturas, há excepção de duas das suas obras : A Decapitação de São João Baptista, que é simbolicamente assinada com a representação do sangue a jorrar na parte inferior da pintura, e a primeira versão (autenticada em 2012) da Cabeça da Medusa. As atribuições são complicadas pelo facto de ser prática comum na época alguns artistas executarem cópias ou variações das suas pinturas de maior sucesso - o que Caravaggio faz em diversas obras, como  em A Adivinha - mas também pelo facto de que outros artistas podem ser contratados para fazer cópias de pinturas altamente conceituadas. No entanto, análises estilísticas e físico-químicas aprofundadas (nomeadamente por reflectografia infravermelha e exame autorradiográfico, favorecem a percepção de estágios iniciais ou anteriores sob a pintura final), combinadas com pesquisas arquivísticas, permitem abordar um catálogo bastante preciso da obra de Caravaggio
Outras eventuais obras desapareceram durante a época de Caravaggio ou após a sua morte, três das suas pinturas foram destruídas ou roubadas em Berlim em 1945, no final da Segunda Guerra Mundial: São Mateus e o Anjo (a primeira versão destinada à Capela Contarelli, temporariamente exposta e depois vendida em privado, e entretanto substituída por uma segunda versão), Retrato de uma Cortesã e Cristo no Monte das Oliveiras. Para além destas, a Natividade com São Francisco e São Lourenço foi roubada do Museu de Palermo em 1969 (provavelmente pela máfia siciliana) e desde então nunca mais foi encontrada. Por fim, é possível que as pinturas instaladas na igreja de Santa Ana dos Lombardos em Nápoles tenham desaparecido num terramoto em 1805 : consta-se que poderá ter sido um São João, um São Francisco e uma Ressurreição[carece de fontes?].

### Polémicas de atribuição

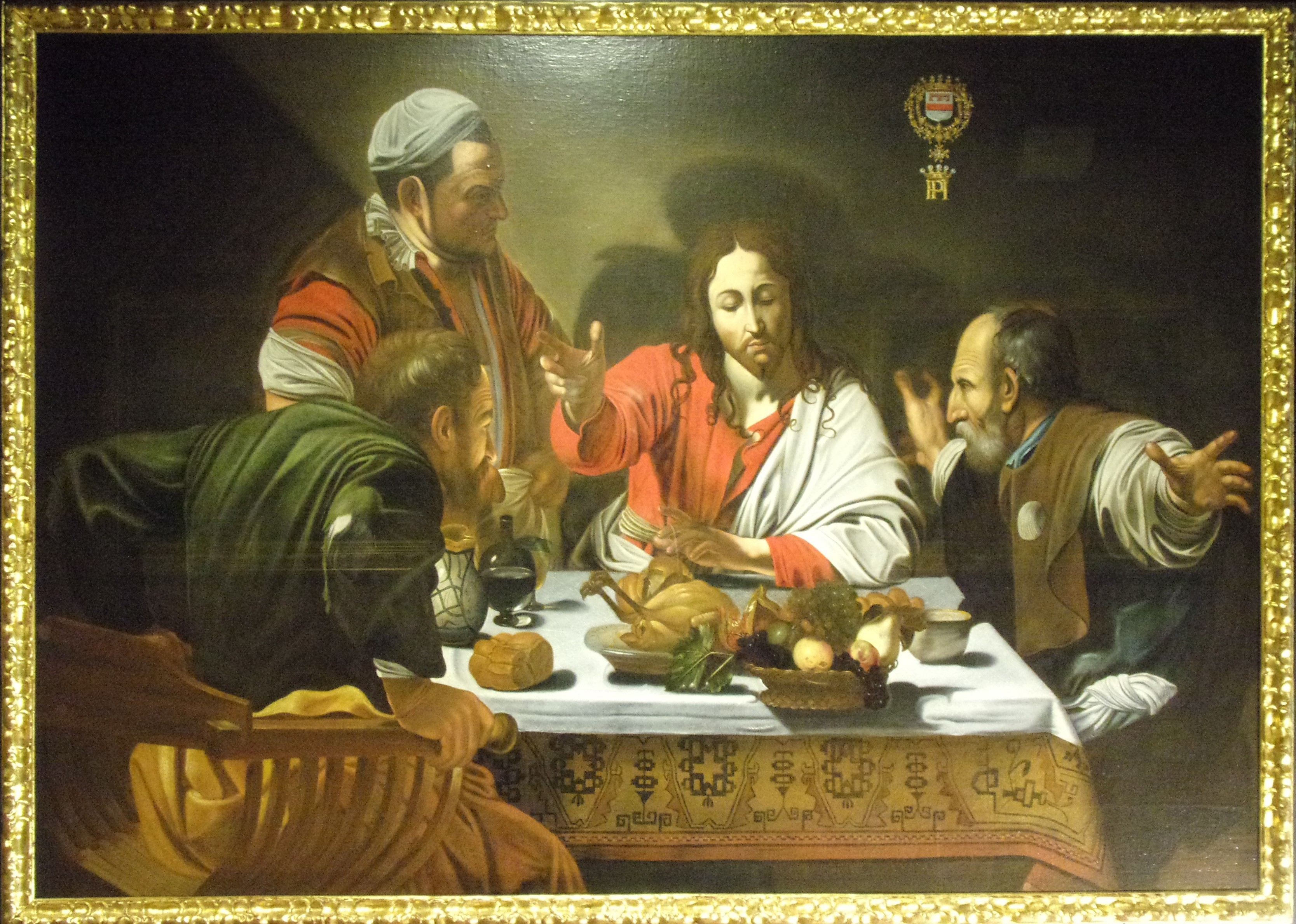
Le Souper à Emmaüs. Galeria Saint-Antoine, Loches.

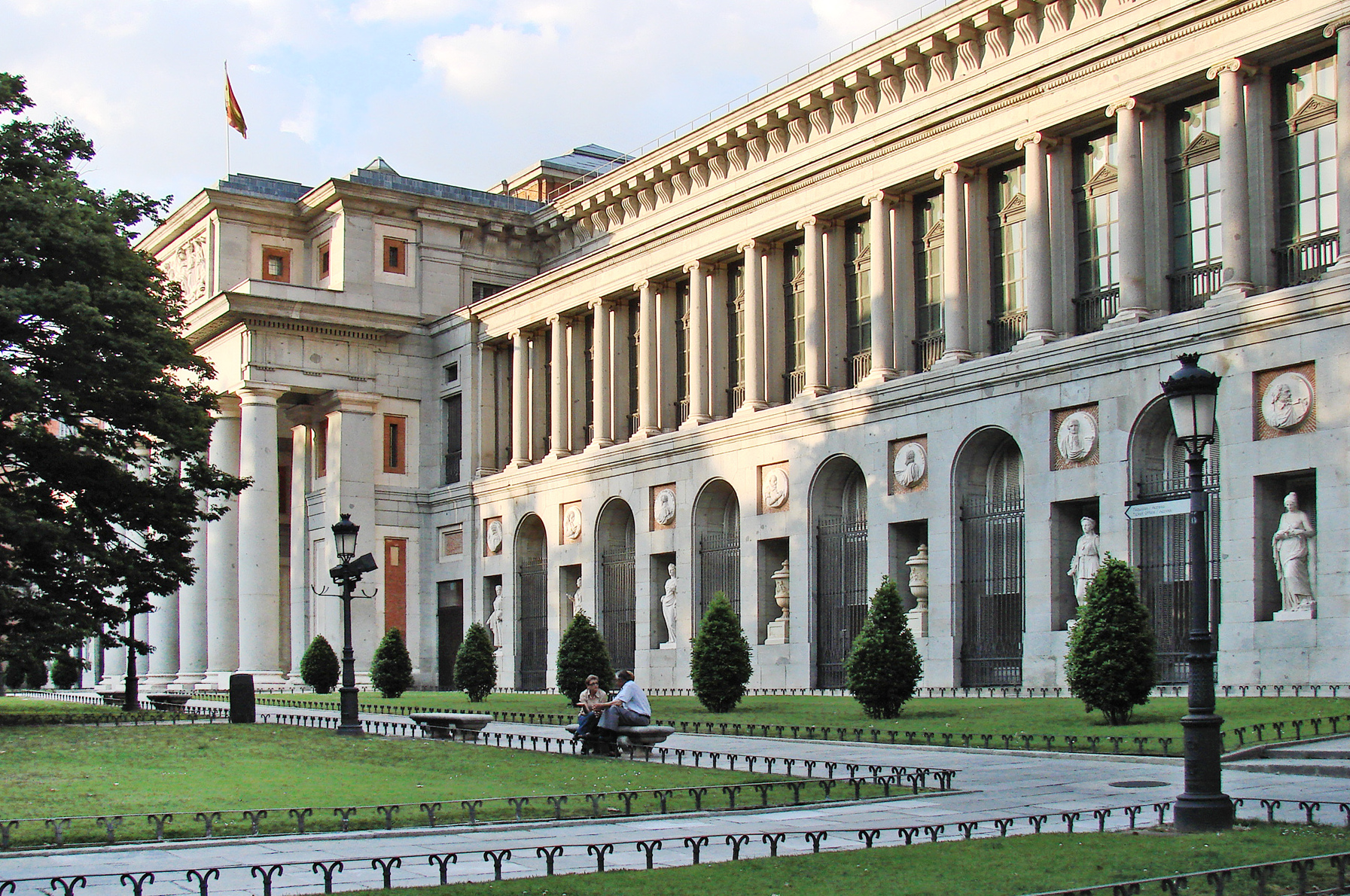
O Museu do Prado em Madrid está envolvido na investigação da pintura descoberta em 2021, um Ecce Homo que na verdade acabou por ser reatribuído a Caravaggio.

No início de 2006, surgiu uma controvérsia sobre duas pinturas encontradas em 1999 na igreja de Saint-Antoine em Loches na França. Esta é uma versão de Ceia em Emaús e uma versão de A Incredulidade de São Tomé. A sua autenticidade, afirmada pelo historiador de arte José Frèches, é contrariada por outro historiador especialista em Caravaggio, o britânico Clovis Whitfield, para quem são de Prospero Orsi, por Maria Cristina Terzaghi, professora da Universidade de Roma III, também especialista em Caravaggio, que não sabe a quem atribuí-las e por Pierre Rosenberg, antigo director do Louvre, e Pierre Curie, conservador do Inventário e especialista em pintura italiana do século XVII, que os consideram cópias antigas do século XVII. · . O município de Loches, apoiando a hipótese das pinturas produzidas pelo artista, sublinha que Caravaggio executou frequentemente várias versões da mesma pintura, chegando ao ponto de fazer quase cópias com apenas alguns detalhes diferentes e que aparecem efectivamente num inventário autografado de Philippe de Béthune de 1608 indicando duas pinturas originais de Caravaggio. O brasão de Béthune também está pintado nas pinturas. Estão classificados como monumentos históricos desde 2002 como cópias.

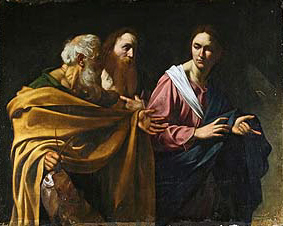
O Chamado de São Pedro e Santo André, 140 × 176 cm, 1603-1606, óleo sobre tela. Coleção Real, Londres.

Em Londres, uma nova obra de Caravaggio foi autenticada em 2006, sendo então novamente considerada uma cópia de uma pintura perdida.. Relegada para os porões da colecção real do Palácio de Buckingham, esta pintura intitulada A Vocação de São Pedro e Santo André e até então considerada uma cópia, foi atribuída em novembro de 2006 ao pintor e exibida pela primeira vez em março de 2007 numa exposição dedicada à arte italiana. O ecrã, que mede 140 cm de altura por 176 cm de largura, sai de uma restauração. O editora da Royal Collection, no entanto, afirma que se trata de uma cópia de Caravaggio e oferece também o título alternativo de Pedro, Tiago e João.
Em 2010, no Vaticano, uma pintura representando o martírio de São Lourenço e pertencente à Jesuítas foi reivindicada como sendo de Caravaggio. No entanto, a longoprazo, esta atribuição perdeu valor. · .
Em 5 de Julho de 2012, cerca de cem desenhos e algumas pinturas feitos na sua juventude foram encontrados por especialistas numa colecção dentro do Castelo Sforzesco em Milão. Esta atribuição, questionada por quase todos os especialistas do pintor, é muito improvável. · .
Em abril de 2016, dois especialistas revelaram que uma pintura encontrada por acaso dois anos antes na região de Toulouse poderia ser da mão de Caravaggio. Esta pintura é uma versão de Judite e Holofernes, anteriormente conhecida apenas como sendo da autoria de Louis Finson, identificada como uma cópia de um original perdido de Caravaggio. A atribuição desta pintura a Caravaggio é apoiada por alguns especialistas que se baseiam em análises radiográficas para afirmar que não se trata de uma cópia, mas sim de um original, sem contudo suscitar qualquer consenso entre os especialistas. · . No entanto, a importância desta descoberta rapidamente convenceu o Ministério da Cultura francês a classificar esta pintura como um tesouro nacional e emitir uma ordem que o proíba de sair do território, enquanto se aguardavam análises adicionais. · . No final, a pintura não foi adquirida pelo estado francês devido a dúvidas sobre a sua atribuição.; mas foi vendido em 2019 à J. Tomilson Hill, um rico colecionador americano, por uma quantia que não é revelada ao público, mas que se diz ser de 96 milhões de euros (110 milhões de dólares) · .

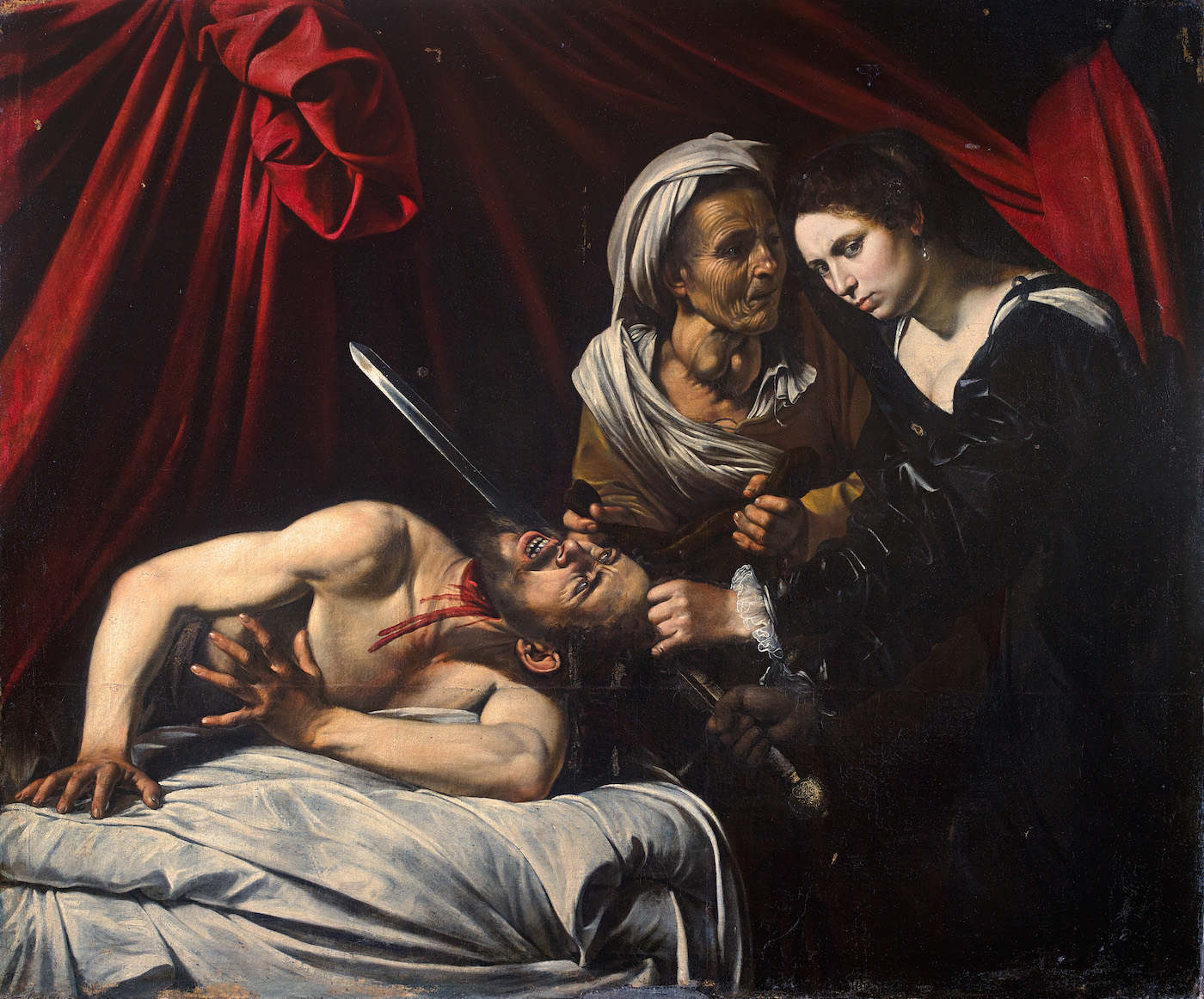
Judite decapitando Holofernes atribuída a Caravaggio, 144 × 173, 1607, encontrada perto de Toulouse em 2014.
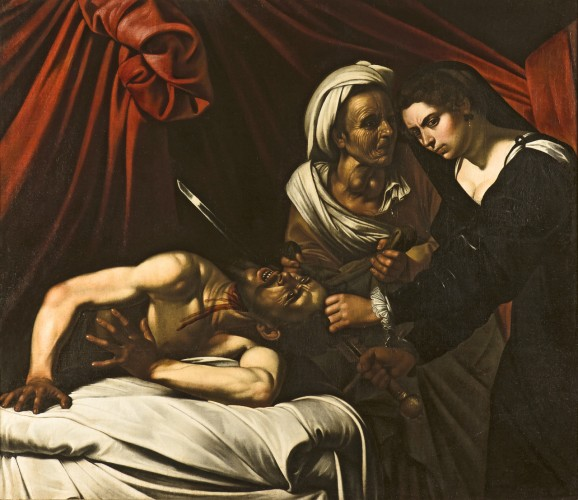
Judite decapitando Holofernes, de Louis Finson, 140 × centímetro, por volta de 1607, Palazzo Zevallos (Nápoles).
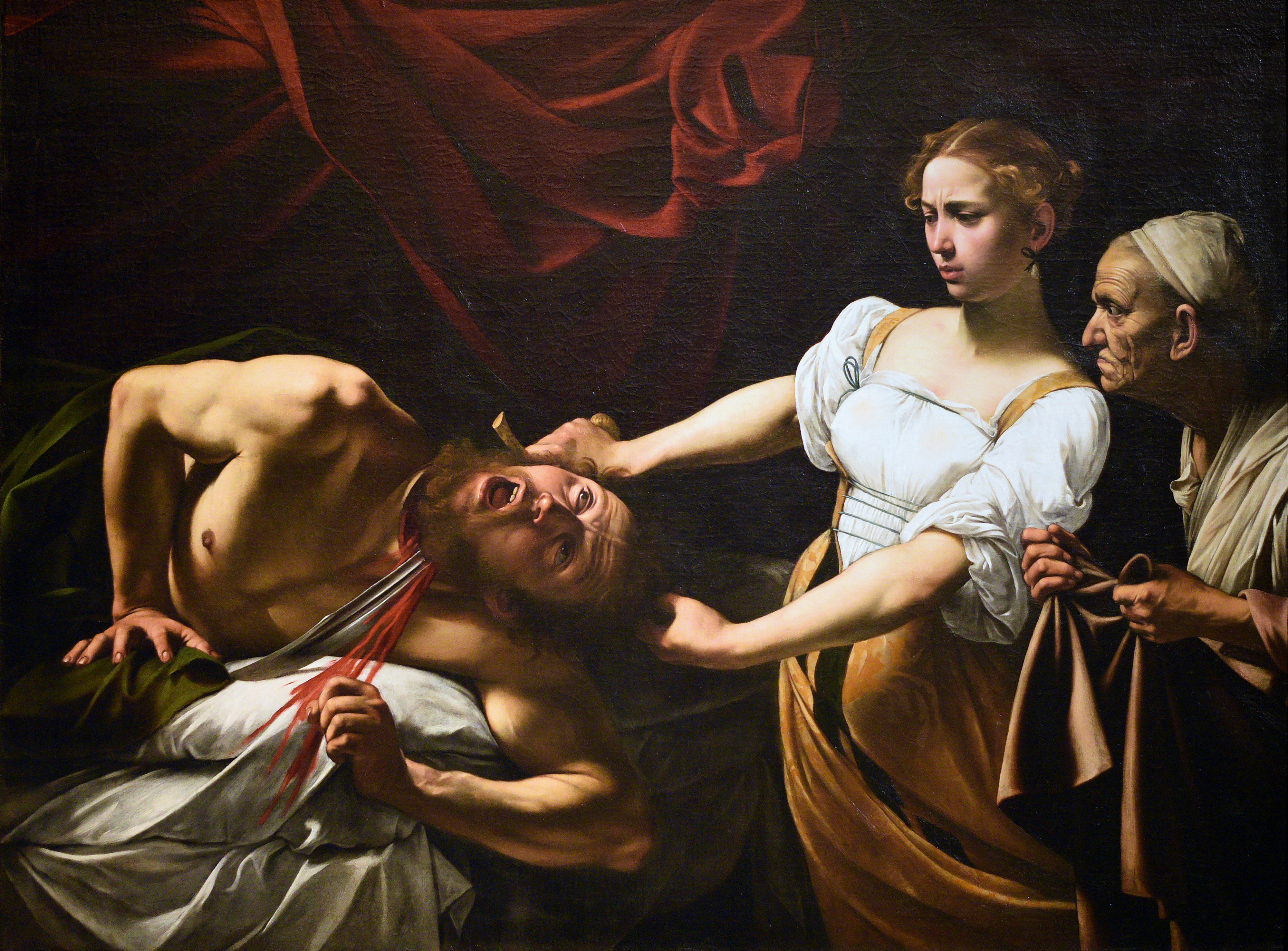
Judite decapitando Holofernes, de Caravaggio, 145 × centímetro, 1598, Galeria Nacional de Arte Antiga (Roma).

## Historiografia
Foram escritos milhares de livros sobre Caravaggio, mas apenas um biógrafo menciona o seu nome numa obra publicada durante a vida do pintor: o holandês Carel van Mander, que publicou o seu Schilderboek em 1604. A partir desta primeira menção, a moral de Caravaggio é julgada com uma severidade que é aumentada pela diferença cultural entre o autor holandês e o meio artístico romano. Em 1615 (cinco anos após a morte de Caravaggio), o seu nome é novamente mencionado em duas novas publicações sobre teoria pictórica rm 1615 (cinco anos depois da morte de Merisi), uma de Agucchi que visa defender uma pintura clássica idealizadora contra a imitação da Natureza por Caravaggio, e a outra do pintor Giulio Cesare. Gigli que evoca o carácter "extravagante" de Caravaggio, mas também o elogia.
A obra do médico de Siena e amante da arte, Giulio Mancini, trado este intitulado Considerações sobre a pintura foi publicado postumamente em 1619, foi importante porque é uma primeira biografia autêntica que deixou um marca duradoura sobre a reputação de Caravaggio. É nela testemunhado o sucesso de Caravaggio em Roma e demonstra admiração pelo seu "grande espírito" e menciona algumas "extravagâncias" na sua atitude, com o cuidado de não espalhar boatos negativas sobre o artista. No entanto, é menciona uma pena de prisão de um ano por "ofensa"cometida em Milão, numa breve nota acrescentada depois e quase ilegível. Este detalhe, cuja veracidade é bastante questionável, foi utilizado pelos inimigos de Caravaggio e amplamente divulgado manchando a sua reputação. Entre os seus adversários estava Giovanni Baglione, que escreveu a biografia do pintor por volta de 1625, publicada em 1642 e que degradou permanentemente a reputação de Caravaggio .

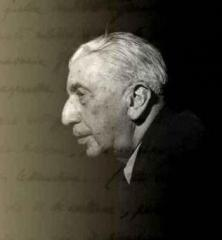
Historiador de arte Roberto Longhi por volta de 1960.

Giovanni Pietro Bellori refere-se assim às acusações de imoralidade devidas a Baglione quando este por sua vez escreveu a biografia de Caravaggio na sua famosa obra concluída em 1645, mas publicada vinte anos depois, Vite dei pittori, scultori ed architetti moderni. Seguindo Agucchi, apresentou-se como defensor de um ideal de beleza ligado a um estilo de vida irrepreensível e criticou violentamente Caravaggio, "morreu tão mal quanto viveu" : Na realidade, tem como alvo principal os Caravaggios que o seguiram. No entanto, reúne uma grande quantidade de informações úteis sobre a vida, a obra e os patronos de Caravaggio. Outras obras foram publicadas ao longo do século XVII, que frequentemente recorrem às afirmações acusatórias de Bellori para confirmar o papel que Caravaggio desempenhou na alegada decadência da pintura (por exemplo, Scaramuccia em 1674, ou a Malvasia bolonhesa quatro anos depois) .Existem, no entanto, algumas publicações, embora muito mais raras, que expressam uma opinião mais claramente laudatória sobre a arte de Caravaggio, incluindo a Teutsche Academie de Joachim von Sandrart.
Paradoxalmente, é possível considerar que a popularidade de Caravaggio a partir do século XX ainda se deve em grande parte á manipulação de Bellori, de acordo com o princípio pós-romântico de que o génio e a criminalidade (ou loucura) estão intimamente relacionados .
No século XX, o renovado interesse do público e dos historiadores de arte por Caravaggio deve muito a Roberto Longhi, que a partir de 1926 publicou uma série de análises sobre Caravaggio, o seu séquito, os seus antecessores e os seus seguidores (sobretudo em França) ; Longhi desempenha um papel importante na ligação do pintor às suas fontes tipicamente lombardas, assim como identifica o papel nocivo dos primeiros biógrafos no seu destino crítico: "a crítica […] fica atolada no pântano de "Ideia" de Bellori e ali permanece, ocupado coaxando contra o artista, até a época do neoclassicismo". Ao lado dele ou seguindo-o, muitos historiadores e críticos de todo o mundo se interessaram por Caravaggio e publicaram numerosos artigos sobre o assunto, nomeadamente na Burlington Magazine : sem ser exaustivo, é possível citar entre os mais importantes os britânicos Denis Mahon, Helen Langdon e John T. Spike, os italianos Lionello Venturi, Mina Gregori, Maurizio Marini e Maurizio Calvesi, os americanos Catherine Puglisi e Richard Spear, os alemães Walter Friedlaender, Sybille Ebert-Schifferer e Sebastian Schütze, o austríaco Wolfgang Kallab , etc.

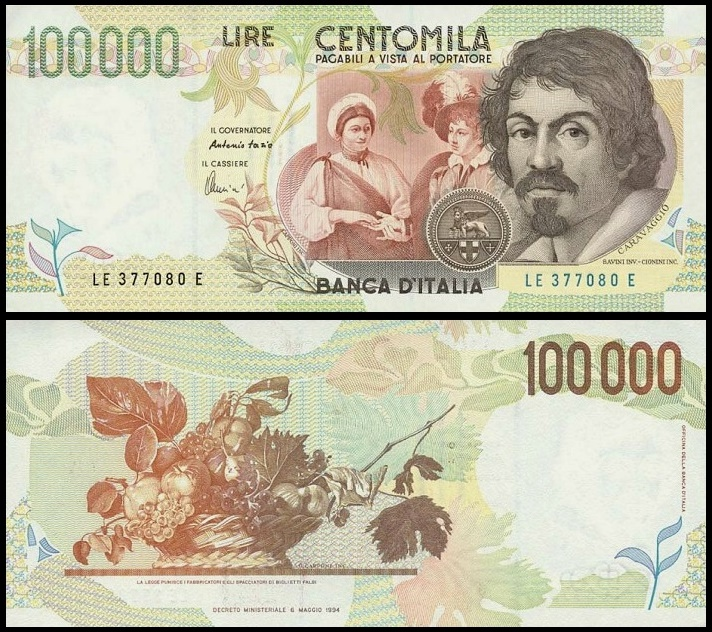
100 000 Lires Caravaggio

## Homenagens
O Banco da Itália imprimiu uma nota de 100 000 lires com a imagem de Caravaggio entre os anos de 1990-1997. A República de São Marinho criou várias moedas em homenagem a Caravaggio em 2010, depois uma em 2018 que reproduz a cena da ceia de Emaús.
Selos postais representando pinturas de Caravaggio, ou retratos do próprio Caravaggio, são emitidos em Itália, Malta, Vaticano e muitos outros países.
Entre as homenagens ligadas ao 400º aniversário da sua morte, a cidade de Roma organizou em 2010 uma exposição excepcional de pinturas de Caravaggio no Palácio do Quirinal.
Um monumento funerário é-lhe dedicado em julho de 2014 na aldeia de Porto Ercole, onde faleceu em 1610, apesar das fortes críticas e das dúvidas quanto à autenticidade dos ossos aí conservados.

## Descobertas recentes
Em 10 de novembro de 2006, um quadro do pintor, integrante da coleção da rainha Elizabeth II de Inglaterra  foi autenticado depois de seis anos de análise técnica. Até então, fora considerado uma cópia.
Em abril de 2014 foi descoberta a pintura "Judite e Holofernes" no sótão de uma casa no sudoeste de França e proibida de sair do país pelas autoridades. A existência da obra era conhecida por uma cópia atribuída a Louis Finson, pintor flamengo contemporâneo de Caravaggio. A obra estava numa zona de sótão por baixo do telhado de uma casa antiga na região de Toulouse.

## Obras relacionadas

#### Obras de ficção e criações

##### Romances, ensaios
- Claude Esteban, A Ordem Dada à Noite, Verdier, 2005 (romance).
- Peter Dempf (2021). Le mystère Caravage. Traduzido por Joël Falcoz. [S.l.]: Le Cherche-Midi. ISBN 2749166144 (romance).
- Dominique Fernandez, A corrida para o abismo, Grasset, Livre de Poche, 2002 (romance).
- Fioretti, Francesco (2016) [2012]. Dans le miroir du Caravage. [S.l.]: Pocket. ISBN 226627757X.
- Haenel, Yannick (2019). La solitude Caravage. [S.l.]: Fayard. ISBN 9782213706306 (teste).
- Liger, Christian (2001). Il se mit à courir le long du rivage. [S.l.]: Robert Laffont. ISBN 2-221-09534-0.
- (em inglês) Peter Robb, M, O homem que se tornou Caravaggio, 2000[289] (biografia ficcionalizada).
- Mans, Gérard (2014). Poche de Noir. [S.l.]: Maelstrom. ISBN 978-2875051929 (romance).
- Guy Walter, Caravaggio, pintor, ed. Verticales, 2001 (retrato romantizado).
- Alain Le Ninèze, O Último Sono segundo Caravaggio, Ateliers Henry Dougier, Paris, 2022.

##### História em quadrinhos
- Manara, Milo (2015). Le Caravage : La Palette et l'épée (tome 1); La Grâce (tome 2). Traduzido por Aurore Schmid. [S.l.]: Glénat. ISBN 9782723489874.[290][291]

##### Filmes

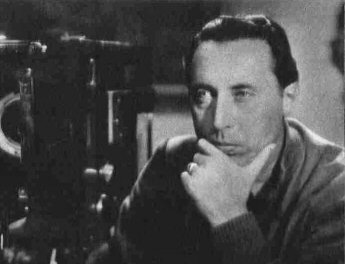
Em 1941, o diretor Goffredo Alessandrini fez o filme Caravaggio, o Pintor Amaldiçoado

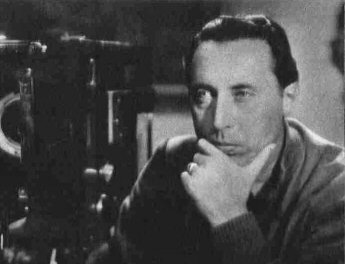
O realizador Goffredo Alessandrini realizou o filme Caravaggio, o pintor amaldiçoado em 1941.

- Michelangelo de Caravaggio, o pintor amaldiçoado, filme italiano dirigido por Goffredo Alessandrini em 1941, lançado na França em 1947.[292]
- Caravaggio, um filme britânico de 1986 dirigido por Derek Jarman.[293]
- EU. Senhor. Caravaggio, filme americano dirigido por Derek Stonebarger em 2011.[294]
- Caravaggio (L'ombra di Caravaggio), um filme franco-italiano de 2022 dirigido por Michele Placido.[295]

### Seleção de recursos online
- Este artigo foi inicialmente traduzido, total ou parcialmente, do artigo da Wikipédia em francês cujo título é «Le Caravage».

## Documentação

#### Documentários
- La magie du clair-obscur, realizado por Massimo Magri por ARTE, 2008, 52 min.[1]
  - [vídeo] parte 1, 19 minutes
  - [vídeo] parte 2, 20 minutes
  - [vídeo] parte 3, 13 minutes
- Le Caravage, une vie en clair-obscur, realizado por Valérie Manuel para o programa de TV Le Jour du Seigneur, França 2.[2]
  - [vídeo] parte 1 : Rome, 26 min
  - [vídeo] parte 2 : L'Errance, 26 min
- Le Caravage, héritage d'un révolutionnaire realizado por Massimo Magri em 2010.[3]
- Le Caravage et la mort realizado por Stefanie Appel em 2010.[4]
- Caravage dans la splendeur des ombres realizado por Jean-Michel Meurice em 2015[5] · [6].
- Caravaggio, corps et âme realizado por Jesus Garces Lambert em 2018.[7]
- Caravage à Rome, em exposição em Paris, visita guiada por Pierre Curie  por ocasião da exposição no museu Jacquemart-André, 2018.[8]
- Le Caravage, un fugitif à Malte realizado por Anna-Gaëlle Brault em 2020.[9]
- Polyclète et Caravage, episódio de Les révolutions du regard por Anne-Marie Sangla em 2022.[10]
- Caravage : un chef-d'œuvre sort de l'ombre realizado por Frédéric Wilner, 2023[11] · .[12]

#### Obras de ficção e criações

##### Romances, ensaios
- Claude Esteban, A Ordem Dada à Noite, Verdier, 2005 (ensaio sobre A Vocação de São Mateus).
- Peter Dempf (2021). O Mistério de Caravaggio. Traduzido por Joël Falcoz. [S.l.]: Le Cherche-Midi. ISBN 2749166144 (romance).
- Dominique Fernandez, A Corrida para o Abismo, Grasset, Livre de Poche, 2002 (romance).
- Françasco Fioretti (2016). No espelho de Caravaggio. [S.l.]: Pocket. 352 páginas. ISBN 226627757X.
- Yannick Haenel (2019). La solitude Caravage. [S.l.]: Fayard. ISBN 9782213706306 (ensaio).
- Cristão Liger (2001). Começou a correr ao longo da costa. [S.l.]: Robert Laffont. 306 páginas. ISBN 2-221-09534-0.
- (em português) Peter Robb, M, O Homem que se Tornou Caravaggio, 2000[13] (biografia ficcionada).
- Gérard Mans (2014). Poche de Noir. [S.l.]: Maelstrom. 280 páginas. ISBN 978-2875051929 (romance).
- Guy Walter, Caravaggio, pintor, ed. Verticales, 2001 (retrato romantizado).
- Alain Le Ninèze, O Último Sono Segundo Caravaggio, Ateliers Henry Dougier, Paris, 2022.

##### Banda desenhada
- Milo Manara (2015-2018). Caravaggio: A Paleta e a Espada (volume 1); La Grâce (volume 2). Traduzido por Aurore Schmid. [S.l.]: Glénat. ISBN 9782723489874[14] · .[15]

##### Filmes
- Michelangelo de Caravaggio, o pintor amaldiçoado, filme italiano realizado por Goffredo Alessandrini em 1941, lançado em França em 1947.[16]
- Caravaggio, filme britânico realizado por Derek Jarman em 1986.[17]
- I.M.Caravaggio, filme norte-americano realizado por Derek Stonebarger em 2011.[18]
- Caravaggio (L'ombra di Caravaggio), um filme franco-italiano realizado por Michele Placido em 2022.[19]

##### Televisão

###### Série
- Caravaggio, produção italiana realizada por Silverio Blasi em 1967 com Gian Maria Volonté.[20]

###### Filme TV
- Caravaggio, produção franco-alemã-italiana dirigida por Angelo Longoni em 2007.[21]

##### Teatro
- Caravaggio a solo, criado e interpretado em 2005 por Damien Ricour.[22]
- Eu, Caravaggio, criada e encenada em 2010 por Cesare Capitani, baseada no romance de Dominique Fernandez,[23] publicado pela Éditions TriArtis em francês e italiano, ISBN 978-2-916724-83-6.

##### Música

###### Ballet
- Caravaggio, coreografia de Mauro Bigonzetti com música de Bruno Moretti, baseada em Monteverdi.[24]

###### Música
- Caravaggio, canção de Claudia Faniello destinada ao Festival Eurovisão da Canção para Malta em 2008.[25]

###### Óperas
- Caravaggio de Suzanne Giraud, criado em 2012 com base no romance de Dominique Fernandez.[26]
- Caravaggio de Nikolaus Schapfl, libreto em inglês de Matthew Faulk.[27]

##### Moda
- O designer Virgil Abloh utiliza o rosto e as obras de Caravaggio em algumas peças lançadas em 2018 e 2019 para a marca Off-White.[28]